# 사산 제국
사산 제국(/səˈsɑːniən, səˈseɪniən/), 또는 에런샤흐르(Eranshahr, "이란 왕국")는 AD 7세기 초기 무슬림 정복 이전의 마지막 이란 제국이었다. 사산 가문의 이름을 따서 이름붙여진 이 왕조는 서기 224년부터 651년까지 약 4세기 동안 존속함으로써, 이전의 아르사케스 가문의 파르티아 제국 다음으로 가장 오랫동안 지속된 이란계 제국이 되었다.
사산 제국은 파르티아 제국을 계승하여, 페르시아를 이웃한 대립국인 로마 제국(395년 이후 동로마 제국)과 함께 고대 후기의 주요 강대국으로 재편하였다. 제국은 아랍의 페르시아 정복으로 끝이 났다.
사산 제국은 파르티아 제국이 내부 분쟁과 로마와의 전쟁으로 쇠약해진 틈을 타서 권력을 잡은 이란 통치자 아르다시르 1세에 의해 설립되었다. 그는 224년 호르모즈드간 전투에서 파르티아의 마지막 샤한샤인 아르타바누스 4세를 격파한 후 사산 왕조를 세웠고, '이란'이라는 영역 개념의 확장을 통해 아케메네스 왕조의 유산을 회복하려 노력했다. 620년 당시, 가장 넓은 영토 범위에 도달한 사산 제국은 오늘날 이란과 이라크 전체를 포괄하고 레반트에서 인도 아대륙, 남아라비아에서 캅카스와 중앙아시아까지 이르는 광대한 영토를 점유했다.
사산 왕조의 통치 기간은 복잡하고 중앙집권화된 정부 관료제를 특징으로 하는 이란 문명의 전성기였으며, 조로아스터교를 국교로 채택하여 그들의 통치를 합법화하고 통합하는 힘으로 활성화시켰다. 그들은 또한 웅장한 기념물, 공공사업, 후원받는 문화 및 교육 기관을 건설했다. 제국의 문화적 영향력은 서유럽, 아프리카, 중국, 인도를 넘어 훨씬 더 확장되었으며, 이후 유럽과 아시아의 중세 예술을 형성하는 데 도움이 되었다.
사산 왕조의 예술·건축·음악·문학·철학은 이후 찬란하게 번영할 이슬람 문명의 확고한 문화적 기반이 되어주었으며, 나아가 이슬람권 전역에 페르시아의 선진적인 문화와 지식, 사상이 확산되는 것을 보장함으로써 인류사에 적지 않은 기여를 했다는 점에서 그 의의가 있다.

## 국호
공식적으로, 사산 제국은 '이란인들의 왕국(팔레비어: ērānšahr, 파르티아어: aryānšahr, 그리스어: ΑΡΙΑΝΩΝ ΕΘΝΟΥC, 한국어: 에런샤흐르)'이라는 국호를 사용했다. 이것은 샤푸르 1세 시대에 제작된 페르시아어·파르티아어·그리스어의 삼중 언어로 새겨진 비문에서도 잘 나타나 있다.
...(나는) 에런샤흐르의 통치자이며, (그리스 민족의) 땅을 소유하고 있다. 이는 페르시스와 팔라브와 후제스탄과 메샨과 아소레스탄과 노드아르닥시라간과 아두르바다간과 아라바이스탄과 아트로파테네와 아르메니아, 이베리아, 세간, 아란, 발라사간, 캅카스 산맥, 알바니아/알라니아의 입구까지,

그리고 파디슈와르가의 모든 산맥에서 구르간과 메르브와 하르브와 아바르샤르와 키르만과 사카스탄과 투르기스탄과 마크란과 파라단과 힌드, 쿠샨샤흐르, 파슈키부르, 이아, 소그디아, 차흐의 산부터 바다의 반대편인 마존샤르까지의 모든 지역이다.— 샤푸르 1세의 비문 중 영토 부분을 열거한 구절

조금 더 일반적인 시각에서 보자면, 제국을 통치한 지배층들이 그들의 시조인 사산에서 그 명칭을 차용했기 때문에, 오늘날에는 보편적으로 사산 제국(영어: Sassanid Empire) 또는 사산 왕조(영어: Sassanid Dynasty)라고 칭한다.
몇몇 역사학자들은 사산 제국을 신페르시아 제국이나 2차 페르시아 제국이라고 부르는데, 이는 사산 제국이 아케메네스 제국과 함께 파르스를 기반으로 건국된 유일한 이란계 제국이었기 때문이었다.

## 역사

### 배경

파르티아 제국의 최대 영토. BC 1세기 경.

사산 왕조의 발흥은 당시 중동의 패권국이었던 파르티아 제국의 쇠퇴에서 기원한다. 파르티아는 우리가 흔히 제국하면 떠올리는 중앙집권적인 전제군주제 국가가 아니라, 지방 분권적인 여러 귀족들이 아르사케스 왕조를 중심으로 뭉친 봉건군주제 국가에 가까웠다.
이러한 특징은 파르티아가 셀레우코스 제국과 아르메니아 왕국 등의 주변 세력들과 맞서 싸우면서 팽창할 무렵에는 크게 문제가 되지 않았지만, 이후 그들보다 훨씬 강력한 상대였던 로마 제국을 상대로 전쟁을 벌이면서 그 단점이 드러나게 된다.(로마-파르티아 전쟁)
중앙 정부와 반목하게 된 몇몇 봉건 귀족들은 중요한 전투에서 그들의 병력들을 제공하지 않았고, 심지어 자신의 권력을 강화하기 위해 왕족들간의 내분을 부추기거나 반란을 일으키기도 했다. 내부가 혼란한 상황에서 파르티아는 로마 제국을 막을 여력이 남아있지 않았다. 결국 파르티아는 한 세기 동안 수도 크테시폰이 3차례나 약탈·파괴당하는 등 굴욕을 제대로 맛보았다.
전쟁에서의 패배는 곧 아르사케스 왕조의 권위와 실력을 현저하게 떨어뜨렸고, 이는 다시 제국의 지방 통제력을 약화시키는 악순환을 일으켰다. AD 3세기 초, 이러한 문제는 절정에 달했다. 당시 파르티아 제국에서는 아르타바누스 4세와 볼로가세스 6세 간의 내전이 한창이었는데, 이것이 채 마무리되지 못한 상태에서 로마 황제 카라칼라가 쳐들어온 것이다. 아르타바누스 4세가 니시비스 전투를 통해 겨우 로마를 격퇴하기는 했지만, 이미 제국의 국력은 한계에 다다른 상태였다.

### 건국
아르사케스 왕조의 약화를 감지한 봉건 귀족들은 곧 각지에서 독립을 주장하기 시작했는데, 페르시스 부왕령의 통치자였던 바박도 그 중 하나였다. 바박은 본래 키르 지역의 총독이었으나, 서기 200년 즈음에 전임자를 살해하고 페르시스를 장악했다. 바박 사후, 페르시스 부왕 직위는 그의 장남 샤푸르를 거쳐 차남 아르다시르 1세에게로 넘어갔다.
왕위에 오르자, 그는 왕국의 수도를 파르스 더 남쪽으로 옮기고 그곳에 아르다시르-크와라(오늘날 피루자바드)란 이름의 새로운 수도를 조영했다. 이곳은 높은 산으로 잘 보호되어 있으며 험준하고 좁은 고개 때문에 접근하기가 어려워 방어에 용이했다.
페르시스 지역의 통치를 확립한 후, 아르다시르 1세는 빠르게 영토를 확장하여 페르시스 지방의 제후들에게 충성을 요구하고 인근의 케르만, 이스파한, 수시아나, 메세네 지방을 장악했다. 그의 성장에 위협을 느낀 파르티아 황제 아르타바누스 4세는 224년 후제스탄 총독을 보내 이를 막도록 했으나, 아르다시르는 진압군을 상대로 간단히 승리를 거두었다. 그러자 아르타바누스 4세는 친히 군대를 이끌고 파르스를 침공했고 아르다시르 1세 역시 이에 맞서 출정했는데,  얼마 후 벌어진 호르모즈드간 전투(224)에서 아르타바누스 4세는 처참히 패배한 뒤 전사했다.

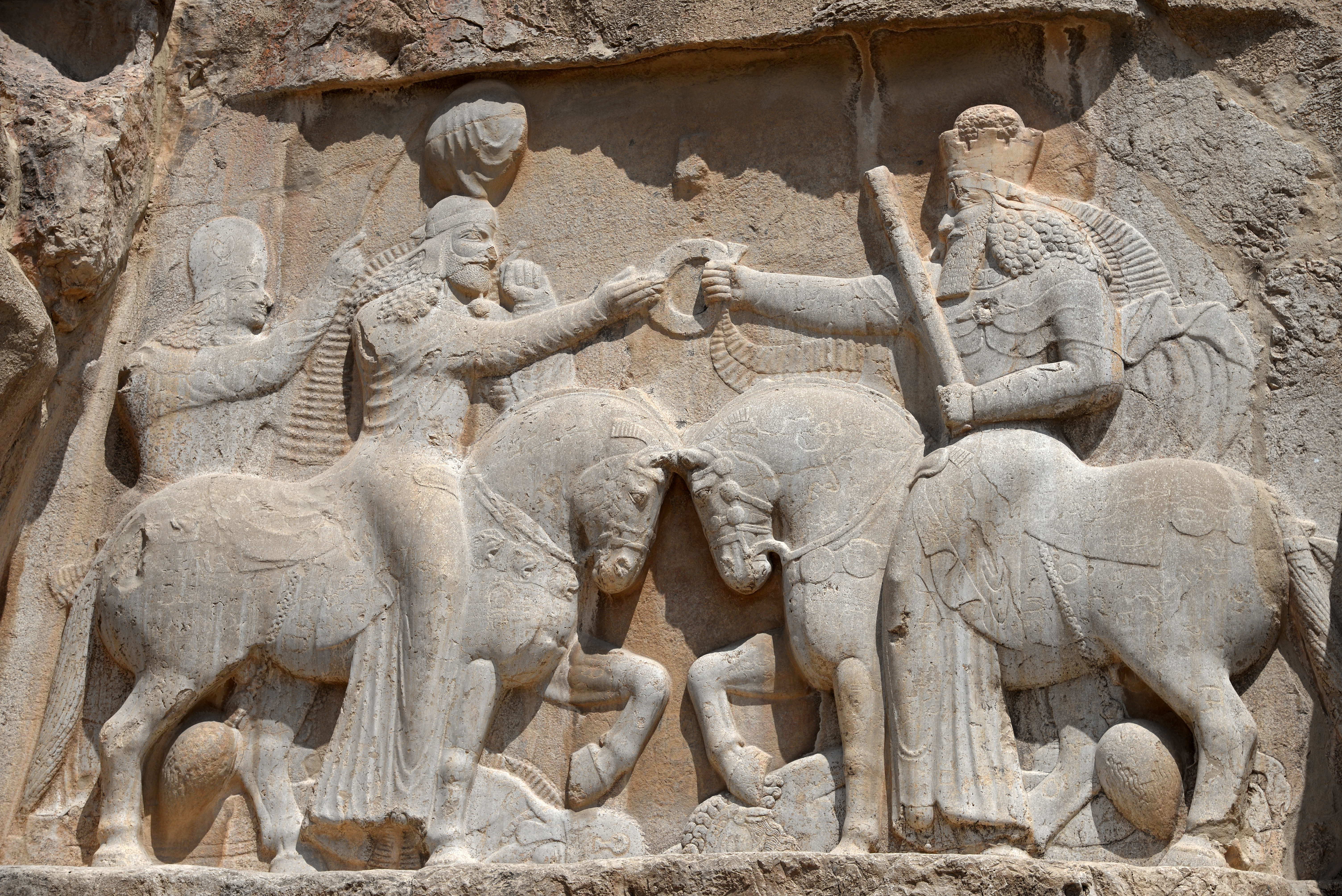
나크시 에 로스탐의 유명한 부조. 좌측에는 패배한 아르타바누스 4세를 짓밟고 있는 아르다시르 1세가 있으며, 우측에는 아흐리만을 짓밟고 있는 아후라 마즈다가 있다. 아르다시르가 아후라 마즈다로부터 받는 것은 왕권을 상징하는 반지이다.

이후 아르다시르 1세는 진공상태가 된 동부 지역으로 진출하여 여러 지역들을 차례로 장악했으며, 스스로를 '아케메네스 왕조의 정통 후계자'로 자처하고 이란인의 왕중왕(Šâhan šâh-ī Ērān)라 칭하면서, 400년간 이어져 오던 파르티아 제국을 멸망시키고 사산 제국을 창건했다. 수도 또한 이때 이스타크르에서 크테시폰으로 이전되었다.
그 뒤 몇 년 동안 제국 전역에서 반란이 일어났고, 생존해 있던 파르티아 황제 볼로가세스 6세는 셀레우키아 등 잔존 영토를 중심으로 독자적인 주화를 발행하면서 사산 제국에게 저항했다. 그러나 아르다시르 1세는 228년까지 이를 모두 물리쳤으며, 신생 제국을 더욱 동쪽과 북서쪽으로 더욱 확장하여 사카스탄, 고르간, 호라산, 마르기아나, 발흐 및 호라즘 지방을 정복했다. 그는 또한 바레인과 모술을 점령하기도 했다.
훗날의 사산조 비문은 쿠샨, 투란, 마크란의 왕들이 이때 아르다시르 1세에게 복종했다고 주장하지만, 발견된 증거 및 사료들을 토대로 추정해보면, 이들은 실제로는 아르다시르의 아들인 샤푸르 1세 시기에 복속되었을 가능성이 더 높다.

### 1차 전성기(240-272)

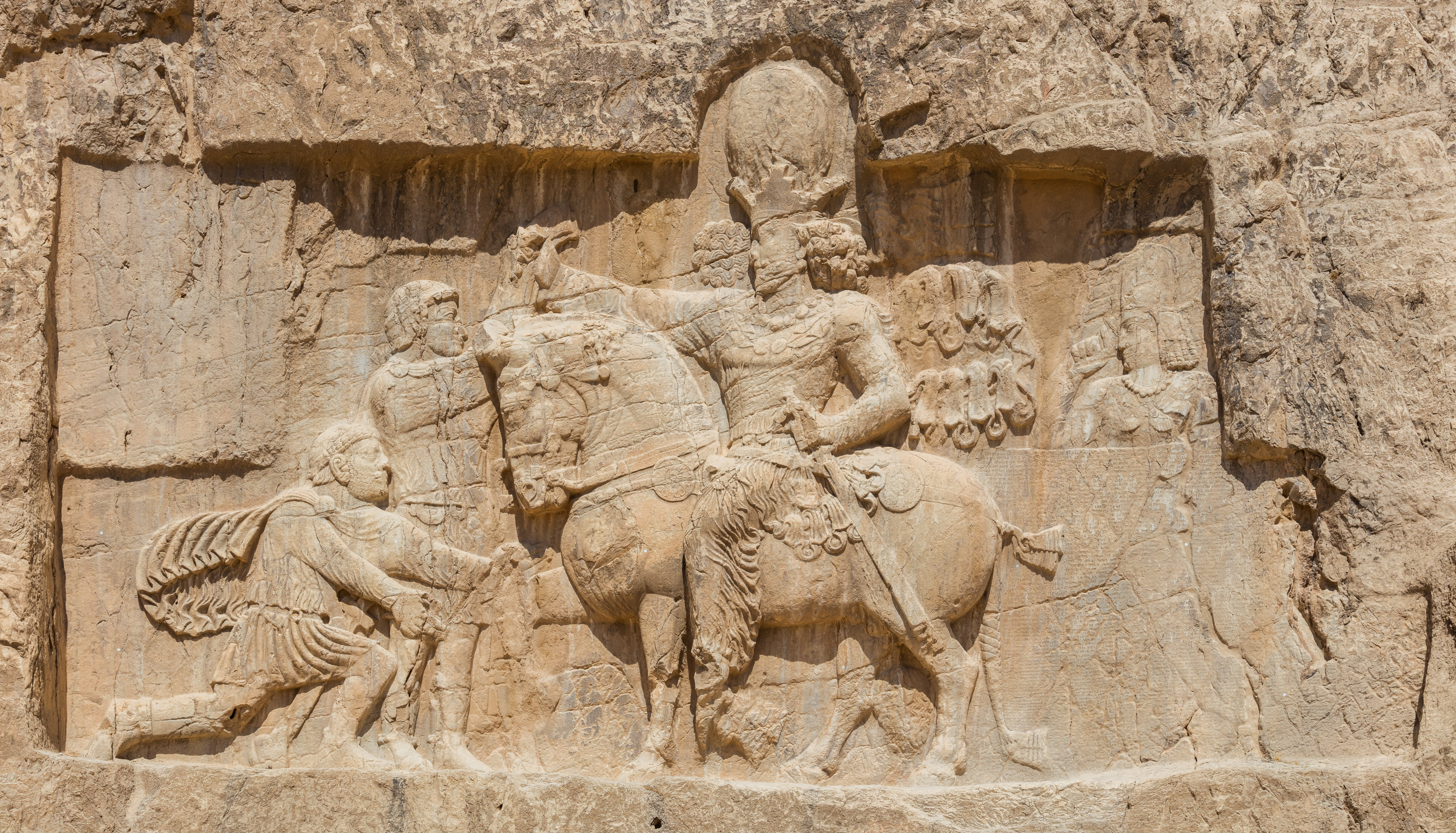
발레리아누스 황제를 사로잡은 샤푸르 1세의 부조. 좌측의 인물들은 각각 발레리아누스와 필리부스 아라부스이고, 우측에 말을 타고 있는 인물은 샤푸르 1세이다.

아르다시르 1세가 240년에 사망한 이후, 그의 아들 샤푸르 1세가 제위를 계승했다. 그 역시 부황의 팽창 정책을 이어받아 박트리아와 쿠샨 제국의 서부를 정복하고, 로마에 대항하는 여러 군사 원정들을 수행했다. 그는 우선 로마령 메소포타미아를 침공하여 그곳의 핵심 도시인 카르헤와 누사이빈을 점령했으며, 244년 고르디아누스 3세 황제의 공격을 성공적으로 방어해냈고, 이후 새로 즉위한 필리푸스 아라부스 황제를 상대로 유리한 조약을 체결하였다.
그러나 무엇보다도 가장 유명한 사건은 바로 발레리아누스 황제를 에데사 전투에서 포로로 사로잡은 일이다. 샤푸르는 페르세폴리스 인근의 나크시 에 로스탐에 페르시아어·그리스어로 인상적인 바위 부조를 조각함으로써 이 승리를 기념했다. 이후 260년에 그는 아나톨리아로 재차 진격했지만, 로마와 그 동맹국 팔미라에게 패배한 뒤에는 더 이상 서부를 넘보지는 않았고, 대신 변방의 방어와 영토확장에 목적을 둔 몇몇 외교 정책을 추진했을 뿐이었다.
대신 상대적으로 내치에 더욱 집중하는 경향을 보였는데, 그는 로마군 포로들과 레반트, 킬리키아, 카파도키아 등지를 약탈하며 강제로 끌고 온 인구, 그리고 외부에서 온 이민자들을 후제스탄 지역에 정착시켜 도시와 요새, 교량과 댐 등을 건설하도록 했다. 후제스탄의 군디샤푸르, 파르스의 비샤푸르와 호라산의 니샤푸르가 그의 이름을 따서 건설된 도시들이다.

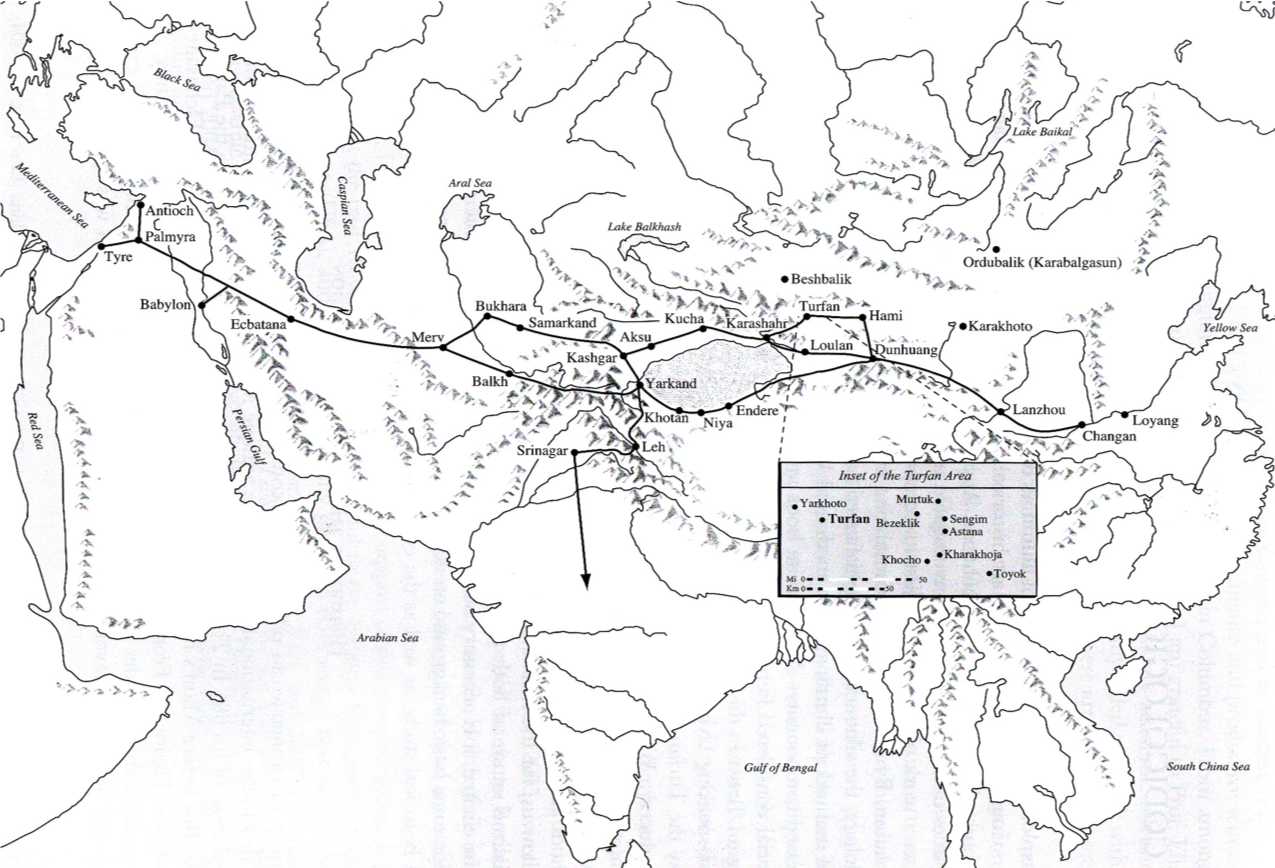
마니교의 확산 경로를 보여주는 지도

샤푸르 1세는 종교적 관용 정책을 실시한 것으로도 알려져 있다. 마니교의 창시자인 마니가 바로 이 무렵에 활동한 인물인데, 그와 그의 종교가 당시 조로아스터교를 신봉하던 이란 내에서 이단이라고 비난받았음에도 불구하고, 마니교에게 포교의 자유 및 신앙 허용 등의 특권을 부여하였다. 이것은 아마 당시 강력한 권력을 가지고 있었던 조로아스터교 대사제 카르티르와 성직자들(마기)을 견제하려는 의도였을 수도 있다. 한편 로마 이주민들을 중심으로 퍼져 있던 기독교 또한 박해받지 않았으며, 바빌로니아의 유대교 역시 사산 황실과 좋은 관계를 유지했다.
그의 통치 하에서 사산 제국의 영토는 이전의 파르티아보다 훨씬 광대해졌고, 수많은 이민족들이 페르시아의 지배권 아래에 편입되었다. 따라서 샤푸르 1세는 이란인과 비(非)이란인의 왕중왕(šāhān šāh-ī Ērān ud Anērān)이란 칭호를 사용했는데, 이 칭호는 사산 왕조 말기까지 지속되었다.

### 1차 침체기(272-309)

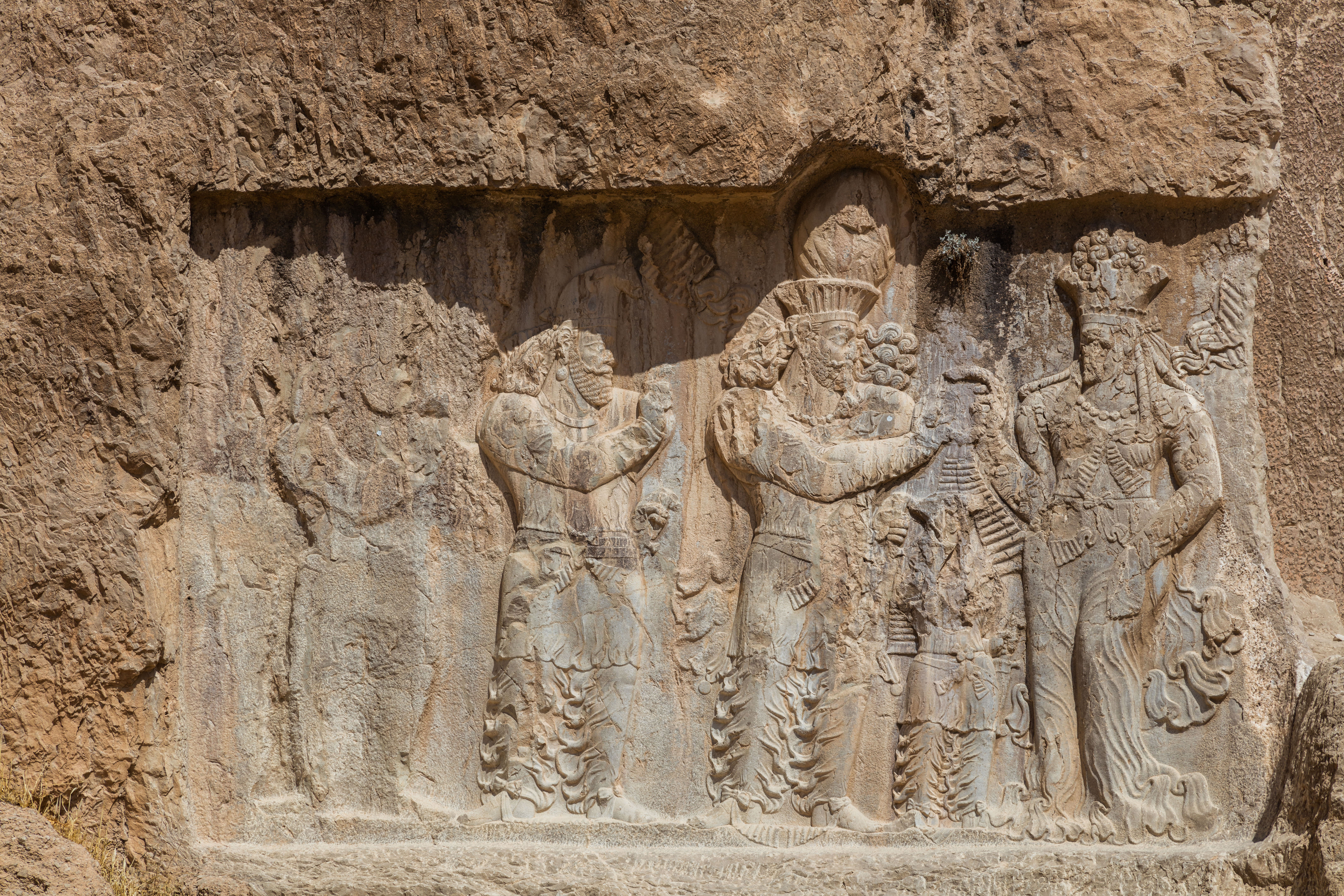
아나히타로 추정되는 여신(우측)에게 왕권의 상징인 반지를 받는 나르세스 1세. 형제로부터 제위를 찬탈한 나르세스 1세는 나크시 에 로스탐에 대규모 마애상과 비문을 남겨 자신의 정통성을 강조했는데, 이것이 잘 보존되어 훗날 학자들이 초기 사산 왕조 역사를 연구하는 데 큰 도움이 되었다.

272년 샤푸르 1세가 사망한 뒤 제위를 계승한 호르미즈드 1세는 재위 1년 만에 사망했고, 그의 동생이자 길란의 왕이었던 바흐람 1세가 뒤를 이어 즉위했다. 그는 독실한 조로아스터교도였으며 대사제 카르티르의 지원을 받아 제위에 오를 수 있었으므로, 당시 조로아스터교와 갈등을 빚고 있던 마니교를 탄압하고 그 창시자 마니를 처형했다. 한편 바흐람 1세는 당시 독자 세력화를 꾀하고 있던 팔미라 제국의 제노비아에게 군대를 파견하는 등의 지원을 계속했지만, 그녀가 패배하고 사로잡히자 로마 측에 화평을 요청하며 저자세를 유지했다. 불과 몇 십년 전의 샤푸르 1세 시대에 비하면 놀라울 정도의 태도 변화인데, 본래 영토 크기·국력의 측면에서 볼 때 로마 제국은 사산 제국과는 비교도 할 수 없는 강대국이였던데다가, 로마는 마침 아우렐리아누스가 분열된 제국을 막 통합해 낸 상태였던 반면 페르시아는 왕위 계승 문제로 혼란의 여지가 있었기 때문인 것 같다.
276년, 바흐람 1세가 죽자 그의 아들 바흐람 2세가 제위를 계승했다. 바흐람 2세는 부황의 전례를 따라 조로아스터교 이외의 타 종교에 대한 탄압 정책을 유지했으며, 카르티르는 제국 전체의 최고 심판관이자 원래 사산 가문의 지위였던 이스타크르의 아나히타 신전 수호자로 임명되는 등 엄청난 권세를 누리게 되었다. 하지만 280년대 초, 쿠샨-사산 왕국의 왕이었던 바흐람 2세의 동생 호르미즈드가 제국의 동방 영토를 장악하고 반란을 일으켰으며, 동시에 후제스탄과 사카스탄 지역에서도 잇달아 반란이 일어났다.

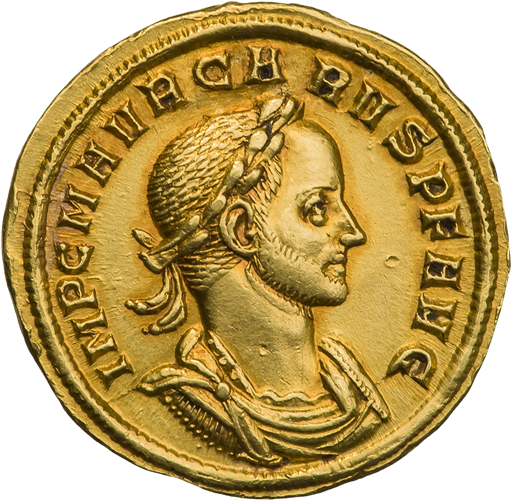
카루스 황제의 주화

바흐람 2세는 이를 진압하기 위해 친히 대군을 이끌고 동쪽으로 향했고, 얼마간의 격전 끝에 겨우 이를 어느정도 제압할 수 있었다. 그런데 페르시아 주력군이 동부 전선에 전부 쏠려있던 283년, 카루스 황제가 이끄는 로마군이 서쪽 변경에 도착한 뒤 사산 제국에게 선전포고했다. 곧 로마군은 메소포타미아를 파괴했고, 티그리스 강을 도하하여 수도 크테시폰을 약탈했다. 그나마 카루스 황제가 벼락에 맞아 급사하여 로마군이 철수함으로써 도시는 다시 탈환될 수 있었다.

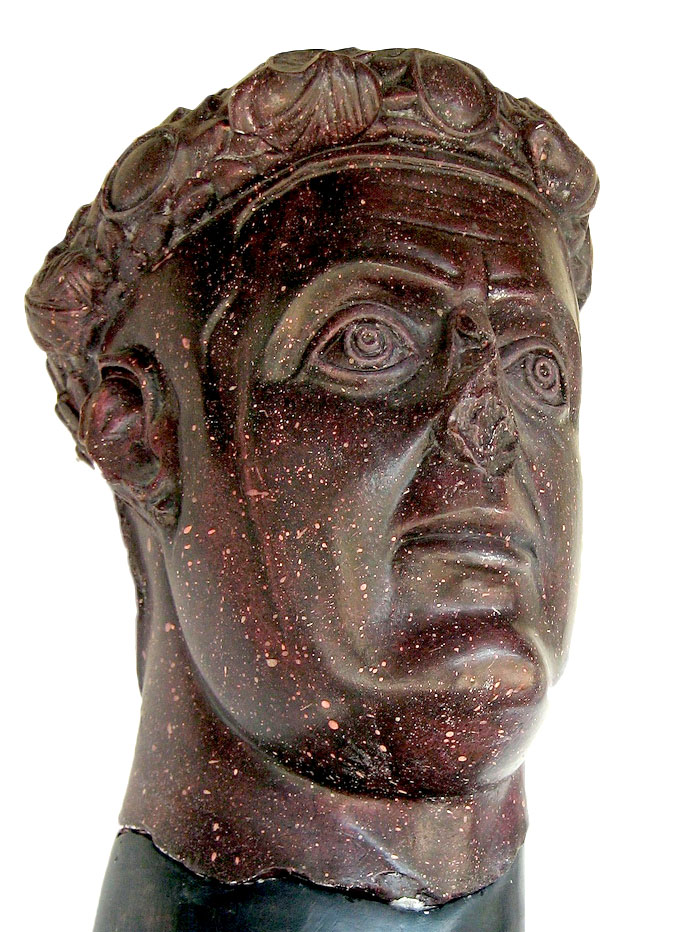
갈레리우스 황제의 흉상

294년 바흐람 2세가 죽자 그의 아들 바흐람 3세가 뒤를 이었지만, 귀족들은 흔들리는 제국을 통치하기에 너무 유약해 보이는 그에게 지지를 보내지 않았다. 결국 바흐람 3세를 반대하는 몇몇 귀족들이 반란을 일으켜 바흐람 3세를 퇴위시킨 뒤, 아르메니아의 왕이었던 나르세를 나르세스 1세로 즉위시켰다. 나르세스 1세는 이전까지 유지되던 타 종교 탄압 정책을 중단시키는 한편, 연이은 로마와의 패전으로 약화된 샤한샤의 권위를 회복하기 위해 로마를 공격했다. 그러나 전쟁은 초반에만 잠깐 성공적이었으며, 나중에는 갈레리우스의 로마군에게 참패하고 말았다.
갈레리우스는 298년 아르메니아 접경 지대를 거쳐 메소포타미아 북부로 쳐들어왔다. 이에 나르세스 1세는 로마 군과 싸우기 위해 아르메니아로 후퇴했는데, 아르메니아의 험준한 산지는 로마 보병들에게는 유리했지만 사산 기병들에게는 그렇지 않았다. 갈레리우스는 야습을 감행하여 페르시아 군대를 상대로 승리를 거두었다. 이후 갈레리우스는 메디아와 아디아베네로 진격하여 에르주룸 근처에서 재차 승리를 거두었고, 티그리스 강을 따라 남하하여 수도 크테시폰을 약탈했다. 디오클레티아누스는 나르세스 1세에게 사절을 보내어 메소포티미아 상류 지대가 로마의 영역으로 귀속되는 것에 동의하라고 압박했고, 결국 299년 양측 간에 평화 조약이 맺어졌다.

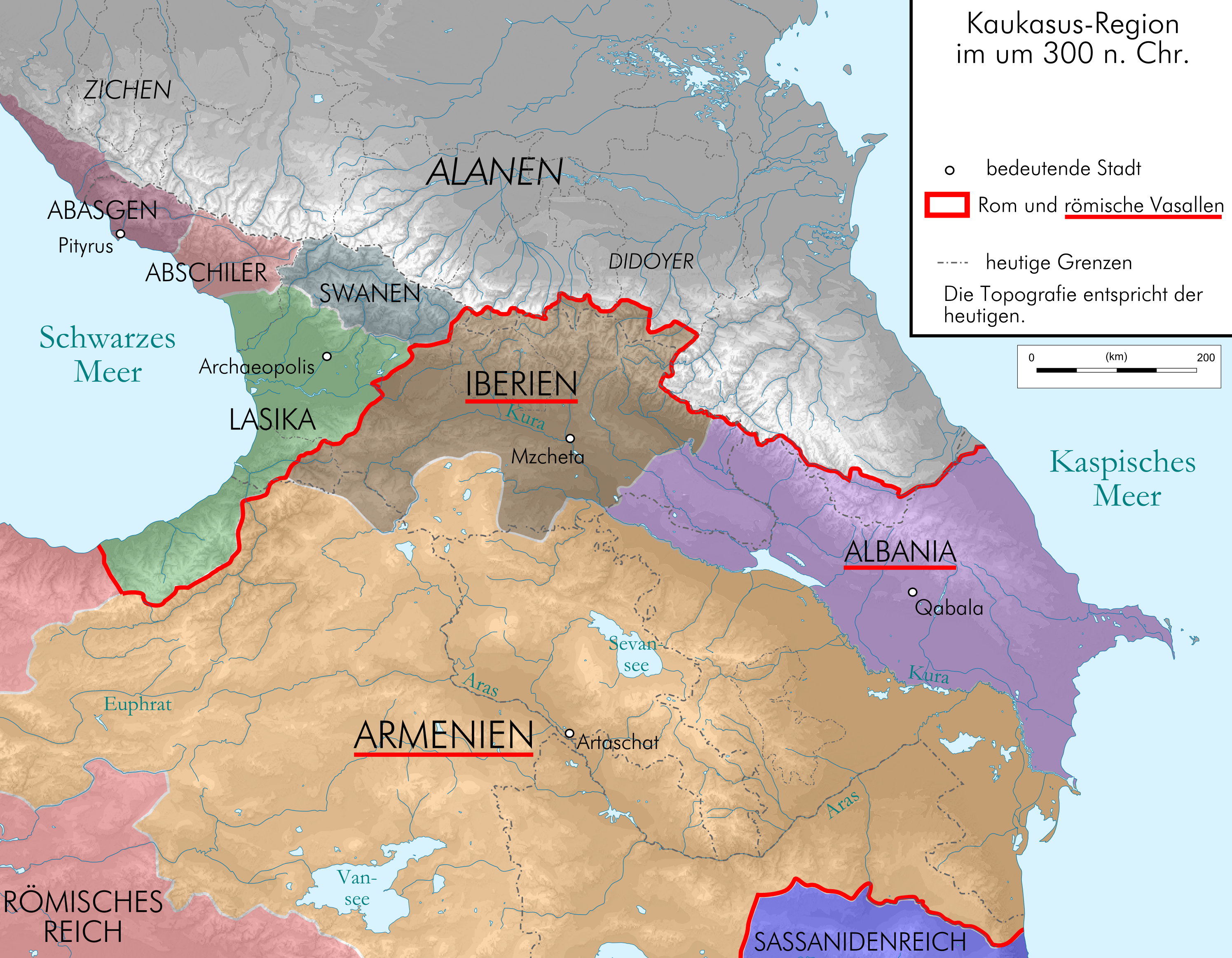
나르세스 1세의 패배 이후 서기 300년경 캅카스의 정치적 상황. 붉은 선이 평화협정을 맺는 조건으로 로마가 가져간 지역이다.

평화의 대가는 컸다. 사산 제국은 티그리스 강 서쪽의 5개 지방을 로마에게 양도했으며, 다시는 아르메니아와 조지아의 일에 간섭하지 않겠다는 서약을 맺어야 했다. 또한 이전까지 강력한 영향력을 행사하던 아르메니아, 이베리아 왕국, 알바니아 왕국 등을 비롯한 캅카스의 여러 왕국들이 로마에게 복속되었다. 이후 아르메니아의 기독교화가 진행되면서 사산 제국과 로마 제국 간의 영토 갈등은 종교적 분쟁으로 확대되었으며, 이후 동로마 제국 시기까지 이어졌다.
권위가 바닥까지 떨어진 나르세스 1세는 302년 아들 호르미즈드 2세에게 양위하고 얼마 안 가 죽었다. 그러나 호르미즈드 2세 역시 땅에 떨어진 샤한샤의 권위를 다시 세우기에는 역부족이었으며, 귀족들의 발호는 날로 심해졌다. 결국 309년 그가 사냥 여행을 떠났다가 아랍인들에게 죽자, 귀족들은 호르미즈드 2세의 남은 아들들 대부분을 죽이거나 눈을 멀게 했다.

### 2차 전성기(309-379)

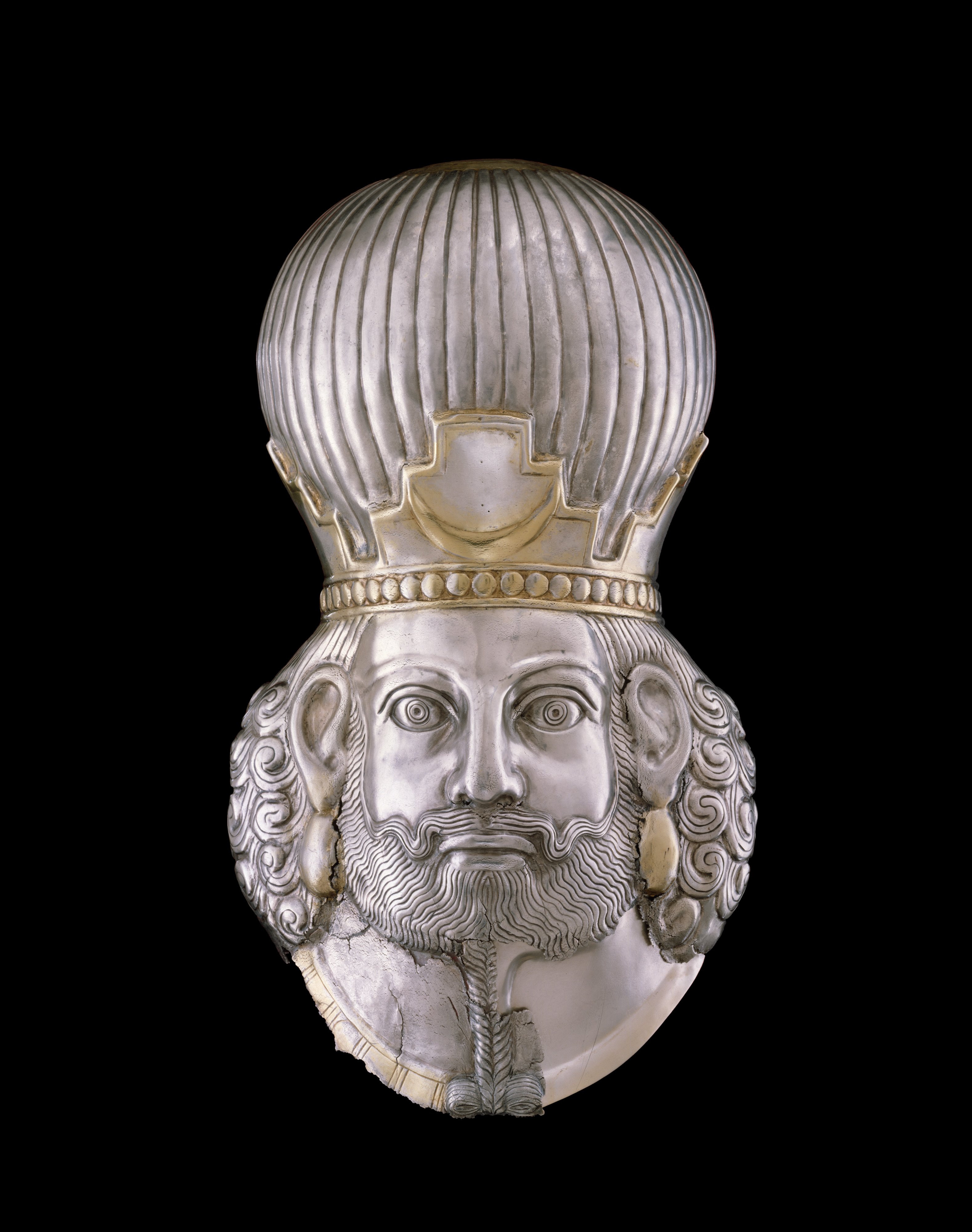
샤푸르 2세의 흉상. 현재 메트로폴리탄 박물관에 전시되어 있다.

페르시아 귀족들은 호르미즈드 2세의 장남 아두르 나르세를 살해하고, 차남의 눈을 멀게 했으며, 삼남은 감금해버렸다. 왕위는 곧 첩실에게서 태어난 샤푸르 2세에게로 돌아갔다. 일설에 따르면 귀족들이 모후의 임신한 배 위에 왕관을 올려놓아 태어나기 전부터 왕이 되었다고도 한다. 이것이 확실한지는 알 수 없지만, 그가 굉장히 어린 나이에 즉위한 것은 사실인 것으로 보인다. 그의 재위 초기에는 어머니와 귀족들이 섭정 역할을 맡아 제국을 통치했다.
그가 16세가 되던 해, 샤푸르 2세는 친정을 선언했고, 비범한 능력을 발휘하면서 제국 내에 산적한 문제들을 해결하기 시작했다. 그가 우선한 문제는 남쪽의 아랍인이었다. 당시 아라비아 사막 북부의 아랍인들은 사산 제국이 약화된 틈을 타서 서부 지역과 페르시아만 연안에 쳐들어와 약탈을 일삼았으며, 심지어는 사산 제국의 발흥지인 파르스 지역까지 습격했다.
이에 샤푸르 2세는 소규모 원정군을 조직한 뒤 아랍인들을 상대로 원정을 이끌었는데, 주로 아소리스탄의 이야드 부족에 대항하여 개시되었으며, 그 후에는 페르시아 만을 건너 사우디아라비아 동부에 도달했다. 그리고 나서 그는 하자르 산맥에 거주하던 아랍 부족인 바누 타밈을 공격했다. 기록에 따르면, 그는 많은 아랍인들을 죽이고 그들의 우물을 모래로 메워버렸다고 한다.
동부 아라비아의 아랍인들을 상대한 이후에도 샤푸르 2세는 서부 아라비아와 시리아로 원정을 계속했고, 나중에는 메디나까지 갔다가 귀환했다. 이때 그가 아랍인 포로들의 어깨를 뚫고 줄로 꿰어 끌고 갔기 때문에, 그는 아랍인들에게 '어깨를 뚫는 자(Dhū'l-Aktāf)'라는 별명을 얻었다. 이후 샤푸르 2세는 아랍인들이 그 뒤에도 계속 쳐들어올 것을 우려하여 알 히라 근처에 장벽을 건설했고, 이것은 훗날 왈 이-타즈간(war-i tāzigān, 아랍인들의 장벽)으로 알려지게 되었다.
337년부터는 나르세스 1세 시대에 빼앗긴 메소포타미아 서부와 아르메니아 등의 실지를 회복하기 위해 다시 로마를 공격했는데, 페르시아군은 일련의 전투에서 계속 승리했지만 변경의 핵심 도시인 니시비스는 3차례에 걸친 공성전을 감행해도 함락시킬 수 없었다.
이때 시온족과 키다라 등의 유목민들이 갑자기 나타나 동부 국경을 습격했는데, 이들로 인해 실크로드를 통제하는 전략적 요충지인 트란스옥시아나가 위협받았다. 이에 샤푸르 2세는 급히 로마 전선을 정리하고 동쪽으로 진군하여, 중앙아시아 유목민들의 공격을 분쇄하고 그 지역을 오히려 제국의 영토로 편입하였다. 그 외에도 샤푸르 2세는 독립적인 움직임을 보이던 쿠샨-사산 왕국을 복속시켰으며, 아프가니스탄~파키스탄 사이의 광대한 영토를 장악했다. 이 승리에 이어 문화적인 확장이 이루어졌고, 사산식 예술이 트란스옥시아나를 관통하여 중국에까지 이르렀다.

율리아누스의 페르시아 원정로

359년 샤푸르 2세는 키다라의 왕 그룸바테스와 함께 두번째 로마 원정을 시작했고, 곧 싱가라와 아미다를 탈환했다. 그러나 361년, 계속된 페르시아의 도발에 분노한 율리아누스 황제가 친히 대규모 원정군을 이끌고 쳐들어오면서 사산 제국은 위기를 맞았다. 그는 250년 전 트라야누스가 파르티아 원정 당시 건설했던 운하까지 이용하면서 물자를 수송했고, 몇 차례의 전투에서 잇달아 승리하여 수많은 도시들을 함락시켰다.
그러나 율리아누스는 크테시폰에서 강력한 저항에 직면했으며, 설상가상으로 아르메니아 방면으로 파견했던 분견대가 돌아오지 않아 퇴각을 결정했다. 이후 로마군이 철수하는 과정에서 율리아누스가 원인 불명의 죽음을 맞으면서 샤푸르 2세는 간신히 위기를 넘겼으며, 오히려 새로 즉위한 요비아누스 황제로부터 니시비스와 싱가라뿐만 아니라 289년 페르시아가 로마에게 할양한 영토를 양도받고, 향후 로마가 아르메니아에 간섭하지 않는다는 유리한 강화 조약을 이끌어냈다. 이후 아르메니아의 대부분이 다시 페르시아에게 넘어갔다.
샤푸르 2세의 치세 말기인 370년 무렵, 사산 제국은 북방에서 온 이민족들에게 박트리아의 지배권을 빼앗겼다. 처음 도착한 것은 키다라였고, 이후 에프탈과 알촌이 뒤를 이었다. 이 침략자들은 처음에 사산 양식을 바탕으로 그들의 동전을 발행했다. 사산 양식을 기반으로 한 다양한 동전들이 박트리아에서 발견되었는데, 종종 샤푸르 2세와 샤푸르 3세의 것을 모방한 초상화가 확인된다. 그들은 여기에다가 탐가와 박트리아 문자를 추가하여 자신들이 만든 것임을 나타냈다.
샤푸르 2세는 선대의 종교적 관용책을 뒤엎고 기독교 박해를 다시 시작한 황제이기도 하다. 이는 전체적으로 보았을 때는 로마의 콘스탄티누스 1세가 기독교를 국교로 인정한 것에 대한 반작용이었으며, 단편적으로 보았을 때는 로마와의 분쟁 지역이었던 아르메니아에서 기독교가 반(反) 페르시아 감정 및 분열을 강화하는 원인이 되었기 때문이다. 한편 그의 치세에『아베스타』의 집전이 완성되었을 뿐만 아니라, 복잡하던 교리의 단순화 및 정리가 마무리되고 로마와 비슷한 교회 체계가 구축되는 등, 제국의 공식 종교인 조로아스터교가 한 층 더 발전하기도 했다. 379년에 그가 사망했을 당시, 사산 제국은 동쪽의 이민족 침략을 막아내고 요충지 아르메니아를 페르시아 지배 하에 편입시키는 등 그 어느 때보다 강력했다.

### 2차 침체기(379-498)

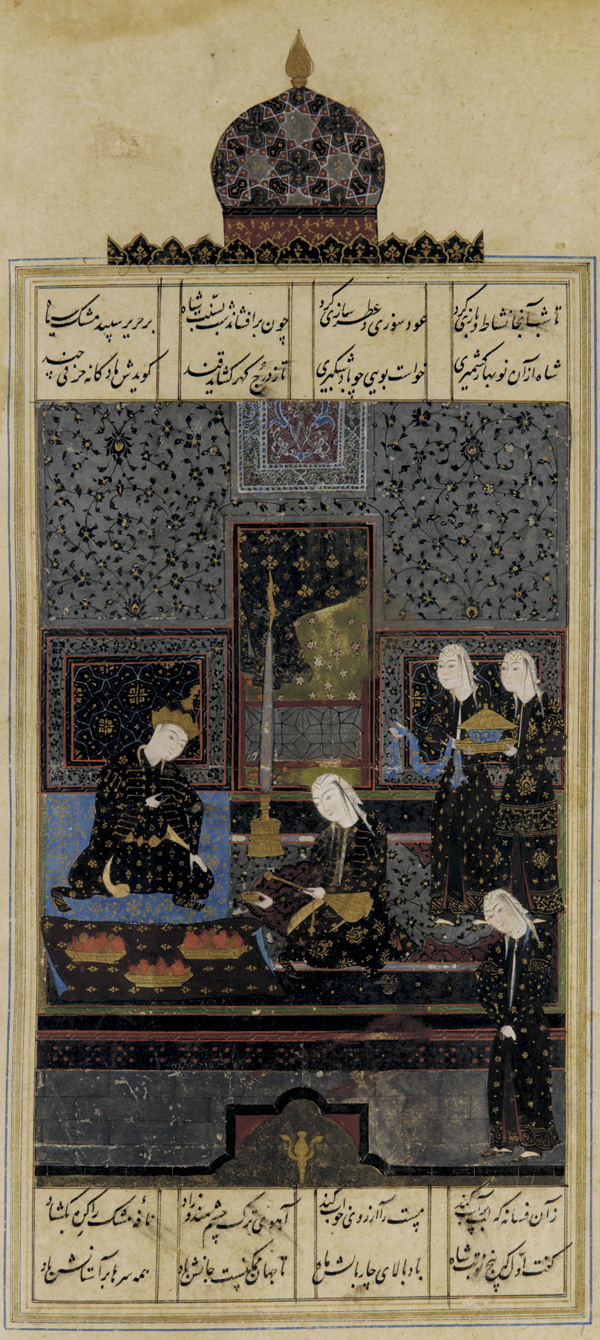
바흐람 5세는 페르시아 문학가와 시인들이 매우 선호하는 인물이다. 위 작품의 제목은 《검은 파빌리온에 있는 바흐람과 인도 공주》로, 16세기 중반 사파비 제국 시대의 위대한 페르시아 시인 니자미에 의해 그려진 것이다.

샤푸르 2세의 사망 직후부터 카바드 1세가 즉위할 때까지, 즉 379~498년까지의 약 120년에 이르는 이 기간의 가장 큰 특징은 로마 제국과 페르시아가 평화 상태를 유지했다는 것이다. 물론 단기적, 산발적인 충돌은 있었지만 적어도 이전과 같은 대규모 회전이나 전면전은 일어나지 않았다. 이처럼 평화가 유지된 이유로는 크게 두 가지 이유를 들 수 있다.
- 아르다시르 1세~샤푸르 2세에 이르는 기나긴 기간 동안 페르시아의 국력이 두드러지게 신장되면서, 로마와 이란이 서로를 완전히 제압할 수 없음이 확인되었다.
- 두 제국 모두 동방에서 침입해 오는 이민족(훈족, 에프탈)들을 상대하는 동시에 내부의 불만과 혼란을 통제해야 했으므로 서로 전면전을 치를 여유가 없었다.

특히 사산 제국에서는 샤푸르 2세의 강력한 힘과 카리스마에 억눌려 있던 귀족 및 성직자들의 발호가 다시 두드러지기 시작했다. 379년 샤푸르 2세가 사망한 이후, 제국은 그의 이복 형제인 아르다시르 2세와 그의 아들 샤푸르 3세에게 계승되었는데, 그들은 둘 다 전임자와 같은 훌륭한 통치를 보여주지 못했다. 결국 샤푸르 3세는 재위 5년만에 귀족들에 의해 암살당했다. 388년 제위를 계승한 그의 아들 바흐람 4세는 좀 더 오래 재위하긴 했지만, 그 역시 399년에 암살당하는 결과를 피하지 못했다. 그러나, 20년간의 혼란과 일련의 무능한 군주들의 즉위에도 불구하고, 샤푸르 2세의 통치 기간 동안 확립된 행정 체계는 여전히 강력하고 효율적으로 기능했으므로, 제국의 운영은 안정적으로 지속될 수 있었다.
399년에 제위를 계승한 바흐람 4세의 동생 야즈데게르드 1세는 그나마 이전 황제들보다는 능력있는 군주였고, 421년 의문의 죽음을 맞을 때까지 제국을 평화롭게 다스렸다. 그는 가끔씩 로마의 콘스탄티누스 1세와 비교되기도 하는데, 두 인물 모두 개인적인 무력이나 외교적인 감각이 뛰어났고, 기회주의적이었으며, 종교적 소수자들을 위한 자유를 제공했다. 야즈데게르드 1세는 재위 초기에는 기독교도를 옹호하고 조로아스터교 성직자들을 견제한 반면, 말년에는 기독교도가 조로아스터교 사원을 파괴했다는 이유로 기독교 박해를 용인했다. 이러한 정책은 결과적으로 양쪽 모두의 반발을 샀지만, 대체로 그의 치세 대부분은 종교의 자유가 용인되었다. 한편 야즈데게르드 1세는 로마의 어린 황제 테오도시우스 2세의 후견인이 되기도 했다.

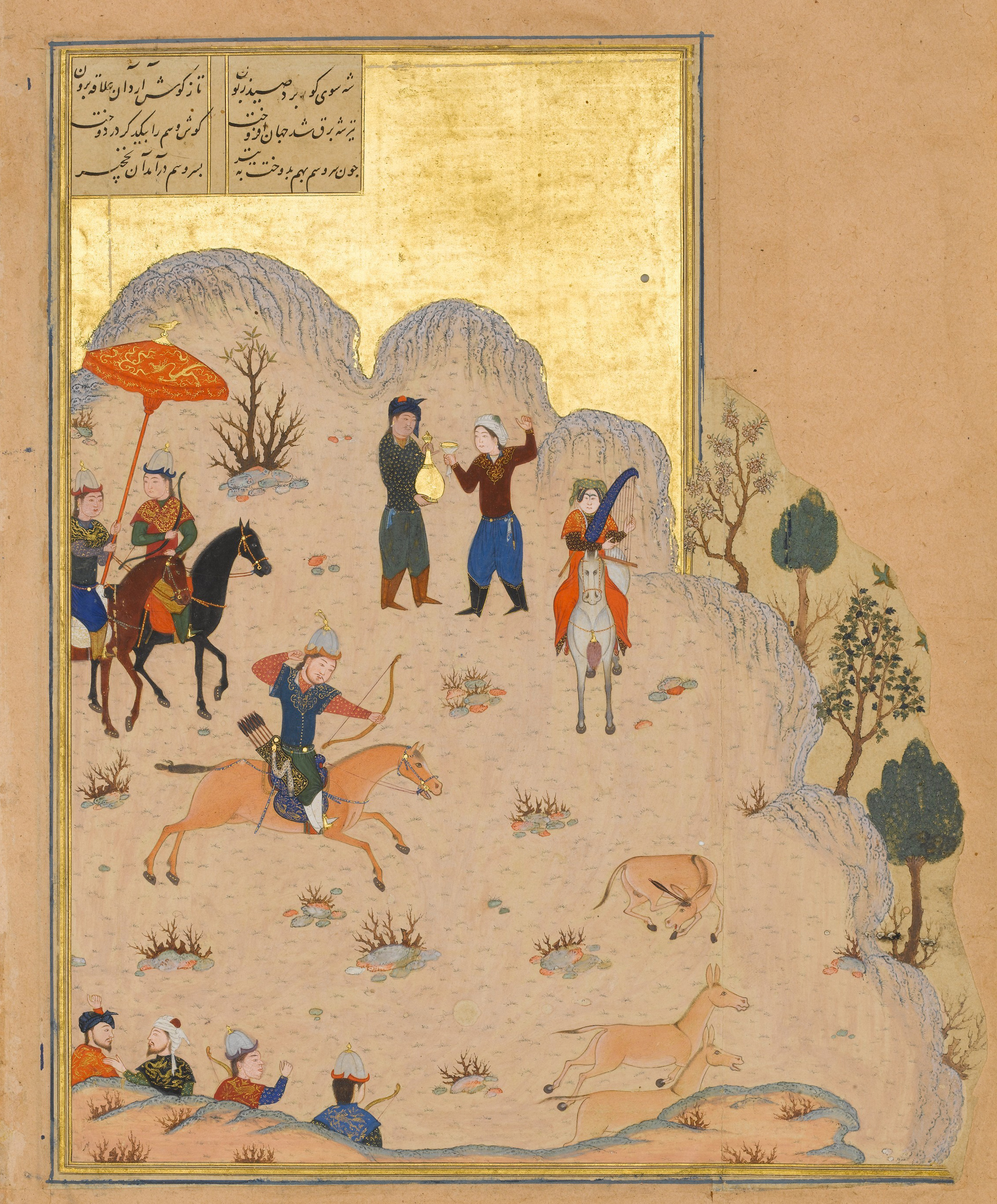
바흐람 5세가 야생 나귀들을 사냥하는 장면을 묘사한 페르시아 세밀화. 1430년 티무르 제국 시대의 작품이다.

421년 야즈데게르드 1세가 변방에 체류하던 중 의문사하자 그의 큰 아들 샤푸르와 작은 아들 바흐람 사이에 제위 쟁탈전이 일어났고, 샤푸르는 귀족들의 농간에 의해 암살되었다. 귀족들은 바흐람의 즉위 역시 막으려고 했지만, 바흐람은 이란의 속국이던 아랍계 라흠 왕조의 군대를 빌려 귀족들을 물리치고 바흐람 5세로 즉위했다.
그는 재위 초반에 벌어진 로마와의 전쟁을 422년에 평화롭게 마무리했고, 427년 에프탈의 동부 침공을 몸소 분쇄했으며, 428년에는 아르메니아를 합병하고 제국의 속주로 편입하는 등 일련의 대외적 성공을 거두었다. 이를 바탕으로 바흐람 5세는 귀족과 성직자 세력을 적절하게 제어하며, 재위 대부분의 기간을 편안하게 보낼 수 있었다.
바흐람 5세의 치세에는 사냥, 스포츠, 연회, 시와 음악 등의 페르시아 궁정 문화가 크게 융성하였는데, 그는 세금과 공공 부채를 취소하고 음악가들을 고용하여 연회를 즐기는 등 이러한 문화 발전을 장려했다. 바흐람은 사냥 중에서도 특히 야생 당나귀 사냥을 즐겼는데, 때문에 그에게는 "야생 당나귀"라는 의미가 담긴 '구르(gur)'라는 별명이 붙었다.

아르메니아가 속주로 편입된 이후인 430년경 캅카스 남부의 상황.

바흐람 5세는 422년 로마측과의 평화 협정에 따라 기독교 박해를 중지했고, 438년 제위를 계승한 그의 아들 야즈데게르드 2세 역시 재위 초기에는 부황의 관용 정책을 그대로 유지했다. 그러나 기독교의 세가 점점 커지면서 국교인 조로아스터교와 충돌하기 시작하자, 그는 446년부터 강경한 정책으로 선회하고는 본격적인 탄압을 시작했다. 처음에는 메소포타미아 지역에만 국한되었던 기독교 박해는 점차 확대되어, 나중에는 기독교의 세가 크던 이베리아와 아르메니아에까지 실시되었다. 이러한 종교 정책은 바르단 마미코니안이 이끄는 대규모 반란을 초래하기도 했다.
또한 기독교에 비해 훨씬 관대한 대우를 받던 유대인과 그 종교인 유대교 역시 탄압의 대상이 되었는데, 대표적으로 공개적으로 안식일을 금지하는 법령이 발표되었으며 여러 유대인 공동체의 지도자들이 처형되었다. 한편으로 야즈데게르드 2세는 재위 기간 대부분을 훈, 키다라, 에프탈, 베두인 등 사막과 스텝 지역의 유목민들과의 전쟁으로 보냈으며, 캅카스와 호라산에서 각각 승리를 거두어 유목민 침입을 일시적으로 저지시키는 데 성공했다.

5세기 중반 사산 제국의 영역

457년 야즈데게르드 2세가 죽자 그의 아들 호르미즈드 3세가 즉위했으나, 얼마 지나지 않아 귀족들의 지원을 받은 동생 페로즈 1세에 의해 암살되었다. 페로즈 1세는 캅카스로 쳐들어온  훈족의 침입을 격퇴하고, 466년 키다라를 정벌한 뒤 토하리스탄을 잠시 장악했으며, 7년 동안의 기근에 침착하게 대처하는 등 준수한 통치 능력을 보여주었다.
한편 5세기 초부터 이어진 에프탈의 공격은 그의 시기에도 계속되었다. 이에 페로즈 1세는 474년부터 직접 군대를 이끌고 그들과 전쟁을 벌였지만, 2차례나 패배하고 사로잡혔으며, 그들에게 막대한 공물과 아들 카바드를 인질로 잡힌 후에야 겨우 돌아올 수 있었다. 그는 484년 다시 군대를 모아 출전해 에프탈에게 복수하려 했으나, 오히려 이를 알아챈 에프탈의 기습으로 전군이 궤멸당하고 본인도 전사하는 대참패를 당했다. 이후 에프탈의 군대가 제국의 동부를 휩쓸었고, 니샤푸르와 헤라트, 메르브 등 주요 도시가 그들에게 넘어갔다. 결국 그들은 에프탈 왕의 봉신이 되고, 그들에게 매년 막대한 연공을 바치는 조건으로 평화를 구걸해야 했다. 아르메니아도 에프탈 침입 직전에 바한 마미코니안을 중심으로 다시 반란을 일으켜 페르시아로부터 독립을 쟁취했다.
이후 카렌 가문의 수크라를 중심으로 동부에 남은 에프탈을 몰아낸 귀족들은, 페로즈 1세의 동생이자 행정 수반이었던 발라시를 다음 황제로 추대했다. 그러나 발라시는 선량한 인물이었지만 제국에 닥친 미증유의 난국을 헤쳐나갈 만한 능력은 가지고 있지 않았으며, 에프탈에 바치는 막대한 연공 때문에 국고는 극도로 피폐해졌다. 곧 발라시는 군대와 귀족들의 지지 모두를 잃어버렸고, 재위 4년 만에 조카 카바드에게 찬탈당한 뒤 실명형에 처해졌다.
488년 즉위한 카바드 1세는 정력적이고 개혁적인 통치자로서, 귀족들의 막강한 힘을 제어하려는 야심을 가지고 있었다. 그는 곧 조로아스터교의 이단 분파인 마즈다크교를 후원하기 시작했다. 마니교와 흡사한 교리를 가진 마즈다크교는 귀족과 부자들이 모든 재산, 심지어 부인들까지 가난한 자들과 공유해야 한다는 극단적인 주장을 펼쳐 하층민들의 열광적인 지지를 받았다. 이러한 급진적인 정책에 반발한 귀족과 성직자들은 반란을 일으켰고, 496년 카바드 1세를 폐위시켜 후제스탄의 '망각의 성'이라는 감옥에 가둔 뒤에 그의 동생 자마습을 대신 황제로 추대했다.
자마습은 친절하고 선량한 황제였으며, 농민을 비롯한 하층민의 부담을 줄여주기 위해 세금을 내렸다. 한편으로는 마즈다크교를 탄압하고 제국의 주류 종교인 조로아스터교를 지지하기도 했다. 그러나 그의 통치는 카바드 1세가 에프탈 군대와 함께 수도로 돌아오면서 곧 끝이 났다. 자마습은 별다른 저항 없이 그의 형에게 왕위를 돌려주었고, 비록 실명형에 쳐해졌지만 궁정에서 호의적인 대우를 받으며 여생을 보냈다.

### 3차 전성기(498-622)

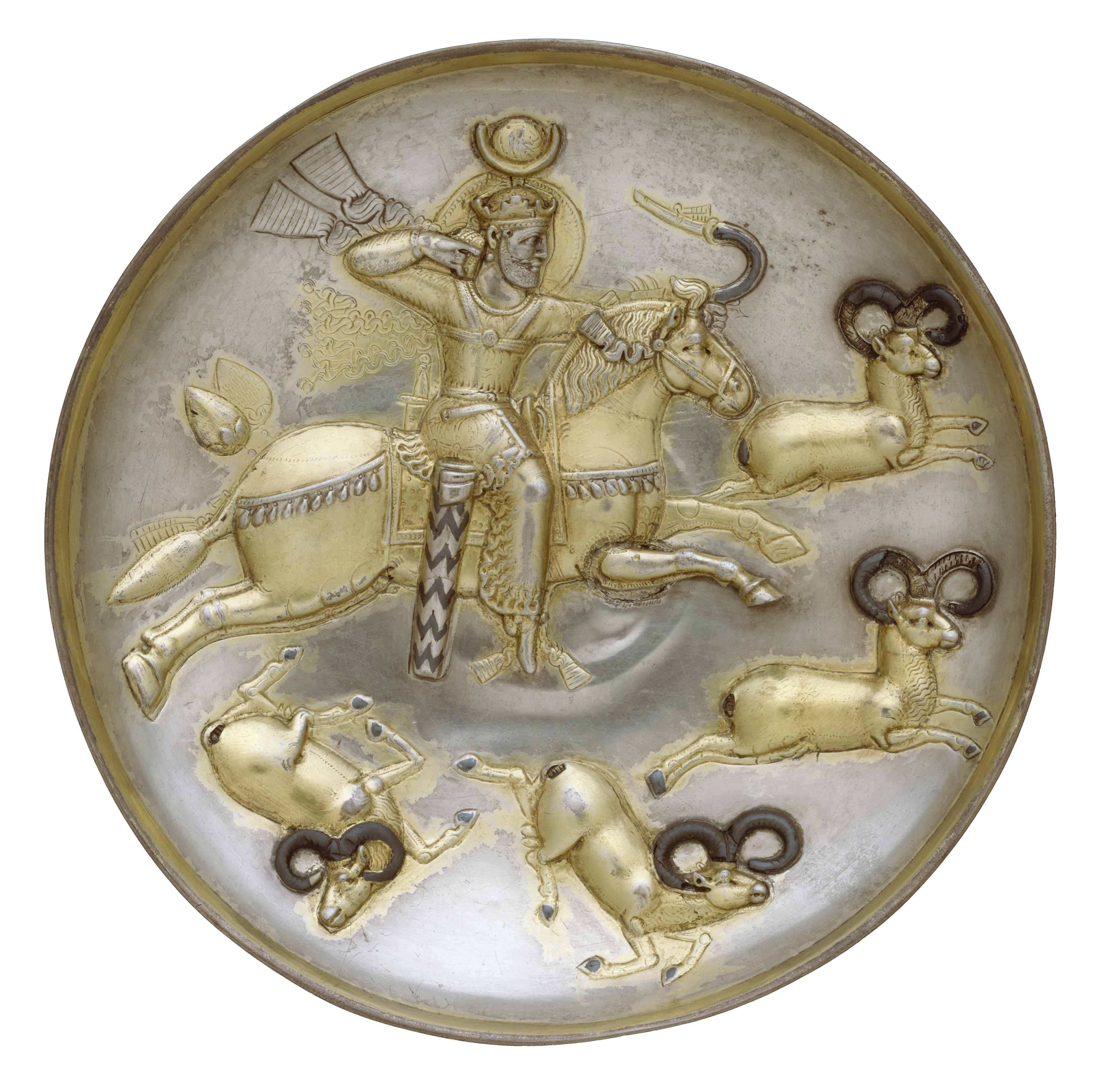
카바드 1세 시기에 제작된 숫양 사냥 접시

498년 제위를 되찾은 카바드 1세 앞에는 해결되지 않은 문제가 산적해 있었다. 물론 귀족들의 막강한 권력을 일시적으로 억누르기는 했지만, 이미 황권이 추락했다는것은 명백한 사실이었다. 특히 오랜 기근과 잦은 전쟁으로 백성들의 삶은 피폐해졌고 제국의 재정도 고갈된 지 오래였다. 이외에도 페르시아에 복속되어 있던 여러 민족들, 특히 이베리아와 아르메니아 등이 독립을 주장하며 반란을 일으켰으며, 지방에 할거한 귀족들의 움직임도 심상치 않았다. 이런 가운데 에프탈을 이길만한 힘은 여전히 없다보니 매년 막대한 연공까지 가져다 바쳐야 했다.
그가 원하는 개혁을 실시하기 위해서는 이를 뒷받침할 자금이 필요했는데, 달리 재정을 마련할 만한 방법이 없었던 카바드 1세는 이웃한 동로마 제국으로 눈을 돌렸다. 과거 캅카스 지역을 분할한 뒤, 북방 유목민들의 침입을 방어하기 위해 로마가 이란에 분담금을 지불해 왔던 전례가 있었기 때문이다. 하지만 아나스타시우스 1세는 분담금 지불을 거부했고, 카바드 1세는 에프탈을 끌어들인 정면 침공으로 이에 화답했다.
502년에 시작된 이 전쟁은 몇 년 뒤 캅카스 지역에 훈족이 대거 쳐들어오면서 평화 협정으로 마무리되었지만, 카바드 1세는 약탈로 얻은 전리품과 점령한 도시를 돌려주는 대가로 받은 자금을 투입하여 당장 급한 문제를 해결할 수 있었다. 그 뒤 526년에 전쟁이 재발하여 532년까지 이어졌는데, 그 결과 뚜렷한 영토 변화는 없었던 대신 동로마가 페르시아에 방어 분담금을 계속 지급하는 방향으로 강화가 이루어졌다.
카바드 1세는 외치에서 거둔 성과를 바탕으로 황폐해진 국내 상황을 전면적으로 개혁하기 시작했다. 재정·군사 분야의 개혁과 함께 중앙집권화 또한 같이 이루어졌고, 그 결과 귀족 세력들의 힘은 매우 약화된 반면 황제의 권력은 매우 강해졌다. 520년대부터는 더 이상 필요가 없어진 마즈다크교를 정통 교리를 내세워 탄압함으로써, 정국의 주도권을 확실하게 황제에게로 가져오는 것에 성공하기도 했다.
카바드 1세가 531년에 사망한 이후, 그의 아들 호스로 1세 "아누시르반(Anūšīrvān, 불멸의 영혼을 가진 자)"가 황제에 즉위했다. 그는 부황이 시작한 개혁 정책을 그대로 계승하여 이어갔는데, 그 결과 봉건 귀족을 대체하기 위한 새로운 계층인 데흐칸이 등장했으며, 행정·군사·재정 분야에서 일련의 성과를 거둘 수 있었다. 또한 이 시기에는 위한 댐과 다리, 도로, 운하의 재건 및 확대, 새로운 도시 조영 등 각종 건설 사업도 정력적으로 추진되었다. 개혁 정책 덕분에 제국의 재정은 풍족해졌고, 군사력은 이전보다 한 층 더 강화되었으며, 황제에게 대항하는 세력들은 거의 없어졌다. 이러한 내치의 성공에 자신감을 얻은 호스로 1세는 외부로 눈을 돌렸다.

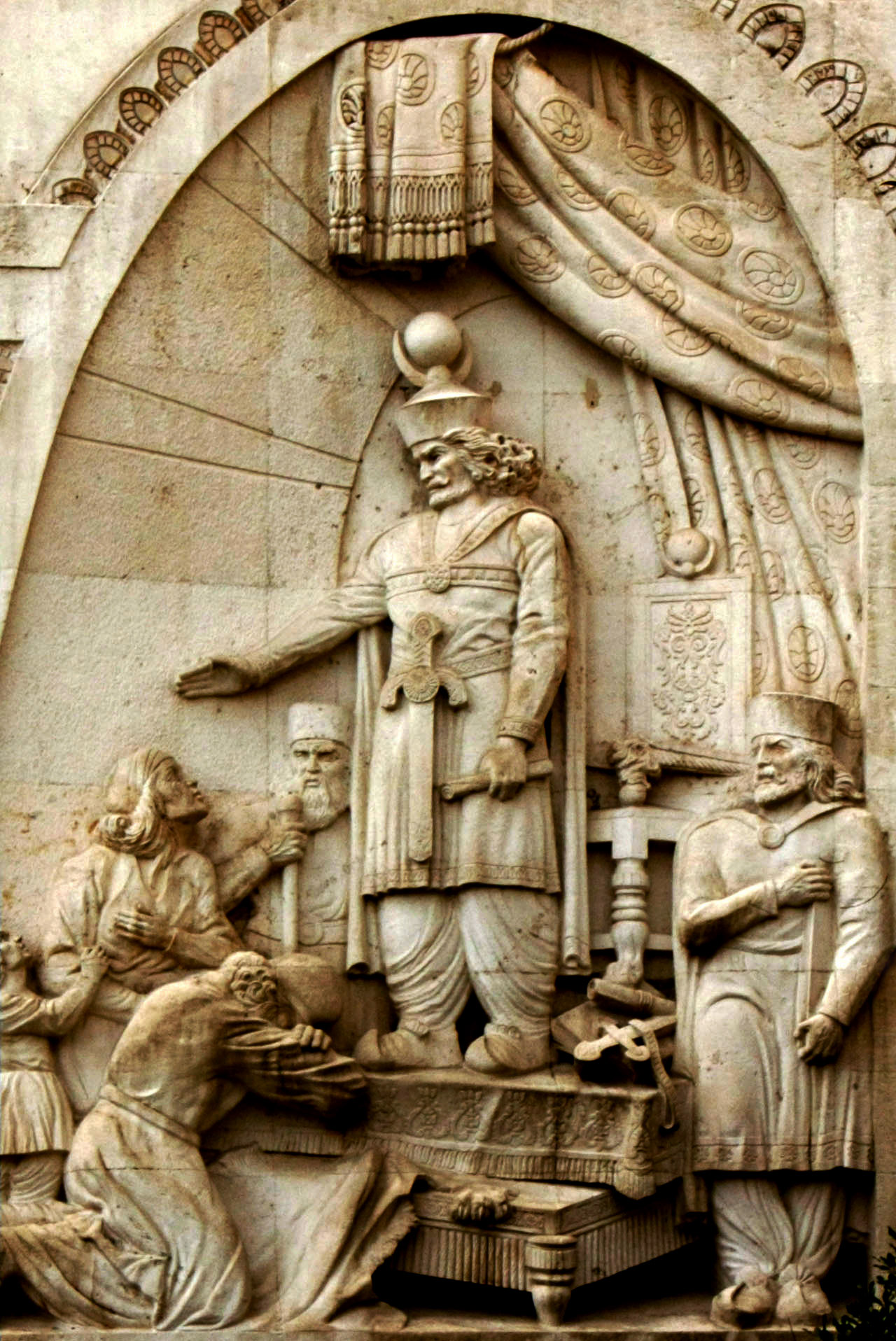
팔라비 왕조 시기인 20세기 초, 테헤란에 조성된 호스로 1세의 기념물. 호스로 1세는 사산 왕조의 역대 황제 가운데 가장 정의롭고 위대한 인물로 알려져 있다.

557년 중앙아시아의 돌궐과 함께 에프탈을 협공, 멸망시켰으며 571년에는 아라비아 반도 남부의 예멘을 점령한 뒤 속국으로 삼았다. 에프탈 멸망 이후에는 돌궐이 동쪽으로부터의 새로운 위협이 되었으나, 적어도 호스로 1세의 치세에는 대규모 침공은 없었다.
에프탈, 예멘과 달리 대 동로마 전쟁은 매우 복잡하게 전개되었다. 당시 동로마와 페르시아는 532년 '영원한 평화' 조약에 따른 휴전 협정을 맺은 상태였는데, 540년 호스로 1세는 동고트 왕국 사절의 제안을 받아들여 이를 파기하고 동로마를 선제공격했다. 당시 동로마 제국은 유스티니아누스 1세가 추진한 고토 회복 전쟁의 일환으로 서부 전선에 치중하고 있었으므로 이 공격에 제대로 맞서지 못했다. 사산 군대는 시리아로 쳐들어가 단숨에 안티오키아를 함락시키고 막대한 전리품을 획득했다. 그러나 이후 시도된 에데사 공격이 실패로 돌아가고, 벨리사리우스가 이끄는 동로마 군이 도착함으로써 상황은 다시 원점으로 돌아갔다. 이후에도 양 측은 명백한 승패를 가리지 못한 채로 일진일퇴를 거듭하며, 수십년 동안 변경 지역에서 전쟁을 지속했다.(라지카 전쟁)
579년에 호스로 1세의 뒤를 이은 아들 호르미즈드 4세는 매우 단호한 인물로서, 대내적으로는 호스로 1세 이후 극적으로 강화된 황권을 적극적으로 행사하는 한편 대외적으로는 로마를 상대로 한치의 양보도 거부했다. 따라서 그의 치세는 대부분 국내 귀족들과의 암투와 변경 지역에서 벌어지는 동로마와의 끝없는 전쟁으로 점철되었다.
588년, 동돌궐의 막하가한이 이끄는 튀르크인들이 잔존 에프탈 세력들과 함께 대규모로 소그디아나를 침공했다. 그들은 발흐를 점령한 뒤 탈라간, 바드기스, 헤라트를 압박하면서 동쪽 국경을 위협했다. 이것은 호스로 1세와 이스테미 야브구가 합의한 조약을 완전히 위반한 것이었다. 이후 메흐란 가문 출신의 바흐람 추빈이 출정하여 이를 완전히 분쇄하고 대승을 거두었다. 그러나 바흐람 추빈의 승리는 곧 호르미즈드 4세의 질투와 경계심을 가져왔고, 양자의 관계는 급격히 나빠졌다. 결국 590년, 바흐람 추빈은 본거지인 메디아에서 자신에게 동조하는 사람들과 함께 반란을 일으켰다. 설상가상으로 수도 크테시폰에서는 호르미즈드 4세가 비스탐과 빈두이에게 피살당한 뒤 그의 아들 호스로 2세가 제위에 오른 상태였다.

동로마 제국과 사산 제국의 국경 변화를 나타낸 지도

바흐람 추빈은 진압군을 연달아 격파한 뒤, 크테시폰을 점령하고 자신이 새로운 샤한샤라고 선포했다. 그러자 호스로 2세와 그 지지자들은 동로마 제국으로 도주했고, 당시 동로마 황제 마우리키우스에게 아르메니아 서부와 이베리아를 할양하는 대가로 지원군을 약속받았다. 591년 호스로 2세는 동로마 장군 나르세스 및 요안니스 미스타콘과 함께 돌아와, 블라라톤 전투에서 바흐람 추빈을 물리치고 제위를 되찾았다. 호스로 2세는 마우리키우스와의 약속을 지켰고, 이후 602년까지 동로마 제국과 페르시아는 평화를 유지했다.

### 최후의 전성기(590-622)

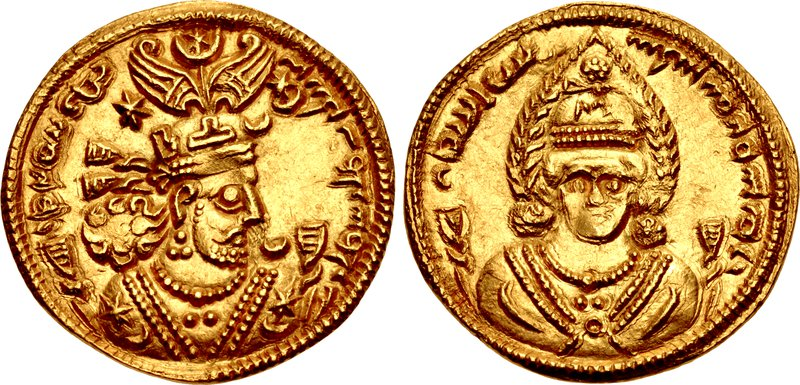
호스로 2세의 동전. 뒷면에는 아나히타 여신의 초상화가 보인다.

602년, 동로마에서 반란이 일어나 마우리키우스가 살해당하고 포카스가 제위에 올랐다. 그러자 호스로 2세는 자신의 은인이 살해당한 것을 명분삼아 전쟁을 선포했다. 그는 자신을 마우리키우스의 장남 테오도시우스라고 사칭한 자를 전면에 내세우며, 찬탈자를 몰아내고 은인의 아들을 복위시키기 위한 성전이니 로마인들은 적대하지 말라고 선전했다.(물론 실제 의도는 591년 동로마 제국에 할양했던 영토를 되찾으려는 것이었다.)
그러나 오랜 전쟁과 반복되는 내전으로 약화되었던 동로마는 이에 제대로 대응하지 못했다. 수백 년 동안 유지되었던 로마-페르시아 국경이 완전히 무너져내렸으며, 호스로 2세 휘하의 장군들은 동로마령 메소포타미아와 아르메니아의 요새화된 변경 도시들을 장악함으로써 전례 없는 확장의 기반을 마련했다.
607년, 사산 군대는 메소포타미아 서부와 시리아, 아르메니아, 카파도키아, 파플라고니아, 갈라티아 등지를 모조리 휩쓸었고, 608년엔 사산 별동대가 콘스탄티노폴리스가 빤히 바라다보이는 칼케돈까지 도달하고는 무력시위를 한 뒤 돌아갔다. 여기에 동로마령 아르메니아의 주요 요충지인 테오도시오폴리스가 아무런 저항 없이 항복했으며, 609년에 마르딘과 아미다, 610년에 에데사가 차례대로 함락되었다.

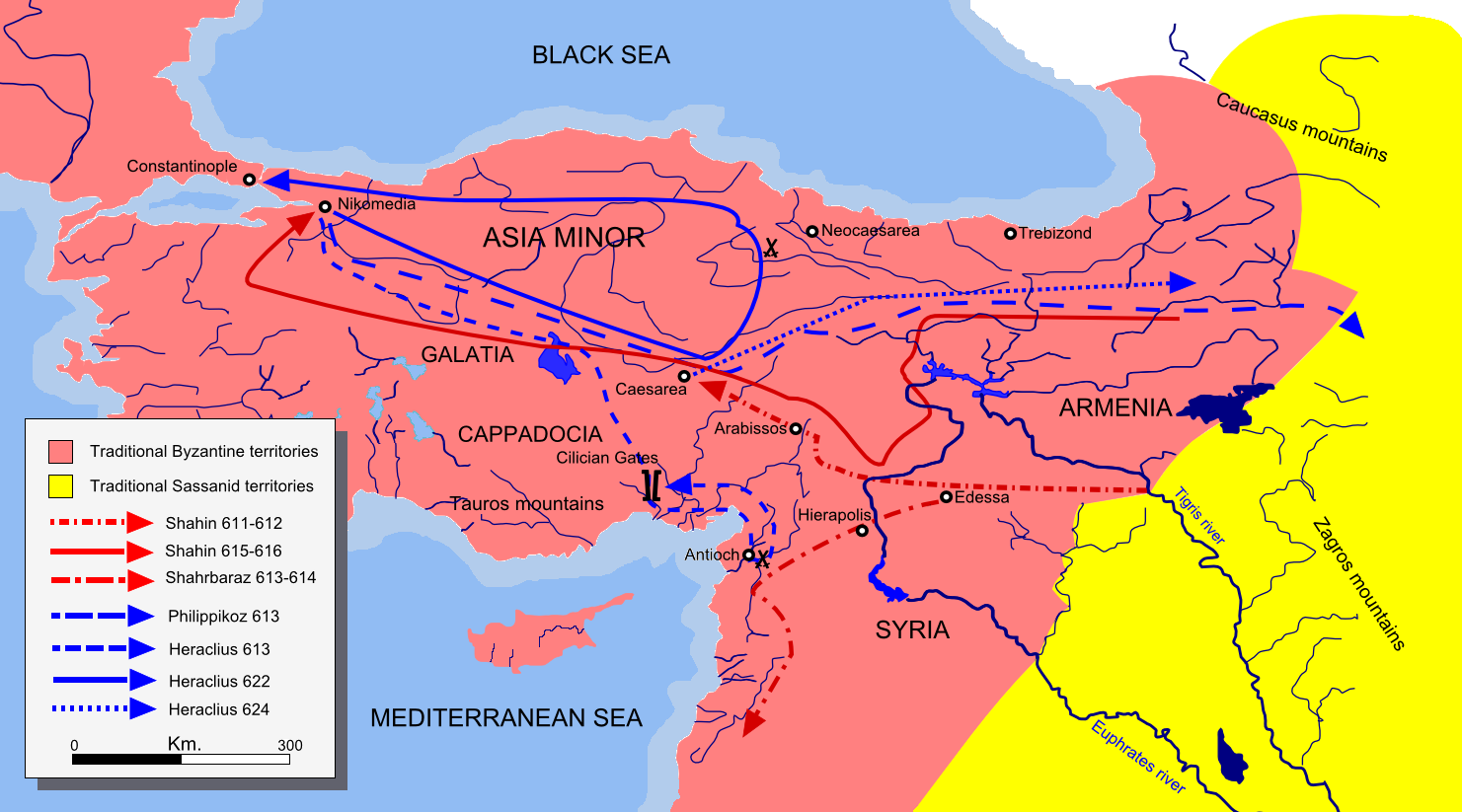
611-624년까지의 사산군 진격로(빨간색). 동로마 제국이 약화된 틈을 타서 순식간에 시리아, 아나톨리아, 아르메니아, 메소포타미아를 휩쓸었다.

610년, 이라클리오스가 포카스를 몰아내고 새롭게 황제에 즉위했지만, 사산 왕조의 공세는 계속되었을 뿐만 아니라 오히려 더욱 거세졌다. 611년 유프라테스 강을 건너 로마의 방어선을 돌파하여 카파도키아 남부의 카이사레아 마자카를 공격했으며, 612년 안티오키아를 함락시키면서 지중해 연안에 도달했다. 613년에는 사산 장군 샤힌이 이라클리오스와 이집트 총독 니키타스가 이끄는 군대를 격퇴한 뒤 시리아 일대를 장악했고, 614년에는 기독교의 성지 예루살렘을 함락시켜 동로마 제국의 최고 성유물인 성십자가를 크테시폰으로 압송했다. 이 패배로 인해 동로마 제국의 영토는 반토막이 났고, 콘스탄티노플 및 아나톨리아와 남부 영토(팔레스타인, 이집트, 카르타고) 간의 육지 연결이 단절되었다. 사산 제국은 615년까지 레반트 전역을 장악했다.
618년, 또 다른 사산 장군 샤흐르바라즈가 이집트로 쳐들어가서 알렉산드리아를 정복했고, 621년까지 나일강을 따라 남하하여 이집트 대부분을 장악했다. 수도 콘스탄티노폴리스에 공급되는 곡물 대부분이 비옥한 이집트로부터 생산되었기 때문에, 이 지역의 상실은 동로마 제국에게는 심각한 타격이었다. 622-623년에는 로도스와 에게 해 동부의 여러 섬들마저 함락되었다. 심지어 정부를 카르타고로 이전하는 것이 진지하게 고려될 정도였다. 이집트를 정복한 후, 호스로 2세는 이라클리우스에게 다음과 같은 서신을 보냈다고 한다.
가장 고귀한 신이며, 이 세상의 왕과 주인이며, 위대한 호르미즈드와 호스로의 아들이 천하고 무지한 노예 이라클리오스에게 고하노라. 너는 왜 우리의 지배를 거부하고 스스로를 군주라고 칭하는가? 너는 우리의 보물을 빼앗고 우리의 하인들을 속이고 있다. 도적 떼 같은 군대로 우리를 끊임없이 괴롭히고 있다. 내 어찌 너희 그리스인들을 멸하지 않으리라? 너는 신을 믿는다고 말한다. 그렇다면 그 신은 어찌하여 내 손에서 카이사레아, 예루살렘, 알렉산드리아를 빼앗아 가지 않느냐? 내가 콘스탄티노폴리스까지 파괴하지 못할 줄로 아느냐? 그러나 너희가 나에게 순종하고, 네 아내와 아이들과 함께 이리로 오면, 내가 너희의 잘못을 용서할 것이다. 내가 너희에게 땅과 포도밭과 올리브 숲을 주고, 너희를 인자한 마음으로 바라볼 것이다. 자신을 십자가에 못박아 죽인 유대인에게서 스스로를 구하지 못한 그리스도에게 헛된 희망을 품지 마라. 너희가 바다 깊은 곳으로 피신하더라도, 너희가 원하든 아니든 내가 손을 내밀어 너희를 잡아가리라.

서기 620년 무렵, 호스로 2세 치하 사산 제국의 최대 영토.

바야흐로 사산 제국이 동부 지중해 세계를 제패함으로써, 400여년 동안 이어져 내려온 로마와 페르시아의 전쟁이 결국 페르시아의 승리로 끝날 듯했다. 옛 아케메네스 제국의 영토를 회복하려는 사산 제국의 꿈은 거의 달성 직전이었던 반면, 동로마 제국은 대부분의 영토를 잃고 멸망할 위기에 처했다. 호스로 2세와 귀족들은 주체하기 힘든 엄청난 성공에 취했고, 향락과 사치가 극에 달했다.

### 동로마의 반격과 몰락(622-628)

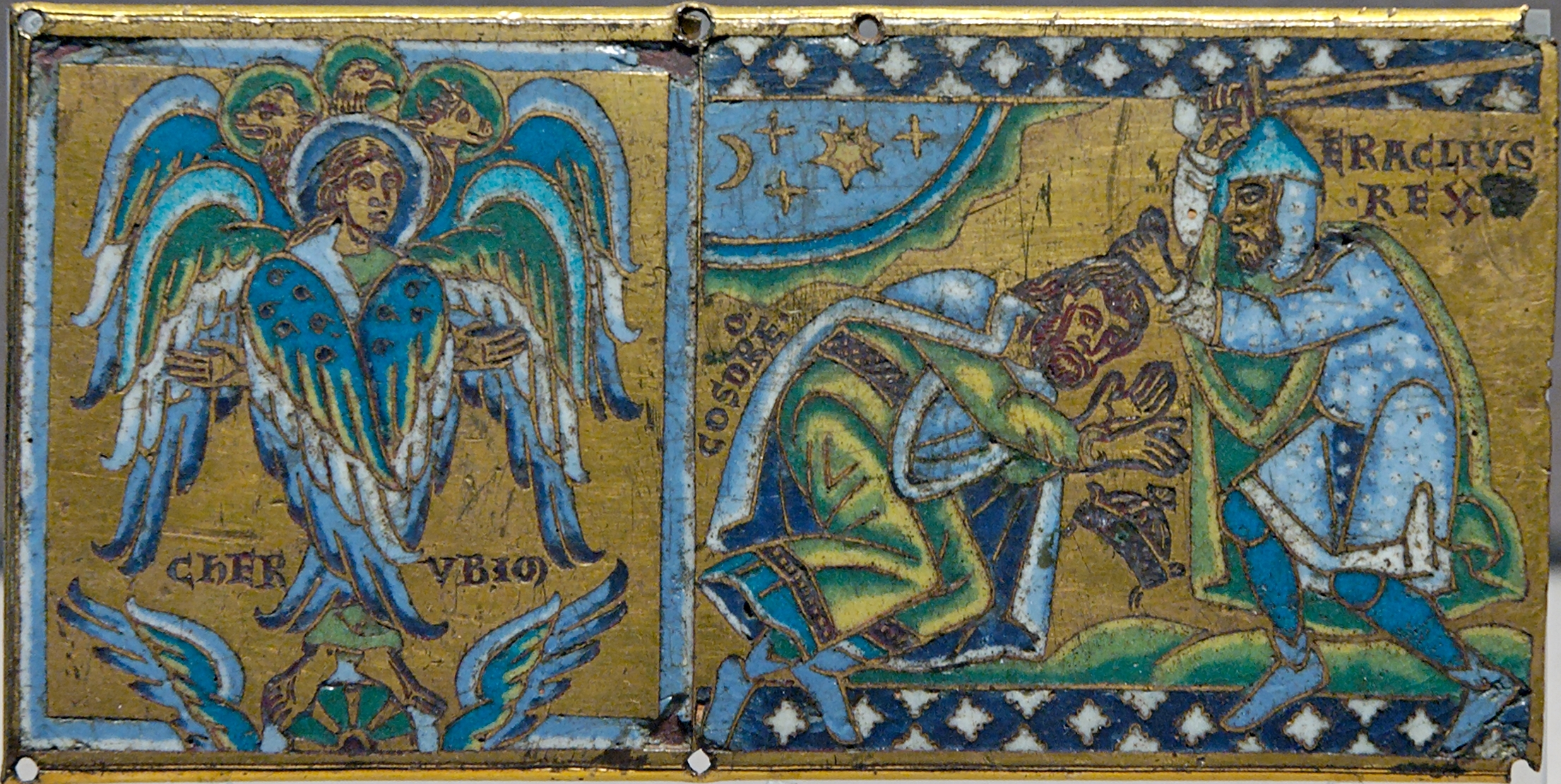
12세기 프랑스에서 묘사된 호스로 2세(가운데)와 이라클리오스(오른쪽)의 싸움. 왼쪽에서 케루빔이 지켜보고 있다.

622년, 절망적인 상황에 직면한 이라클리오스 황제는 교회와 시민으로부터 많은 기부를 받고 아야 소피아의 금까지도 벗겨가면서 군비를 충당한 뒤, 남은 병력을 모두 끌어모아 그의 군대를 대대적으로 재편성했다. 이후 그는 새로운 작전을 입안했는데, 이것의 개요는 타우루스산맥 인근의 사산 군을 우회하여 아나톨리아반도를 가로질러 트라브존으로 이동한 뒤, 그곳에서 아르메니아와 메소포타미아 등 페르시아의 심장부를 타격하자는 것이었다.
이 작전은 과연 적중했고, 이라클리오스는 수 차례 같은 공격을 반복했다. 당시 사산 제국은 새롭게 점령한 지역에 군대를 분산시켜 놓았기에 정작 본토를 지킬 병력은 얼마 남아 있지 않았으며, 또한 로마 군대가 설마 점령지를 되찾으려고 노력하지 않고 소규모 병력만 이끌고 메소포타미아로 곧장 쳐들어가리라고는 예상하지 못했다. 이라클리오스는 바로 이 점을 노려 적의 의표를 찌른 것이었다.

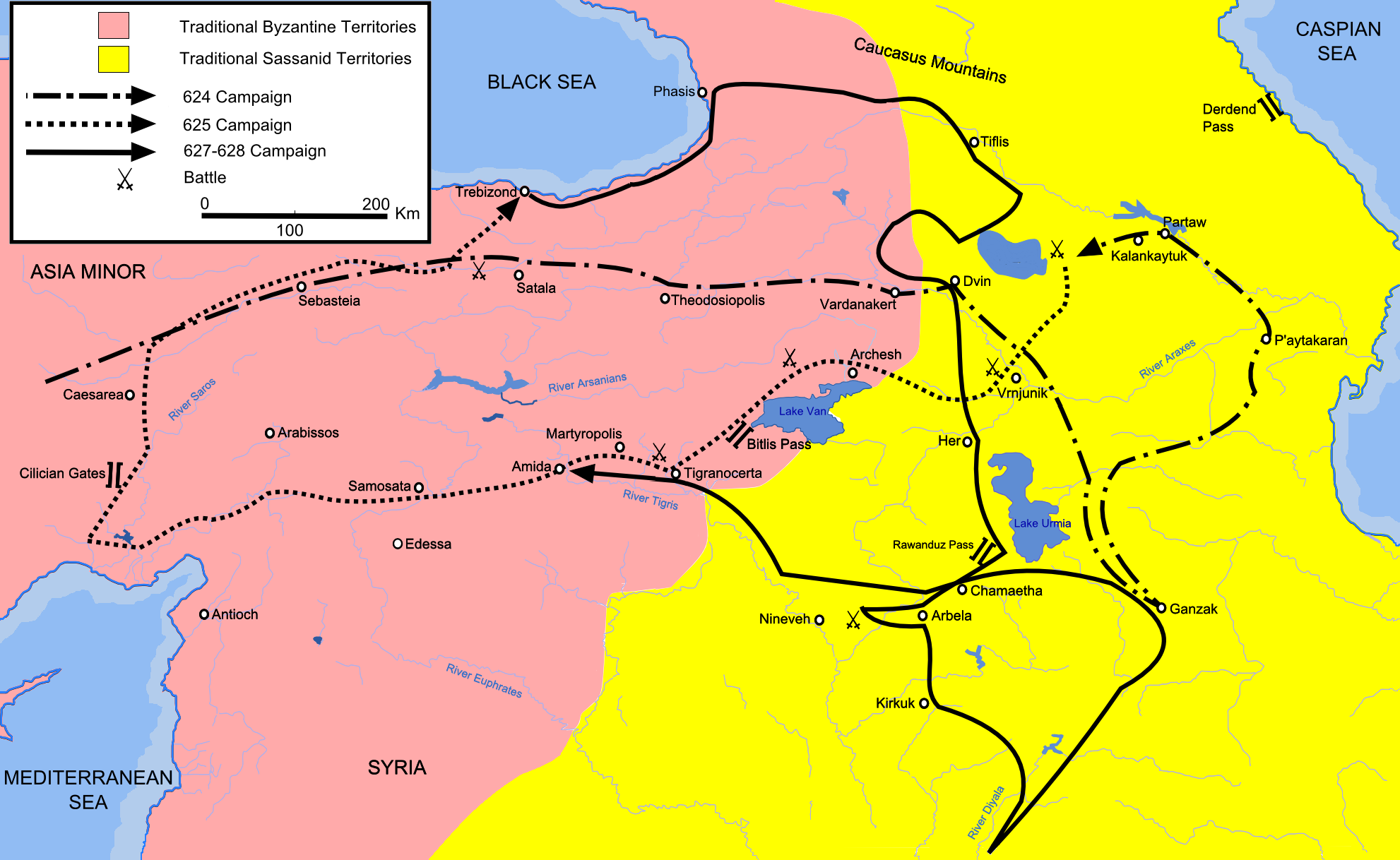
624, 625, 627-628년까지의 이라클리우스의 원정로

호스로 2세는 급히 본토와 점령지 일부에서 병력을 차출해 이라클리오스에게 대항했지만, 이라클리오스는 계속해서 진격하며 이들을 격파했다. 이후 이라클리오스는 아락세스 강을 따라 남하하면서, 콜키스를 거쳐 페르시아령 아르메니아의 수도 드빈과 나흐치반을 파괴했다. 결국 624년에는 조로아스터교의 3대 성화(聖火)이자 전사·귀족 계급을 상징하는 아두르 구쉬나스프의 사원이 로마군에게 파괴되었으며, 625년에는 티그리스 강 상류의 요새 도시 아미다와 마티로폴리스가 탈환되었다.

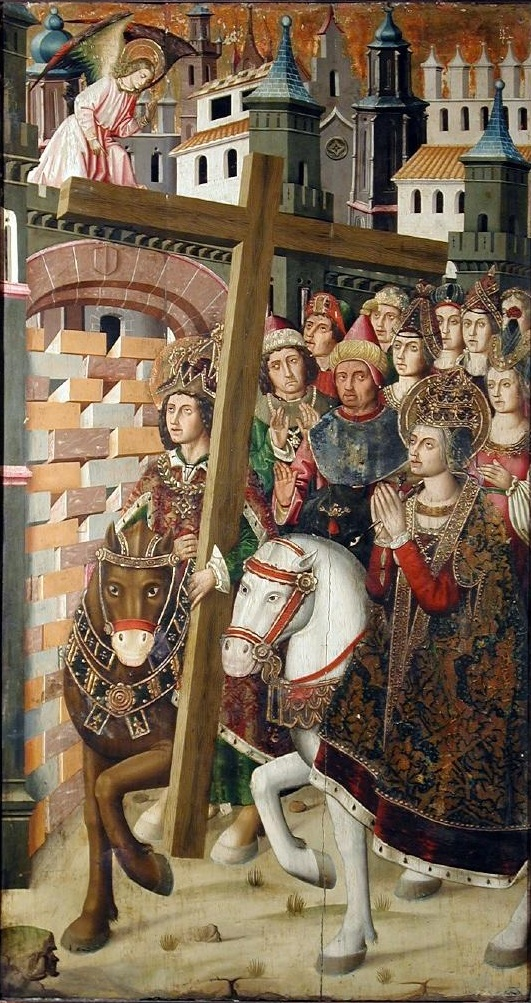
성십자가를 가지고 귀환하는 이라클리오스를 묘사한 그림. 좌측 위에는 시대에 맞지 않게 성녀 헬레나가 그려져 있다. 15세기 스페인에서 제작된 작품.

상황이 이렇듯 심상치 않게 흘러가자, 호스로 2세는 콘스탄티노폴리스 공략을 서두르기로 했다. 626년, 그는 아바르족, 슬라브족 군대와 연합하여 콘스탄티노폴리스를 향한 공세를 감행했다. 샤흐르바라즈가 이끄는 사산 군대는 보스포루스 해협의 동쪽에서, 동맹군은 서쪽에서 각각 도시를 공격했다. 그러나 콘스탄티노폴리스의 수비군과 시민들은 사산-아바르-슬라브 연합군의 맹공을 잘 막아냈으며, 결정적으로 동로마 함대가 재해권을 장악하고 페르시아 함대를 섬멸함으로써 그들이 바다를 건너 수도 근처에 상륙하지 못하도록 하였다. 결국 아바르족은 거듭된 패전에 지쳐서 본거지로 돌아갔고, 사산 군대 역시 본토가 위험에 처하자 퇴각했다.
627년 이라클리오스가 서돌궐의 통엽호 카간에게 딸 에피파니아를 시집보내고 받아낸 4만의 튀르크-하자르 기병대를 이끌고 메소포타미아로 쳐들어왔다. 그해 12월, 니네베 인근에서 벌어진 전투에서 사산 군대는 크게 패퇴했다 이후 이라클리오스는 다스타기르드의 궁전을 약탈하고 호스로 2세에게 최후통첩을 전달했다.
호스로 2세는 패전한 병사들을 처형하고 하인, 노예들을 전장에 내모는 등 최후의 발악을 벌이다가, 보다 못한 귀족들이 궁정 쿠데타를 일으켜 폐위되었다. 이후 호스로 2세를 처형하고 즉위한 카바드 2세는 동로마 제국과 평화조약을 체결하여 점령한 영토에서의 철수와 포로가 된 군인 석방, 전쟁 배상금 지불, 그리고 성십자가 및 다른 유물들의 반환 등을 약속했다.

### 사산 공위시대(628-632)
카바드 2세가 즉위한지 얼마 지나지 않아 전염병에 걸려 사망하자, 어린 아들 아르다시르 3세가 뒤를 이었으나 곧 그는 샤흐르바라즈에게 살해당했고, 다시 샤흐르바라즈는 반란 진압 도중 전사하고 말았다. 그 뒤 잠시 호스로 2세의 딸들인 푸란도흐트와 아자르미도흐트가 제위에 올랐으나 둘 다 오래가지 못했다.

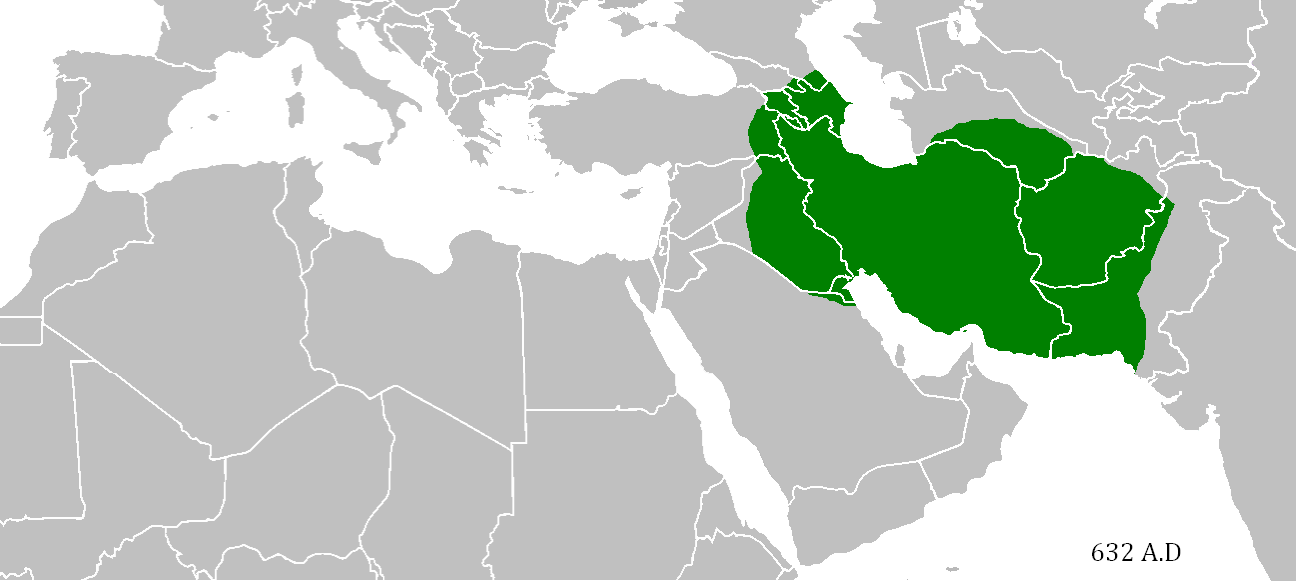
632년의 사산 제국

4년 동안 5명이 넘는 왕이 즉위하면서 중앙 정부의 통제력은 크게 약화되었으며, 이를 감지한 봉건 귀족들은 자신의 영지에 할거하면서 독립할 기회를 노리고 있었다. 이 때문에 중앙집권적이었던 제국은 점차 봉건화되어가고 있었는데, 이는 자신들에게 멸망하기 직전의 파르티아 제국의 상황과 대단히 유사했다.

### 아랍 이슬람의 페르시아 정복(633-651)

서기 630년대 메소포타미아의 상황. 대부분의 지역이 아랍 이슬람에게 넘어간 것을 알 수 있다. 초록색과 빨간색 화살표는 모두 이슬람 군대의 진격로이며, 오른쪽 끝에는 사산 제국의 잔존 영역(분홍색)이 있다.

경제적인 위기, 과중되는 세금, 종교적 불안, 엄격한 사회 계층화, 봉건 귀족들의 증가하는 권력은 사산 제국을 급격히 쇠퇴하게 했으며, 외부로부터의 공격에 대단히 취약해지도록 만들었다. 632년, 호스로 2세의 손자인 야즈데게르드 3세가 즉위하면서 사산 공위시대는 막을 내렸지만, 같은 해부터 사산 제국은 이슬람에 의해 단결된 아랍인들의 대대적인 공격에 직면했다.
637년, 칼리파 우마르 휘하의 이슬람 군대가 알 카디시야 평원에서 숫적으로 열세였음에도 불구하고 사산 군대로부터 승리하였으며(알 카디시야 전투), 얼마 지나지 않아 수도 크테시폰이 함락되었다.
이후에도 많은 사산 총독들이 힘을 합쳐 침략자들을 물리치려 했지만, 그들은 니하반드에서 유인과 포위 기동 전술을 구사한 이슬람 군대에게 패배하고 말았다.(니하반드 전투) 강력한 중앙 정부 및 명확한 군사 지휘 체계의 부재, 재정적인 피폐와 함께 중앙군이 붕괴된 제국은 이제 완전히 무력해졌다.

아랍 이슬람의 팽창 과정

니하반드에서 패배했다는 소식을 들은 야즈데게르드 3세는 그의 지지자들과 함께 호라산으로 도망쳤고, 그곳에서 지원을 호소하면서 에프탈과 튀르크 군대를 모아 재기를 도모하려 했다. 그러나 그는 651년에 암살당했고, 그의 아들 페로즈와 바흐람은 중국의 당나라로 도망갔다. 이로써 사산 제국은 최종적으로 멸망했고, 이슬람 이전의 페르시아 역사는 종말을 고했다. 그 뒤 사산 제국의 영토는 완전히 이슬람 제국에게로 편입되었다.

### 후계국?

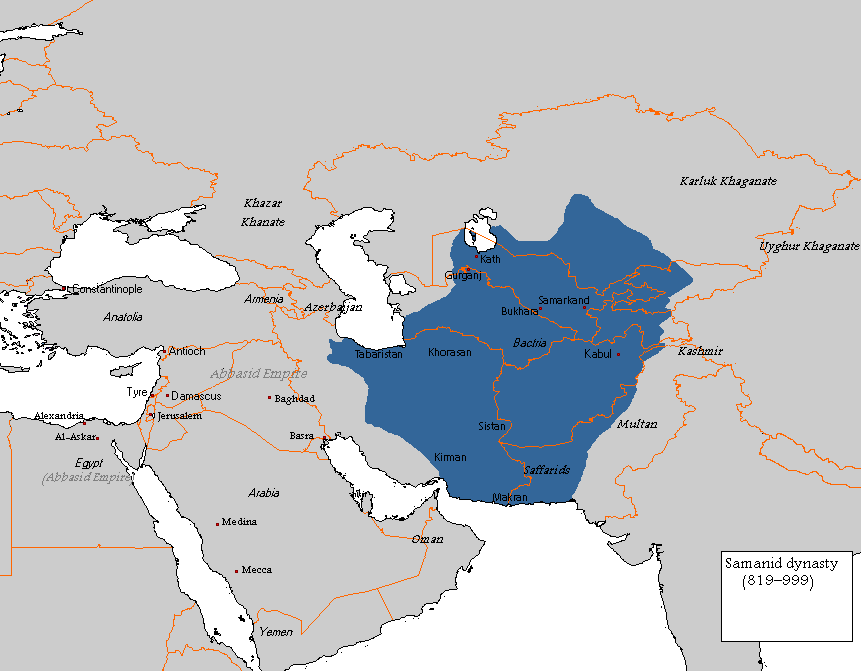
사만 왕조의 최대 영토

사산 제국이 멸망한 이후에도 잔존 세력들은 페르시아 각지에서 계속 통치를 이어갔다. 특히 타바리스탄 지역에서는 다부이 왕조, 카린반드 왕조, 바두스판 왕조와 바반드 왕조 등이 차례차례 흥기하여 14세기까지 존속했다.
한편 몇몇 사산 귀족들은 중앙아시아에 정착하여 그곳에서 페르시아의 선진적인 문화와 언어를 전파하고 전통을 되살리려 노력했는데, 그들의 후손은 훗날 최초의 토착 페르시아계 이슬람 왕조인 사만 왕조를 건국하여 약 1세기 동안 주변 지역에 위세를 떨치기도 했다.

## 정부

### 개요
사산 제국은 아소리스탄의 크테시폰에 수도를 두고, 아르사케스 왕조 파르티아가 달성한 대략의 영토(근동~아프가니스탄)를 확보하여 통치했다. 사산 황제들은 샤한샤(왕중왕)를 칭했으며, 국교인 조로아스터교의 상징 성화(아타르)의 수호자 역할을 겸했다. 이는 사산 제국 시기에 발행된 동전에 명시적으로 나타나며, 왕관과 직위 등이 동전 뒷면에 불과 함께 새겨져 있는 것이 발견됨으로써 입증되었다. 한편 드물긴 했지만 사산 여제들은 반비시난 반비시른(여왕 중 여왕)를 칭하기도 했다.

### 중앙집권화

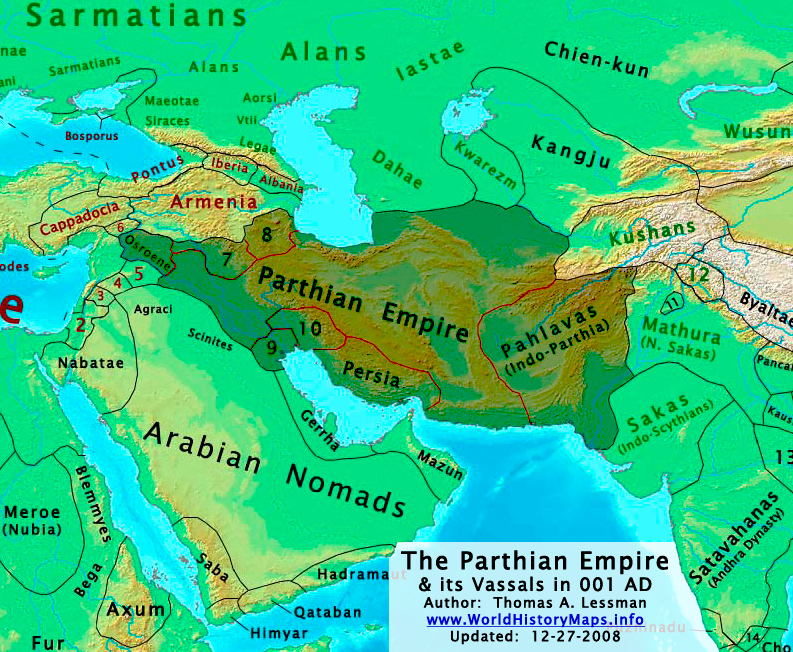
서기 1세기 무렵 파르티아 제국의 강역. 각지에 번왕국과 속국 왕조들이 있는 것이 보인다.

사산 제국의 이전에 존재했던 파르티아는 흔히 봉건제로 알려진, 중세 시대의 서유럽 국가들과 유사한 통치 체제를 가지고 있었다. 파르티아 황제는 명목상 제국 영토 전역의 지배자였지만 실질적으로는 제국 전체의 사소한 영지들 하나하나까지 완벽하게 통제할 수는 없었으며, 가장 강력하고 권위있는 가문으로서 다른 귀족 가문들의 지지와 복종을 받아냄으로써 자신들의 통치권을 유지했다.
중앙 정부가 지방의 세력들을 완전히 통제하지 못하고 그들과 적당히 타협하여 통치 체제를 유지하는 것은 전·근대 국가에서는 일반적인 현상이었다. 제 아무리 강력한 중앙집권화를 이루고 효율적인 관료제를 운영한다고 하더라도, 당시의 통치 기술 수준으로는 명확한 한계가 있었으며 중앙 정부의 통제력이 지방까지 도달하는 것이 불가능했기 때문이다. 그러나 파르티아는 그 점을 감안하더라도 지방 분권화가 심한 편이었다. 당장 사산 제국의 발상지인 페르시스부터가 중앙정부의 관료가 아닌 번왕이 통치하는 지역이었고, 제국 내에 이러한 번왕국 혹은 속국 왕조가 수십개나 존재했다. 이곳을 통치하는 부왕과 귀족들은 평시에는 국가에게 세금을 납부하고 유사시에는 군사력을 제공하는 대신 그 외 분야에선 독자적인 권한을 누렸다.
사산 제국은 그들 스스로가 번왕국 출신으로 군대를 일으켜 파르티아를 멸망시켰기 때문에 봉건제의 위험성에 대해서 그 누구보다도 잘 파악하고 있었고, 따라서 역대 사산 황제들은 귀족들의 힘을 약화시키는 한편 강력한 중앙집권화 정책을 시도했는데, 창시자인 아르다시르 1세 시기부터 이미 속국 왕조들을 축출하고 그 자리에 황족들을 분봉왕으로 앉혀 지방 통제력을 강화하려는 시도가 나타난다. 또 황제를 정점으로 하는 대규모 관료제를 구축하고, 조로아스터교를 국교로 삼아 교리와 경전을 체계화하는 과정에서 사제 집단 역시 정부의 중앙집권화에 편입시켰다.
이런 일련의 정책들의 구체적인 적용 양상이 어떠했는지는 자세히 알기 어렵지만, 결과적으로 사산 제국은 파르티아 시대에 비해 큰 차이가 없는 영역과 자원을 가지고서도 같은 상대인 로마/동로마를 상대로 훨씬 공세적이고 대등한 대결 양상을 보여주었다는 점에서 그들이 구축한 중앙집권화 모델이 상당히 효율적이고 성공적으로 기능했다는 것을 알 수 있다.
그러나 이것은 몇 세기 동안 중앙과 지방에서 강력한 권한을 가지고 있었던 귀족들의 이해관계와 정면으로 충돌하는 일이었으며, 사산 가문이 가진 자체 군사력도 한계가 있었기에 이들을 모조리 근절하는 것은 현실적으로 불가능한 일이었다. 따라서 사산 왕조의 국가적 역량은 황제 개인의 능력과 카리스마에 절대적으로 의존하는 형태가 될 수밖에 없었으며, 역사의 대부분이 황제와 귀족들 사이의 투쟁으로 점철된 것은 당연한 결과였다고 할 수 있다.

### 기타 정책들

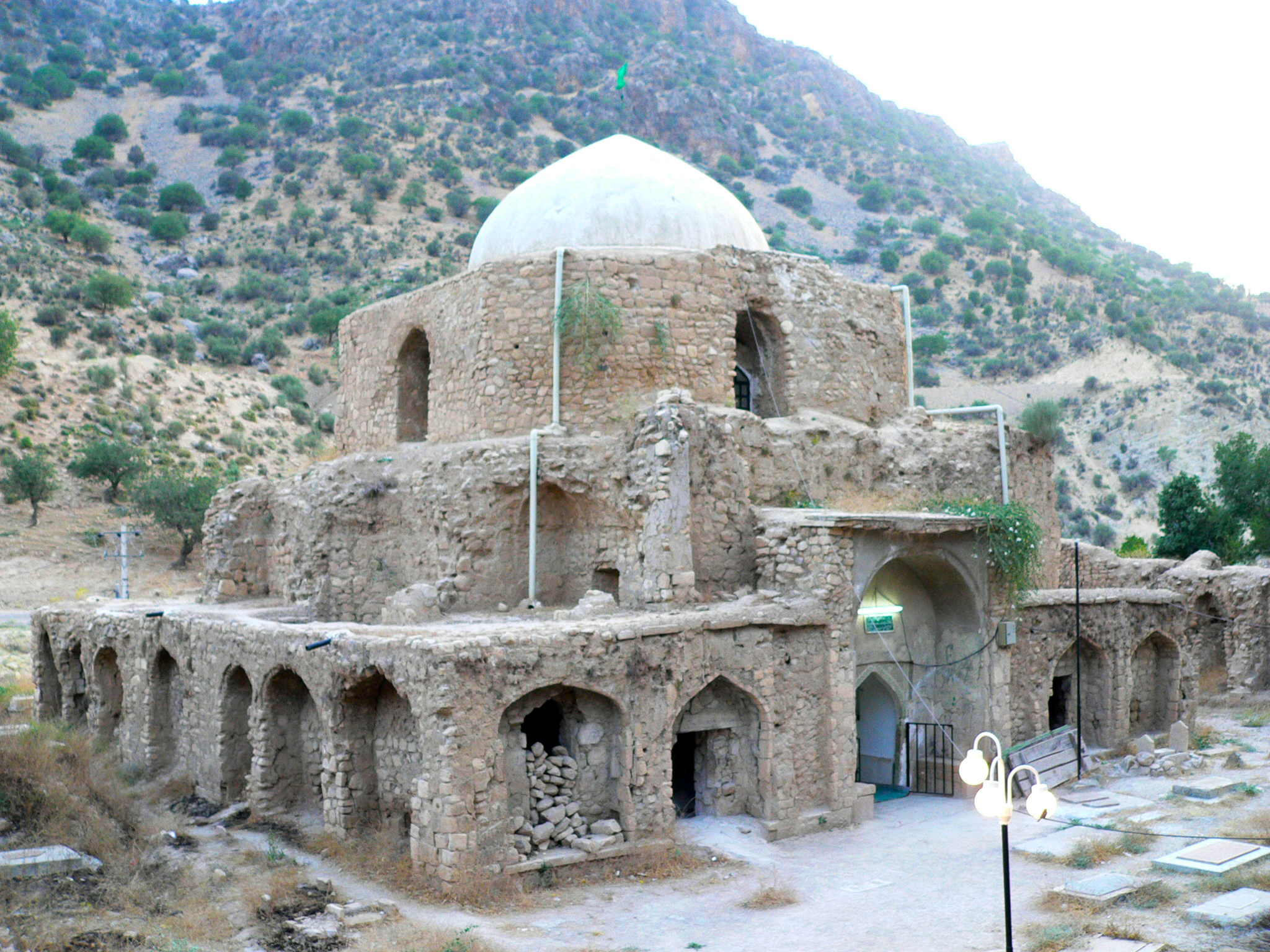
초기 수도 피루자바드의 성터 유적 모습

중앙집권화 이외의 사산 제국 정책 중 상당수는 야심찬 도시계획, 농업 및 기술 발전, 조세 개혁이라는 키워드로 요약될 수 있으며, 그중에서도 특히 역대 사산 황제들이 대표적으로 추진한 것은 조세 개혁이었다.
- 기존의 방식은 매년 정부의 징세관들이 각 지역에 파견되어 상황을 파악하고 현물로 거두어가는 방식이었다. 이는 실제로 세금을 거두기 전에는 국가의 예산을 함부로 편성할 수 없었을 뿐만 아니라, 대귀족들이 대부분의 땅을 독점한 뒤 면세 혜택이나 독자적인 조세 권한을 가지면서 수입이 줄어드는 등의 단점이 있었다.
- 마즈다크교의 발흥은 이러한 상황을 반전시켰다. 초기 공산주의 사상을 가지고 있었던 이들은 토지·재산의 공공 소유 및 평등주의를 주장하면서 농민과 하층민들을 끌여들였다. 마즈다크교가 대귀족들과 대립하면서 결과적으로는 제국 내에서 개혁 문제가 대두되었다.

사산 제국 역사상 최고의 명군으로 평가되는 카바드 1세와 호스로 1세는 이러한 방식을 폐지하고, 대신 명시적인 토지 세금을 신설한 뒤 소유주, 용도, 생산량 등을 기록하여 정해진 기간내에 정해진 액수의 세금을 화폐로 납부하도록 했다. 이를 통해 대귀족들의 면세 세습 토지가 늘어나는 것을 최대한 억제하고 정부의 조세 수입을 늘리며, 그 양을 예측 가능하게 만듦으로써 재정의 효율성을 늘리겠다는 취지였다.
또한 세금을 고정함으로써 발생하는 부담을 줄이기 위해, 재판관(대체로 그 지역의 사제)의 판단 하에 용도와 생산량 등을 조정할 수 있게 했으며, 그 대상 역시 20세 이상~50세 이하로 제한되었다. 이 개혁이 과연 봉건 대귀족들의 세력을 효과적으로 억눌렀는가에 대해서는 논란이 있지만, 훗날 아랍인들이 크테시폰을 점령했을 때 발견한 엄청난 양의 화폐를 보면 최소한 "국가 재정의 효율화"라는 목표는 달성된 것이 확실하다.

## 사회

### 도시주의와 유목주의

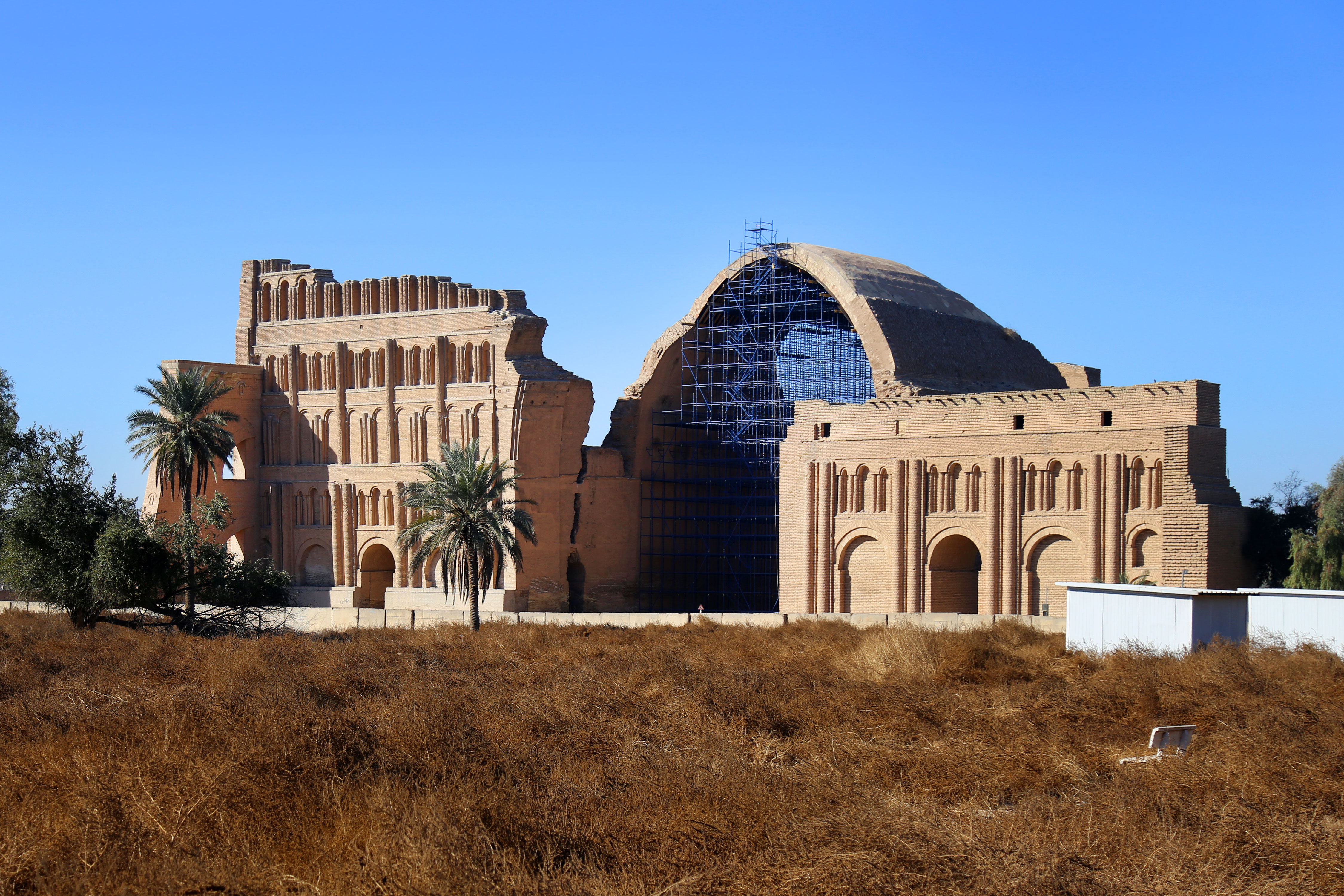
수도 크테시폰에 있는 사산 왕궁 유적지 타크 이 키스라(Taq-i Kisra). 사산 시대 동안 크테시폰은 주요 상업 대도시로서 대단히 번영을 누렸다. 최근의 조사에 따르면, 아마도 이 도시는 570~622년 사이에 세계에서 가장 인구가 많았던 도시였을 지도 모른다.

사산 제국은 이전의 파르티아 사회와 달리 카리스마적이고 중앙집권적인 정부를 강조했다. 그들이 주장한 바에 따르면 이상적인 사회는 안정과 정의를 유지해야 하며, 이를 위해 가장 필요한 것은 강력한 권력을 가진 군주였다. 따라서 사산 제국은 도시화 사업을 적극적으로 추진했을 뿐만 아니라, 여러 도시들을 재건하거나 새롭게 조성했는데, 이것은 꽤 성공적이어서 사산 시대 말기 메소포타미아는 당시 세계에서 가장 많은 인구 밀도를 가진 지역 중 하나였다.
신도시들 중 많은 수에는 페르시아인·시리아인같은 토착 민족들뿐만 아니라 고트족·슬라브족·라틴인과 같은 로마 전쟁 포로들이 정착했는데, 이들은 주로 도시, 다리, 댐과 같은 사회 자본 시설을 짓는 데 이용되었다. 덕분에 사산 제국은 로마의 선진적인 기술을 받아들일 수 있었다. 한편 이들로 인해 사산 제국에 기독교가 유입되기도 했다.
정착민에 대한 언급은 많이 남아있지만, 비정착민이나 유목민에 대한 언급은 별로 남아 있지 않다. 사산 제국은 이들을 쿠르드(Kurd)라고 불렀는데, 특히 데일람인과 길라니족 유목민은 그 능력을 인정하여 높은 보수를 주고 용병으로 고용하기도 했다. 이러한 방식은 그 뒤 이슬람 시대까지 계속되었다.

### 샤한샤
사산 제국의 수장은 샤(왕) 중의 샤(왕), 즉 샤한샤(왕중왕)였다. 이들의 건강은 매우 중요했는데, 동전에 "불멸하기를"이라는 문구가 사용될 정도였다. 6세기 이후에는 동전에 태양과 달을 묘사하는 상징물이 추가되었는데, 페르시아 역사가 투라지 다례(Touraj Daryaee)의 말에 따르면 이것은 '샤한샤가 세계의 중심에 있었고, 태양과 달이 그를 중심으로 회전한 것'을 의미하며, 옛 메소포타미아인들의 생각으로는 '왕이 세계의 네 구석을 지배한다'라는 것이었다고 한다.
샤한샤들은 화려한 옷과 화장, 무거운 왕관을 착용하고 수염을 금으로 장식함으로써 자신들의 권위를 드러냈다. 그들은 다른 국가들(로마, 튀르크, 중국)의 통치자들을 자신보다 아래에 있는 존재라고 여겼으며, 스스로를 신성한 혈통이라고 생각했다.

### 계급
사산 왕조 치하 이란의 사회 계급은 크게 4가지로 나뉜다.
1. 아스로난(Asronan, 사제): 이들의 계급과 위계에 대한 것은 별로 알려진 것이 없는데, 왜냐하면 조로아스터교 교회 체계가 사산 왕조 성립 이후에야 본격적으로 성립·체계화되기 시작했기 때문이다. 확실한 것은 고위 사제들이 귀족들과 함께 막강한 정치적 영향력을 발휘함으로써, 황실과 대로는 대립하고 때로는 협력하기도 했다는 점이다. 사산 제국에서는 교육, 결혼, 예배 의식 참여, 축제와 애도식 등 사회의 모든 일이 종교적 전통과 규례에 따라 진행되었기 때문에 이들의 영향력이 강할 수 밖에 없었다.
2. 아르테슈타란(Arteshtaran, 전사): 군사귀족들이다. 맨 위에는 각 지역에 임명된 분봉왕들이 있었으며, 그 뒤로는 이란 7대 가문으로 대표되는 대귀족들이 있었고, 마지막으로는 중·상급 귀족과 관료, 그리고 중·하급 귀족이 있었다. 이들은 일반적으로 국경 지역의 총독을 포함하여 제국 행정부에서 가장 중요한 직책을 맡았으며, 세금 면제나 직위 세습 및 각종 혜택을 누렸다.
3. 와스타료산(Wastaryoshan, 관료): 귀족 가문이나 사제 출신을 제외한 하급 공무원들.
4. 후투흐샨(Hutukhshan, 평민): 농민, 상인, 수공업자 등 사회 대부분을 차지하는 하층민이다. 이들에 대한 기록은 거의 없기 때문에 그 생활상에 대해 자세히 알기는 어렵다. 아마도 잦은 전쟁과 과중된 세금으로 인해 귀족과 성직자에 비해 이들의 삶은 매우 빈곤하고 열악했을 것으로 추정된다. 대다수의 인구는 농민이였으며, 오늘날 전해지는 사산 시대 유물의 높은 수준을 볼 때 공예품이나 사치품을 생산하는 장인의 수도 많았다. 실크로드 중계 무역이 물론 중요한 요소를 차지했겠지만, 대부분이 사막이나 고원 지대라 지중해처럼 일찍부터 대규모 해상 무역이 발달하기는 어려운 환경이었기 때문에, 상인들은 크테시폰 등 극소수 대도시를 제외하면 대부분 대상이었을 것이다.

### 노예제
일반적으로 페르시아인들은 대규모 노예제를 운영한 적이 없으며, 대부분의 경우에는 전쟁 포로들의 삶이 하층민들의 그것보다 더 나았다. 페르시아에서는 '노예'라는 단어가 불꽃 사원에서 봉사하기 위해 일부 시간을 사용해야 하는 채무자들을 가리키기도 했다.
노예의 소유 및 처우를 규율하는 법률 중 일부는『마티간 이 하자르 다티스탄』이라는, 당대 사회·도덕·민법·사법을 집대성한 법률 편찬문에서 찾을 수 있다. 여기서 추론할 수 있는 원칙은 다음과 같다.
- 노예는 대부분 타국인이었다.
  - 전쟁이나 습격을 통해 포로로 잡은 비조로아스터교도
  - 노예 무역상들에 의해 제국 밖에서 끌려온 노예
- 내국인들도 노예가 되는 경우가 있었다.
  - 세습 노예
  - 부모에 의해 노예로 팔려간 아이들
  - 형벌을 받고 노예가 된 범죄자
- 범죄자의 가족도 노예가 될 수 있었다
  - 원고를 작성할 당시, 페르시아의 노예제는 어머니 쪽에서 세습되었지만, 저자는 초기 페르시아 역사에서는 아버지 쪽에서 세습되었을 수도 있다고 언급한다.
- 노예 소유주는 노예의 수입을 자신의 것이라 주장할 수 있는 권리가 있었다.
- 노예는 형식적으로 인적 자원(재산)이었지만, 대부분은 다른 물적 자원과 동일한 법적 대우를 받았다.
  - 그래서 노예 대부분이 마음대로 팔려 나가거나, 임대되거나, 공동 소유 및 상속되었을 뿐만 아니라 심지어는 대출을 위한 담보로 사용되기도 했다.
  - 다만 사산 제국은 이들을 완전히 물건 취급하지는 않았고, 법정에서 목격자로서 증언하는 것 등이 허용되었다.
- 노예들은 종종 경건한 제물로서 조로아스터교의 불꽃 사원에 제공되었는데, 그 경우 그들과 그의 후손들 대대로 사원의 노예로서 귀속되었다.
- 노예를 과도하게 잔혹히 대할 경우 법정에 신고당할 수 있었다. 일례로 기록 중 티그리스 강에서 노예를 익사시키려 한 사건이 있는데, 이에 대한 판결문은 나와있지 않았다.
- 기독교 노예와 같이, 조로아스터교를 믿지 않던 노예가 조로아스터교로 개종하면 대가를 치르고 자유를 얻을 수 있었다. 다만 이것은 주인의 허락이 있어야 가능했다.
- 주인들은 자발적으로 그의 노예들을 해방시킬 수 있었고, 이러한 경우 그들은 자동적으로 '사산 황제의 신하'로 편입되어 나중에 합법적으로 노예가 될 수 없었다.
- 사산 제국의 노예 제도는 서양의 그것과 비교했을 때 독특하게 부분적인 면죄부가 주어졌다. (공동소유의 노예의 경우와 주로 관련이 있었다)

노예를 해방시키는 것은 (신앙에 관계없이) 선행으로 여겨졌다. 노예들은 주인으로부터 선물을 받거나, 그 달에 최소한 3일 이상의 휴식을 갖는 것을 포함한 몇 가지의 권리를 가지고 있었다. 또한 임금을 받을 수 있었으며, 성별에 관계없이 자신만의 가족을 꾸릴 수 있었다.
사산 제국에서 가장 흔한 노예는 사유지와 사원에서 일하는 가사 노동자들이었다.
가정에서는 여성 노예가 자주 사용되었는데, 그녀의 주인은 그녀를 완전히 통제할 수 있었으며, 원한다면 그녀에게 자신의 아이를 낳도록 할 수도 있었다.
노예를 해치는 것은 큰 죄악으로 여겨졌는데, 심지어 황제도 이를 행할 수는 없었다.
노예의 주인은 노예가 어떤 신앙을 믿든 간에 그를 자유롭게 해줄 수 있는 권한이 있었다. 주인이 죽으면 노예도 해방될 수 있었다.

## 군대

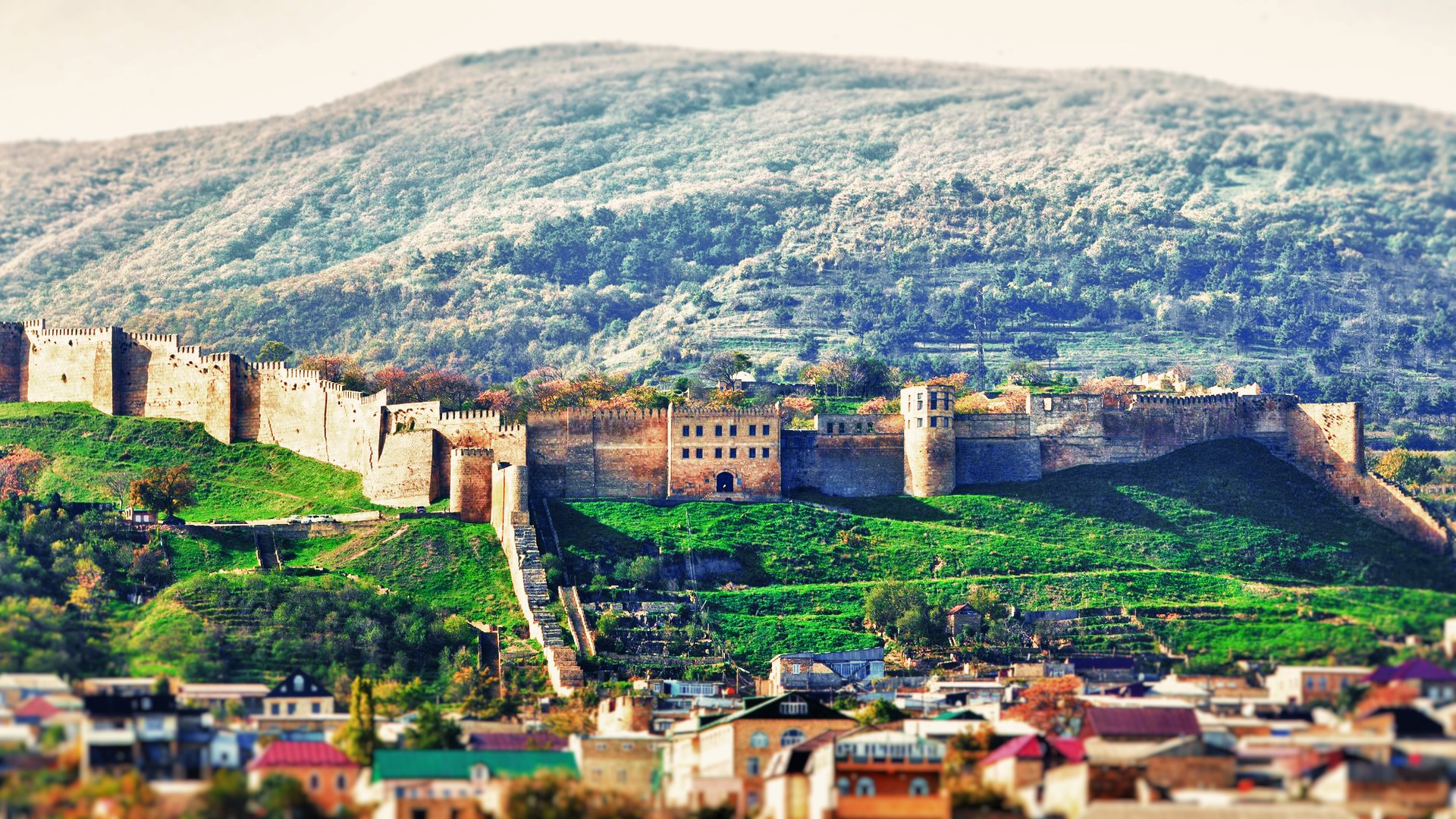
사산 제국 시기에 지어진 데르벤트 성벽. 사산 방어선의 일부이다.

사산 제국의 첫번째 샤한샤인 아르다시르 1세는 아케메네스 시기의 군 체계를 복구하고 파르티아 기병대를 주력으로 운용했으며 새로운 유형의 갑옷과 공성전 기술을 도입했다. 이후 시대를 거치면서 전술과 주력 병종 등에 큰 변화가 있었으며, 때로는 이웃한 적들의 장점을 받아들이고 군제개혁을 통해 효율적인 체계를 구축함으로써 군사력이 크게 강화되기도 했다. 이를 바탕으로, 사산 제국은 로마/동로마와 함께 고대 후기가 끝나갈 무렵 서아시아의 양대 강국 중 하나로 거듭났으며, 약 400년 동안 페르시아와 그 주변 지역을 통치할 수 있었다.

### 지휘 체계와 직위
군의 수장은 황제(샤한샤)였고, 그 밑에 4개의 군사 지휘부가 각각 아르메니아, 메샨, 길란, 사카스탄에 존재했다. 이후 호스로 1세 시대의 군제개혁을 거치면서 이들은 사라지고, 대신 방위를 기준으로 제국을 4등분하여 각 영역을 담당하는 지방 사령관직이 새로 신설되었다. 기록을 통해 증명된 지휘 체계는 다음과 같다.
| 칭호                                  | 직책 | 대표 인물         |
| ------------------------------------- | --- | ----------------- |
| 우주르그 프라다마르 (Wuzurg framadār) | "대사령관"을 의미한다. 훗날 이슬람 시기 재상(와지르)의 원형이 되었다.                                              | 미흐르 나르세     |
| 에런 스파흐바드 (Ērān Spāhbad)        | "이란의 총사령관"을 의미한다. 군 통수권을 포함해 전쟁에 관한 모든 권한을 황제로부터 임명받았다.                    | (불명)            |
| 스파흐바드 (Spāhbad)                  | "사령관", 또는 "야전장군"을 의미한다.                                                                              | 샤흐르바라즈      |
| 아스프베드 (Aspbed)                   | "기병대 총사령관"을 의미한다.                                                                                      | (불명)            |
| 아스와란 (Aswārān)                    | "기병대 사령관"을 의미한다. (하지만 보통은 기병 그 자체를 의미했다.)                                               | (불명)            |
| 파이간살라르 (Pāygán sālār)           | "보병 사령관"을 의미한다.                                                                                          | (불명)            |
| 카나란 (kanārang)                     | 아바르샤르의 총독                                                                                                  | 카나드박          |
| 마르즈반 (Marzbān)                    | 국경 수비를 담당한 사령관. 역사가 프로코피우스에 따르면 동로마의 스트라테고스/마기스테르 밀리툼과 유사했다고 한다. | 슴바트 바그라투니 |
| 푸시티그반 살라르 (Pushtigbān-sālār)  | 황실의 근위대장.                                                                                                   | (불명)            |
| 파드고스판 (Padgospan)                | 스파흐바드 휘하의 장군.                                                                                            | 미흐르 호르모즈드 |
| 사르한 (Sarhang)                      | 스파흐바드 휘하의 장군                                                                                             | (불명)            |
| 샤흐라브 (Shahrab)                    | 지방에 파견되는 총독.                                                                                              | (불명)            |
| 에런 안바라그바드 (Erān anbāraghbad)  | 전쟁에 쓰일 군수품을 담당하는 고위 계급.                                                                           | (불명)            |
| 스토르 베자스크 (Stor Bezashk)        | 전투 이전에 기병대의 말을 돌보던 일종의 수의사. 만약 말이 죽으면 벌을 받았다고 한다.                               | (불명)            |
| 아르그베드 (Argbed)                   | 성채나 요새의 지휘관. 도시의 보안을 유지해야 하는 책임이 있었다.                                                   | (불명)            |
| 군드 살라르 (Gund-sālār)              | 군단장. | (불명)            |
| 하자루프트 (Hazāruft)                 | 천인대장. 황실 근위대장을 담당했을 수도 있다는 추측이 있다.                                                        | (불명)            |
| 프라마다르 (Framadar)                 | 전장 지휘관. | (불명)            |

### 편제
몇몇 팔라비어 단어와 여러 기록들로 추정해 볼 때, 사산 군대는 10진법을 이용하여 군대를 조직한 것으로 보인다.
- 라다그(radag, 10)
- 타흠(tahm, 100): 이때부터 부대의 장에도 이 단어가 들어가기 시작한다. 타흠 부대를 이끄는 대장은 '타흠다르(tahmdār, 백인대장)'이라고 불렸다.
- 와슈트(wašt, 500): 와슈트로 이루어진 부대를 이끄는 대장은 '와슈트 살라르(wašt-sālār)'라고 불렸다.
- 드라프(Drafš, 1,000): 드라프로 이루어진 부대를 이끄는 대장은 '드라프 살라르(drafš-sālār)'라고 불렸다.
- 군드(Gund, 5,000): 군드로 이루어진 부대를 이끄는 대장은 '군드 살라르(Gund-sālār, 군단장)'라고 불렸다.
- 스파흐(Spāh, 10,000): 스파흐로 이루어진 부대를 이끄는 대장은 '스파흐바드(Spāhbad, 사령관)'라고 불렸다.
- 군사 영지의 수장은 '아르테슈타란 살라르(artēštārān-sālār)'라고 칭해졌다.

### 상비군
사산 제국의 군대가 과연 중앙집권화된 상비군을 갖추었는지에 대한 여러 주장이 있다. 기본적으로 군대의 주력은 파르티아 시대와 마찬가지로 중장기병이었고, 이 병종은 양성하는 데 많은 시간과 비용이 소모되었기 때문에, 사산 제국이 봉건 귀족들이 제공하는 기병 군사력에게 의존했다는 점은 부인할 수 없다.
이들은 유사시에 황제에게 병력을 제공하고 국가를 위해 싸울 의무를 지는 대신, 평상시에는 중앙 정부의 간섭을 받지 않고 독점·세습할 수 있는 독자적인 영지를 갖추고 있는 봉건 계급이었다. 사산 제국이 파르티아 시대에 비해 훨씬 강력한 중앙정부와 관료 체제를 구축하기는 했지만, 군사력의 주축이 소수의 봉건귀족 기병이라는 한계는 여전히 남아 있었던 것이다. 이 때문에 전쟁을 지휘하는 총사령관(Ērān Spāhbad)의 역할 역시 주요 대귀족들, 특히 이란 7대 가문 출신의 인물들에게 돌아가는 경우가 많았다.
그러나 상비군 비슷한 것이 아예 없었다고도 보기는 어렵다. 사산 제국 시대에는 로마와의 국경이 이미 수백년 동안 고착화되면서 강력한 요새 도시들이 형성되어 있었으며, 전쟁 시에 공성 및 수성이 매우 중요해졌다. 따라서 요새를 지키려면 상당한 규모의 수비대가 상시 주둔하고 있어야 하는데, 소수의 봉건 귀족들이 그 같은 역할을 하기는 현실적으로 어려웠다. 또 사산 제국은 파르티아에 비해 로마를 상대로 훨씬 공세적이었고, 수년 이상 걸리는 전쟁도 소화해 낼 수 있었으므로 어쨌든 파르티아에 비해서는 훨씬 강력한 중앙집권화를 이루었던 것은 확실해 보인다.
대체적으로 봉건 귀족이 군사력의 주축이었던 것이 기존의 추세라면, 카바드 1세와 호스로 1세 시대의 개혁으로 인해 변화가 일게 되었다. 상술한대로 이 시대에 이루어진 개혁의 최종 목표는 중앙 집권체제의 강화였다. 군 지휘체계에서 단일 총사령관직을 폐지한 뒤
- 남동/남쪽의 사령관(kust ī nēmrōz spāhbed)
- 북동/동쪽의 사령관(kust ī khwarāsān spāhbed)
- 남서/서쪽의 사령관(kust ī khwarbārān spāhbed)
- 북서/북쪽의 사령관(kust ī Ādurbādagān spāhbed): 방위 대신 지명인 아두르바다간이 사용되었는데, 이는 북쪽이 조로아스터교에서 불길한 방향이라고 믿었기 때문이다.

4곳의 지방 사령관직으로 나눈 것 역시 이것의 일환으로, 황제 이외의 인물에 지나치게 권한이 집중되는 것을 차단하려는 목적을 가지고 있었다. 마찬가지로 호스로 1세가 군사 부문의 개혁에서 일정거리마다 역참을 둔 것은, 독자 영지를 가지고 자율적으로 무장하는 봉건 귀족 군사력을 황실과 관료제가 통제할 수 있는 상비군 성격의 중앙 직속 군사력으로 대체하려는 것이었다.
개혁을 통해 육성한 데흐칸은, 이후 행정적 측면에서는 황실 지방 통제의 수족으로 활용되고 군사적으로는 군부의 중책을 맡게 됨으로써 기존의 봉건 귀족들의 세력을 약화시키는데 성공했다. 이 목표가 어느 정도 수준으로 달성되었는지에 대해서는 학자마다 분석하는 바가 다르지만, 최소한 개혁 이전에 비해서 군대에 대한 중앙정부의 통제력이 강화된 것은 명확한 사실으로 보인다.

### 근위대
사산 제국에서 '불멸'이라는 이름의 근위대가 있었다는 주장이 있지만, 확실하게 밝혀진 것은 프로코피우스, 요안니스 말랄라스, 테오파네스, 헤시키우스, 그리고 암미아누스 마르켈리누스의 기록 일부분 뿐이라 그다지 신빙성이 있는 가설이 아니다. 아마도 이들은 이전 아케메네스 제국의 황실 근위대였던 불사 부대(페르시아어: جاویدان 저비던, 그리스어: Ἀθάνατοι 아타나토이, 영어: Immortals 임모탈스)를 묘사한 헤로도토스로부터 영감을 받고, 별다른 교차 검증 없이 그저 페르시아의 정예 근위대들을 보고 이렇게 칭했을 것이다.
몇몇 연구 결과에 따르면, 사산인들 스스로도 이들을 두고 '불멸'이라고 부르지 않았다고 한다. 그들은 아케메네스 제국의 특정 기관이나 명칭에 대해서는 전혀 알지 못했고, 관심도 없었기 때문에, 이 근위대가 불사부대의 의도적인 모방이었을 가능성은 거의 없다.
...그러자 수도원장 바레스마나스의 왼쪽 뿔이었던 페르시아인들은 불멸자들을 움켜쥐고 있었고, 주군을 지지하지 않는 로마인들은 도망쳤다.— 프로코피우스 저서『전쟁의 역사』(Ὑπὲρ τῶν Πολέμων Λόγοι) 1권 14단락

그러나 날이 밝자마자, 반짝이는 사슬갑옷과 강철 띠가 달린 기르트 그리고 멀리서도 보이는 광택이 나는 퀴라스가, 황제의 군대가 가까이에 있다는 것을 알려주었다.— 암미아누스 마르켈리누스의 라틴어 기록 중

근위대는 푸시티그반(Pushtigban) 및 그 예하 부대 기안 아비스파르(Gyan-Avspar)가 있었는데, 이들은 10,000명 전원이 최정예 중장기병으로 구성되어 상당한 전투력을 보여주었다고 한다. 다른 경우, 샤한샤는 다리간(Darigan)이라고 알려진 별개의 궁정 호위대에 의해 보호받기도 했다. 이 두 집단은 모두 사산 제국의 황실에서 징집된 것으로, 때로는 황제의 안위를 관장하고 황실의 출입을 통제하며 왕을 알현하고 군령을 허락받거나 사절단으로 파견되기도 하는 등 다양한 임무를 수행했다.

### 육군

#### 보병
보병의 경우, 그들은 자신들이 전투에 쓸모가 없다고 생각하며[...] 그것은 그들에게 실제로 높은 평가를 받지 못한다. 또한 실제로 그들이 거주하는 땅들은 헐벗은 평지이기에, 그들에게 보병은 필요하지 않다. 군사력은 전쟁에서의 실제적인 유용성에 필요하며, 당연히 그들의 가치를 평가받거나 무시되기 때문이다. 따라서[...]그들의 법률에는 큰 고려가 인정되어 있지 않다.— 율리아누스, 콘스탄티우스의 영웅적 행위

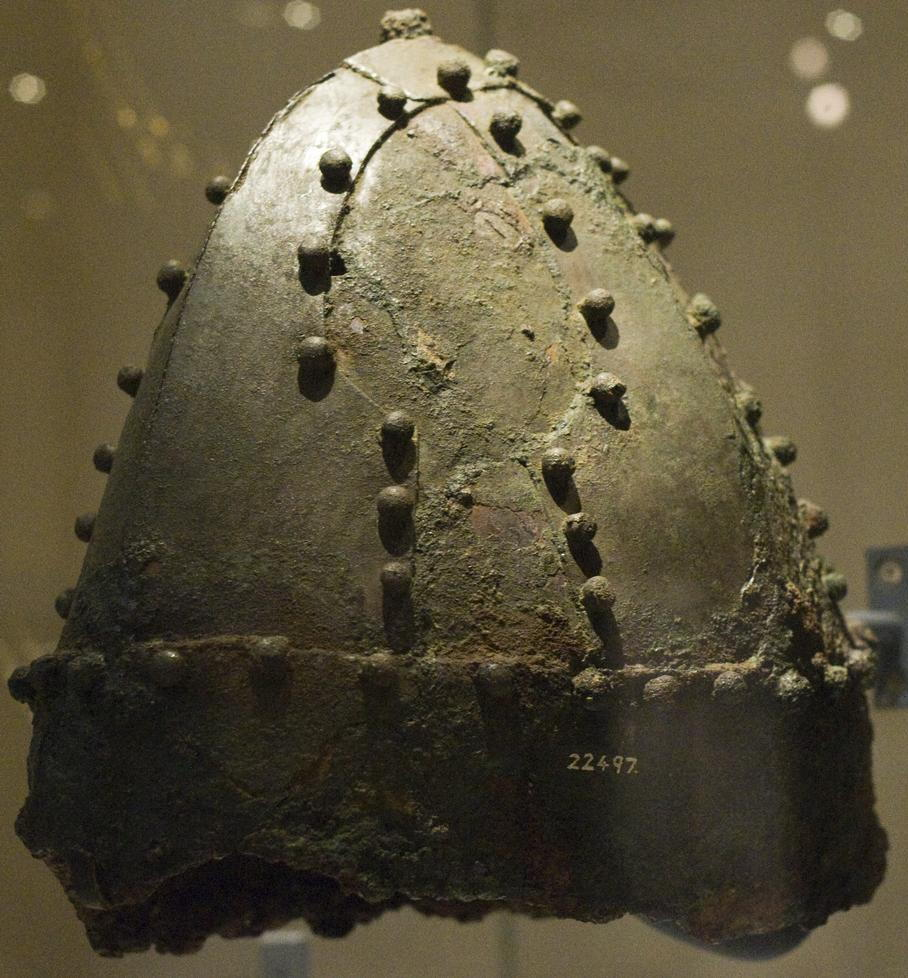
사산군 보병의 투구 유물

사산 보병들이 대부분 경보병으로 구성되어 있고, 그들의 선조인 아케메네스 제국의 그것처럼 전투 능력이 거의 없는 병종이였다는 역사적인 관점은 오늘날에 와서는 완전히 부정되고 있다. 사실은 사산 군대는 동시대의 다른 국가들의 보병보다 훨씬 더 효과적이고 다양하며, 복잡한 형태의 임무를 수행했었을 수도 있다. 여태까지 유지되어 온 대중적이고 지속적인, 사산 보병을 폄하하는 관점은, 프로코피우스가 "벽을 뚫고 전사자들을 약탈하며, 일반적으로 다른 병종들에게 봉사하기 위한 목적으로만 전투에 참가하는 불쌍한 농부들의 무리"라고 그들을 묘사했던 것처럼, 몇몇 로마의 고전 기록에 전적으로 의존한 것이었다.
특히 공성전의 경우에는 상대적으로 보병의 역할이 기병보다 더 중요했으며, 열과 오를 갖추어 이동했다는 기록 등을 존재하는 것으로 볼 때 아무리 농민 징집병이라 해도 어느 정도의 기초적인 훈련은 받았던 것으로 추정된다. 게다가 로마 측의 기록은 일부 사례만 보고 사산 보병 전체를 일반화하여 평가하는 것이므로 조금 비판적으로 바라볼 필요가 있다.
이웃한 로마가 레기오를 적극적으로 운용했던 것과 다르게, 사산 제국은 중장보병에 그다지 관심을 가지고 있지 않았던 것 같은데, 아마도 주 전투 지역이 건조한 사막과 고원 지대라 이러한 지형에서 유리한 기병을 주력으로 운용했기 때문이었던 것으로 추정된다. 그러나 일부 전투에서는 상당한 수의 중장보병이 배치되었다. 이들은 육중한 철갑과 검, 그리고 크고 단단한 직사각형 방패를 갖추는 등 매우 중무장했던 것으로 보인다. 특히 데일람인들은 수준 높은 보병 전력을 제공하는 것으로 유명했다.
보병은 다음과 같은 유형으로 나뉜다.
- 데일람인: 카스피해 남부 연안의 산악지대 출신 민족들. 특이하게 이란의 산악민족임에도 불구하고 기병 대신 중장보병이 더욱 특출났다. 이들은 검, 메이스, 도끼나 자벨린으로 무장하고 강력한 돌격을 가하는 것으로 유명했다. 사산 제국 후기로 갈수록 그 능력을 인정받아 더욱 많이 고용되었으며, 전투 코끼리들과 대열을 형성하기도 했다. 훗날 이슬람이 페르시아를 정복한 후, 이들은 이슬람 왕조들에게도 정예 보병으로서 애용되었다.
- 파이간(Pāygán): 농민이나 하층민으로부터 징집된 경보병. 이들은 가죽 모자나 조잡한 투구, 그리고 나무·가죽 따위로 만든 커다란 직사각형 방패 외에는 별다른 방어구를 갖추지 못했다.[19] 이들은 필요할 경우에는 전면전에 나서기도 했지만, 필요 이상의 역할이 기대되지는 않았다. 주로 병력의 부족을 만회하거나 기병 돌격 보조, 보급품의 호위, 참호 부설, 그리고 공성전에서 요새의 벽을 무너뜨릴 때 투입되었다.
  - 그러나 때때로 이들은 중장보병으로 등장하기도 했다. 암미아누스 마르켈리누스에 따르면

기병대는 길고 구부러진 방패를 들고 소형 대형으로 이동하는 분대의 보병들에게 보조를 받았다.

그리고 단단한 갑옷을 입은 군인들이 온 하늘아래 퍼지고, 조밀한 군대가 이전처럼 무질서하지 않은 채로 나팔소리의 느린 음표에 이끌려 앞으로 달려가는 사람이 없고[...]

그들의 보병은 '검투사(Murmillo)'처럼 무장하고 있으며 병사의 하인처럼 명령에 복종한다.

- 네이제다란(Neyze-daran): 중간 수준의 방어구로 무장한 창병. 아마도 파이간에서 진화한 형태일 수도 있다.
  - 쿠르드족 출신의 투창병들도 있었다.
- 카만다란(Kamandaran): 궁수들
- 임시 보병: 야전 방어나 포위망 구축 때 투입된 병력들. 이들은 파이간과 비슷하게 대부분이 농민이나 하층민이었다. 그러나 이들은 보수를 받지 못하고 싸워야 했으며, 무기는 칼이나 포위 도구 이상으로 주어지지 않았다. 로마/동로마의 정규 보병을 보면 지레 겁을 먹고 도망치는 경우가 많았는데, 이 때문에 고전 로마 역사가들은 사산 보병이 형편없다고 기록했었을 것이다.
- 투척병: 주로 메디아 고원에서 모집되었으며, 싱가라 전투(344) 등에 기록되었다.
- 한편 사산 제국은 이들 이외에도 용병, 소수 민족, 동맹국, 속국으로부터 보병 전력을 추가로 징집하기도 했다. 메디아인, 소그드인, 아르메니아인, 아랍인들이 대표적이었다.

#### 기병
그들은 모두 철로 된 갑옷을 입고 있었고, 몸의 모든 부분은 두꺼운 철판으로 덮혀 있어, 뻣뻣한 관절이 팔다리의 것과 일치하도록 되어 있었다. 사람의 얼굴 역시 철로 덮혀 있었고, 그에 딱 맞게 되어 있어서, 그들에게 쏘아진 화살들은 오직 시야와 호흡을 확보하기 위해 뚫은 조그만한 눈구멍이나 코에만 통했다. 이들 중 일부는 중무장한 채로 꼼짝도 하지 않고 서 있었는데, 아마도 당신은 그들이 청동 집게로 단단히 고정되어 있다고 생각했었을 지도 모른다.— 암미아누스 마르켈리누스가 샤푸르 2세의 중장기병을 보고 묘사한 기록 중

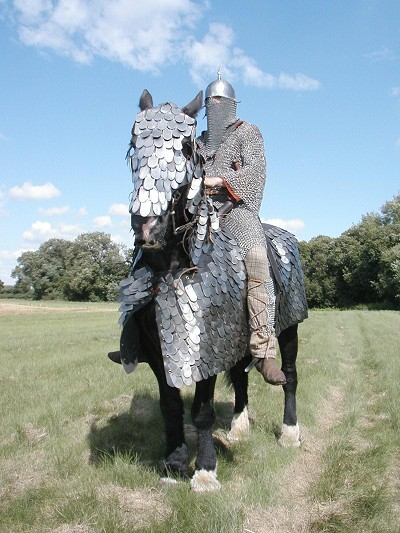
사산 제국 시대의 중장기병을 역사적으로 재현한 모습. 승마하고 있는 사람은 사슬 갑옷으로 중무장을 하고 있으며, 말은 파르티아 시대와 마찬가지로 비늘 갑옷을 걸쳤다.

사산 군대의 중추는 고대 서양에서 카타프락토이로 알려진 중무장 기병이였는데, 이것은 시대에 빠른 갑옷, 투구, 무기, 마구나 기타 장비들의 변화를 제외하면 대체로 파르티아의 중장기병 형태를 그대로 계승한 것이었다. 사산 기병에게 강한 인상을 받은 주변의 로마인, 아랍인, 튀르크인들은 곧 사산 기병의 전술을 채택했다.
샤푸르 2세(재위 309-379)는 더 중무장하고 효과적인 기병을 채택함으로써 군대를 개혁했다. 이후에는 중장기병들이 몸의 대부분을 두꺼운 철판 갑옷으로 덮었는데, 이 때문에 그들은 움직이는 철제 조각상처럼 보였다고 한다. 중장기병들은 근거리에서는 양손으로 잡는 장창을 사용해 돌격하고 중~원거리에서는 활을 이용한 견제를 하는 역할을 주로 담당했는데, 그 외에도 칼과 도끼, 메이스, 단검, 투창 등 다양한 보조 무기도 사용할 수 있었다.
그러나 4~5세기 이후 다수의 경장 궁기병을 운용하는 에프탈, 돌궐 등의 유목민들이 남하해 오자 소수의 둔중한 중장기병은 곧 한계에 부딪히게 되었다. 그 결과 갑옷을 조금 경량화하는 대신 그 숫자를 늘린 중장기병 운용이 나타났다. 거기다가 본디 방패 없이 장창으로만 무장했던 것이 창의 길이를 줄이는 대신 방패를 추가로 드는 방식으로 변화함으로써, 갑옷을 줄여서 생긴 방호력의 공백을 매우고자 했으며, 칼의 패용법이나 활의 종류, 등자의 사용 등에서 스텝 유목민들의 양식을 일부 받아들이기도 했다.

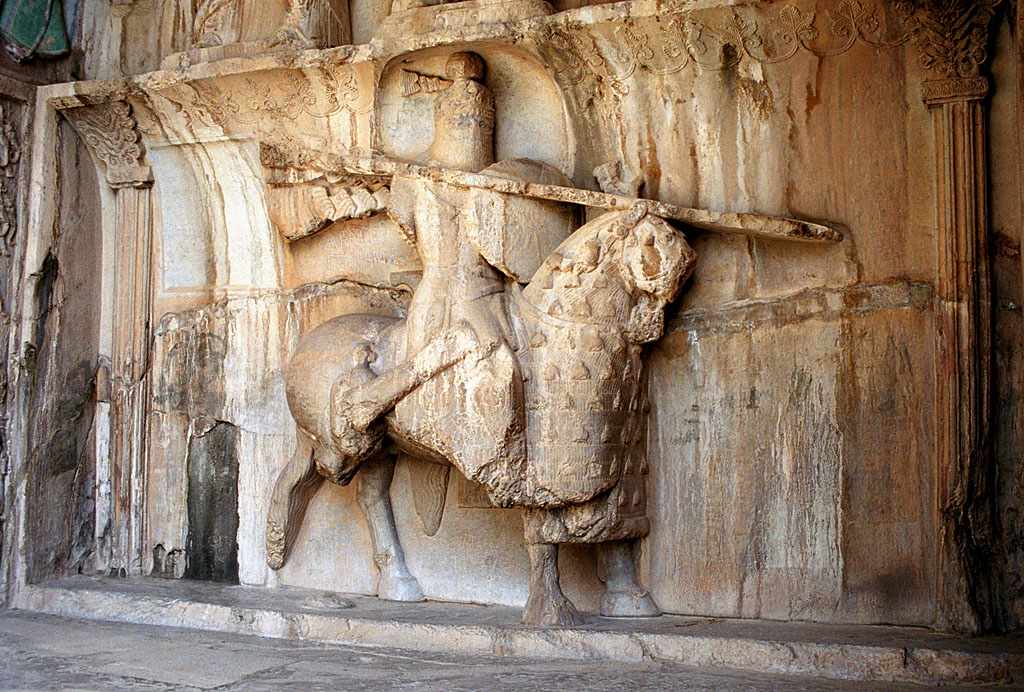
타크 에 보스탄에 남아있는 호스로 2세 시기의 부조. 사산 제국 후기의 중장기병 형태를 알아볼 수 있는 몇 안되는 귀중한 자료 중 하나이다.

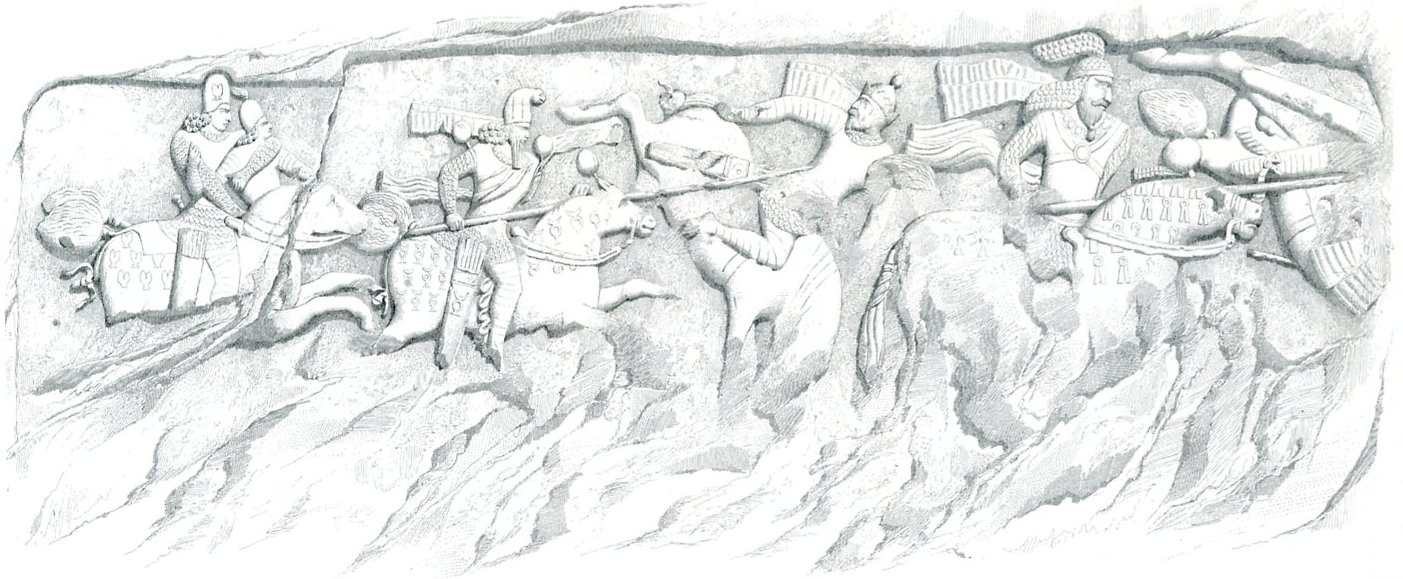
파르티아군과 맞붙는 초창기 사산 왕조 군대를 묘사한 암벽 부조. 당시 봉건 귀족들의 기마 전투 양식을 잘 보여 준다.

중무장한 사산 기마병들의 전투 장비는 다음과 같다.
- 클리바나리/카타프락토이
  - 투구
  - 사슬갑옷
  - 가슴판
  - 철제 골편 갑옷
  - 갑옷용 장갑
  - 속보호대(갑옷 밑에 받쳐입기 위해)
  - 허벅지 보호대
  - 검
  - 메이스
  - 활과 활집(각각 2개씩)
  - 화살 30개가 든 화살통
  - 예비용 활 2개
  - 마구
  - 마갑

경기병과 궁기병은 전장에서의 지구력과 속도 덕분에 여전히 중요한 전력으로 활용되었으나, 정주 문명의 역사가 오래된 사산 제국은 더 이상 과거 아케메네스 제국과 파르티아처럼 대규모의 경무장 궁기병을 자체적으로 동원하기 어려워졌다. 따라서 사산 제국은 이들을 속국이나 동맹국, 또는 주변의 유목민족들에게서 데려오는 방식으로 보충하였다. 길라니, 에프탈, 쿠샨족, 하자르족은 이러한 병종의 주요 공급자였다.
파르티아는 로마와의 전쟁에서 낙타 기병을 동원한 경우가 있지만, 사산 제국의 경우 낙타가 전쟁에 동원되었다는 기록이 없다. 이와 반대로 사산 제국의 가장 큰 적수였던 동로마는 낙타 기병대를 운용한 것이 확인되었다.
기병에게는 다음과 같은 계급이 있었다.
- 자예단(Zhayedan): 상단의 친위대 단락 참조
- 아스와란: 봉건 귀족들이 제공하는 정예 기병 전력
- 경기병: 주로 궁기병으로 활용되었다
- 데흐칸: 창과 활로 무장한 중장기병
- 클리바나리/카타프락토이: 창, 활, 검, 메이스 또는 전투도끼로 무장한 중충격 기병대

사산 시대의 부조나 예술 작품들을 보아, 아마도 기병들은 정면 사격 뿐만 아니라 파르티안 샷, 등자 사격 등 다양한 형태의 기마 궁술이 가능했을 것이다.

#### 전투코끼리

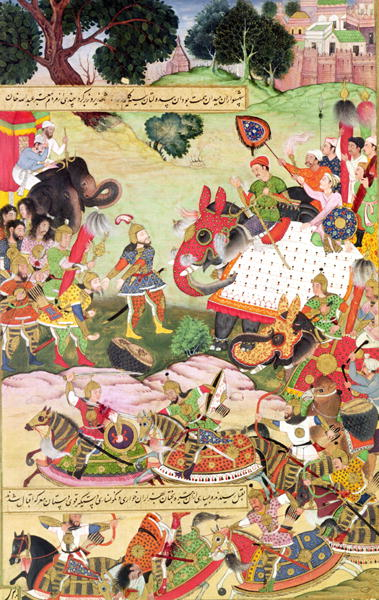
호스로 1세(우측 가운데)가 마즈다크교의 반란을 진압하기 위해 전투코끼리 위에 올라타고 있다. 페르시아 세밀화 양식으로 제작됨.

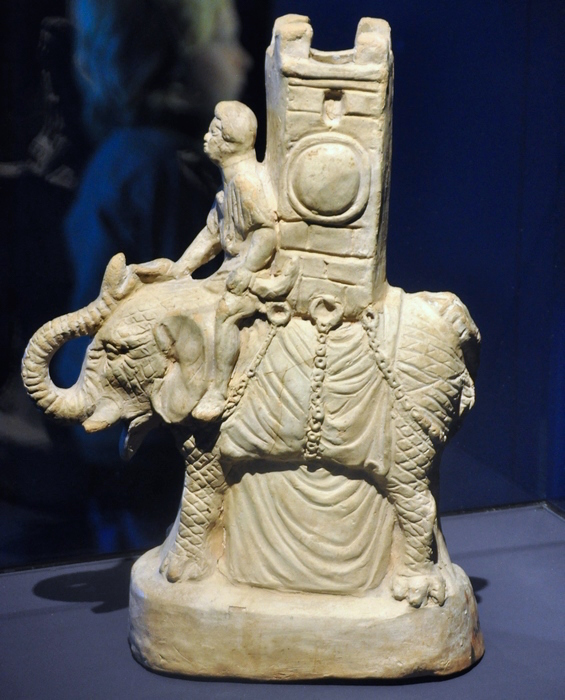
위에 망루를 얹고 있는 전투 코끼리 조각상으로, 폼페이에서 발견되었다. 현재는 나폴리 국립고고학 박물관 소장.

사산 시대 초기에, 전투 코끼리들은 상대의 공포를 유발하는 심리적 효과만을 기대하여 사용되었으나, 이후 후기로 갈 수록 병참뿐만 아니라 직접적인 공격 수단으로도 사용되기도 했다.
이란고원에서는 코끼리가 살지 않기 때문에 코끼리들은 대부분 인도 지역에서 수입되었는데, 이 때문인지 아니면 힌두스탄 원주민들이 가지고 와서 인지는 모르겠지만 '젠드 하펫(Zend−hapet, "인도인의 사령관")'으로 알려진 특별한 직책이 따로 있었으며, 이들은 코끼리들을 항상 세심하게 관리해야 했다.
전투 코끼리들의 대부분은 보병 궁수들의 지원을 받으며 적진으로 진격하여, 적들의 대열에 공황과 무질서를 일으켜 기병들이 활약하도록 만드는 용도였으나, 이들의 진정한 진가는 공성전에서 드러났다. 아마도 이때 코끼리들은 위에 망루를 얹고 2~3명의 궁수들이 탑승한 뒤, 갑옷을 입음으로써 일종의 걸어다니는 공성탑 역할을 했었을 것이다. 프로코피우스에 따르면, 유스티니아누스 1세는 사산 코끼리들의 공격을 막기 위해 다라의 성벽을 약 9.1m 정도 높였다고 한다. 라지카 전쟁에서도 이들이 요새 및 성을 공격할 때 효과적인 것이 증명되었다.
사산인들이 코끼리를 공성탑 용도로만 사용하지 않았다는 다른 사례들도 있다. 동로마 역사가 아가티아스는 그들이 강을 봉쇄하는 데에 투입되었다고 언급한다.
사산 왕조가 멸망 직전에 다다른 634년, 바흐만 자두야가 지휘하는 사산 군대는 다리 전투에서 아부 우바이드 알 타카피가 지휘하는 아랍 무슬림의 침략에 맞서 전투 코끼리를 포함한 자예단 정예 부대를 사용했다. 전투에서, 코끼리들은 말을 찢고 아랍인들을 마구 짓밟았다. 결국 이슬람 군대는 많은 사상자를 내고 퇴각해야 했다. 이것은 초기 이슬람 정복 중 무슬림들이 패배한 몇 안되는 사례 중 하나이다.

#### 공성전
사산 군대는 성이나 요새를 공략하기 위한 몇몇 공성 전술들을 가지고 있었는데, 우선 발리스타, 캐터펄트, 공성 망치로 성벽을 공격해보고, 때로는 병사들이 직접 벽 아래를 파고 들어가 지하에 통로를 만들어 공격하는 방법도 있었으며, 움직이는 공성탑을 사용하여 직접 성벽 위로 넘어가기도 했다. 하지만 시간이 지나면서 사산 군대는 상대 성벽보다 높은 토산을 쌓고 그 위에서 공격하는 방식으로 선회했고, 더 이후에는 동아시아에서 발명한 견인식 캐터펄트를 도입하여 더 효과적으로 성벽을 공격하는 것으로 바뀌었다.
한편 이들은 투석기에 반격하는 방법, 지하 통로에 대항하는 방법, 돌을 던지거나 적군에게 뜨거운 액체를 붓기, 불화살이나 일종의 화염병을 던지는 등 뛰어난 방어 전술 역시 가지고 있었다.
다음은 사산 군대가 사용한 공성 무기의 종류이다.
- 캐터펄트
- 공성 망치
- 공성탑
- 포방패

### 해군
사산 해군에 대해서는 알려진 바가 거의 없으며, 그나마 남아 있는 기록도 사산 제국 자체의 것이 아니라 아랍, 중국, 아르메니아 등의 것이다.

#### 조직 및 역할
사산 해군은 창시자인 아르다시르 1세 때부터 창설되었다.
그러나 페르시아 만 연안과 아라비아 반도 북부는 이미 사산 제국의 영토이거나 그 속국의 지배를 받고 있었고, 6세기 경에는 아라비아 반도 남부의 예멘까지 정복함으로써 사실상 제국의 모든 영토가 육로로 이어진 것과 다름이 없어졌다. 또한 당시 사산인들은 지정학적인 이해관계뿐만 아니라 파르티아로부터 계승받은 육군의 영향력이 막강했으며, 이전의 아케메네스 제국과 달리 동지중해의 항구도시들을 장악하지 못했다는 점 때문에 해군의 발전에 그다지 신경을 쓰지 않았다. 따라서 사산 해군의 주요 역할은 군사 원정이나 병력 수송이 아닌, 해양 무역로에서 창출되는 경제 이익을 보호하는 것이 되었다. 이들은 주로 홍해, 아라비아 해, 인도양에서 활동하면서 제국의 군사적, 정치적, 상업적 영향력을 강화했다.
해군 총사령관은 나브베드(Navbed)라는 직함을 가지고 있었다고 한다.

#### 선박
동로마 제국의 드로몬과 첼란디온을 차용한 선박들이 있었는데, 이들은 주로 육상 병력(보병이나 기병)등을 수송하는 군함으로 사용되었다.
페르시아 상인들은 인도양 북쪽에서부터 태평양 서쪽의 변방해역까지 장거리 항해에 적합한 대형 상선을 건조할 수도 있었다.

#### 이력
사산 해군의 대부분의 전투는 인도양 유역(아랍과 에티오피아를 상대로)과 지중해(동로마를 상대로)에서 벌어졌다.
사산 해군은 아르다시르 1세의 아라비아 서부 점령과 샤푸르 2세의 아랍 원정에서 특히 중요한 역할을 했다. 이들 활동의 절정은 호스로 1세 시기였는데, 그는 해군 장군이 이끄는 8척의 배를 보내 예멘을 정복했다. 이후 호스로 1세는 540년대에 라지카의 항구를 통해 흑해에 사산 해군을 전개·동로마의 심장부를 직접 타격하는 계획을 세웠지만, 이후 전투에서 잇달아 패배하면서 이 시도는 좌절되었다.
602년부터 628년 사이에 벌어진 동로마-사산 전쟁 동안 사산 해군은 일련의 군사 원정을 시도했지만, 로도스와 에게 해 동부의 일부 섬들을 겨우 점령하는 등 결과가 그다지 성공적이지는 못했다. 또한 전쟁 중반까지 아나톨리아를 제외한 대부분의 동로마 영토를 장악했음에도 불구하고, 흑해와 지중해에 완전히 세력을 확보하지 못해 사산 육군이 새롭게 정복된 항구(ex. 알렉산드리아, 안티오키아, 로도스)의 동로마 선박이나 이집트나 시리아의 조선소에서 새롭게 건조된 선박을 타고 이동해야 했다고 한다.
이것은 나중에 그들이 동로마의 수도 콘스탄티노폴리스를 공략하려고 했을 때 동맹군인 슬라브족의 통나무배에 의존하도록 만들었다. 결국 사산 해군의 약점이 그들 간의 마지막 전쟁에서 동로마 제국을 물리치지 못한 핵심 요인이 된 것이다.

## 대외 관계

### 로마

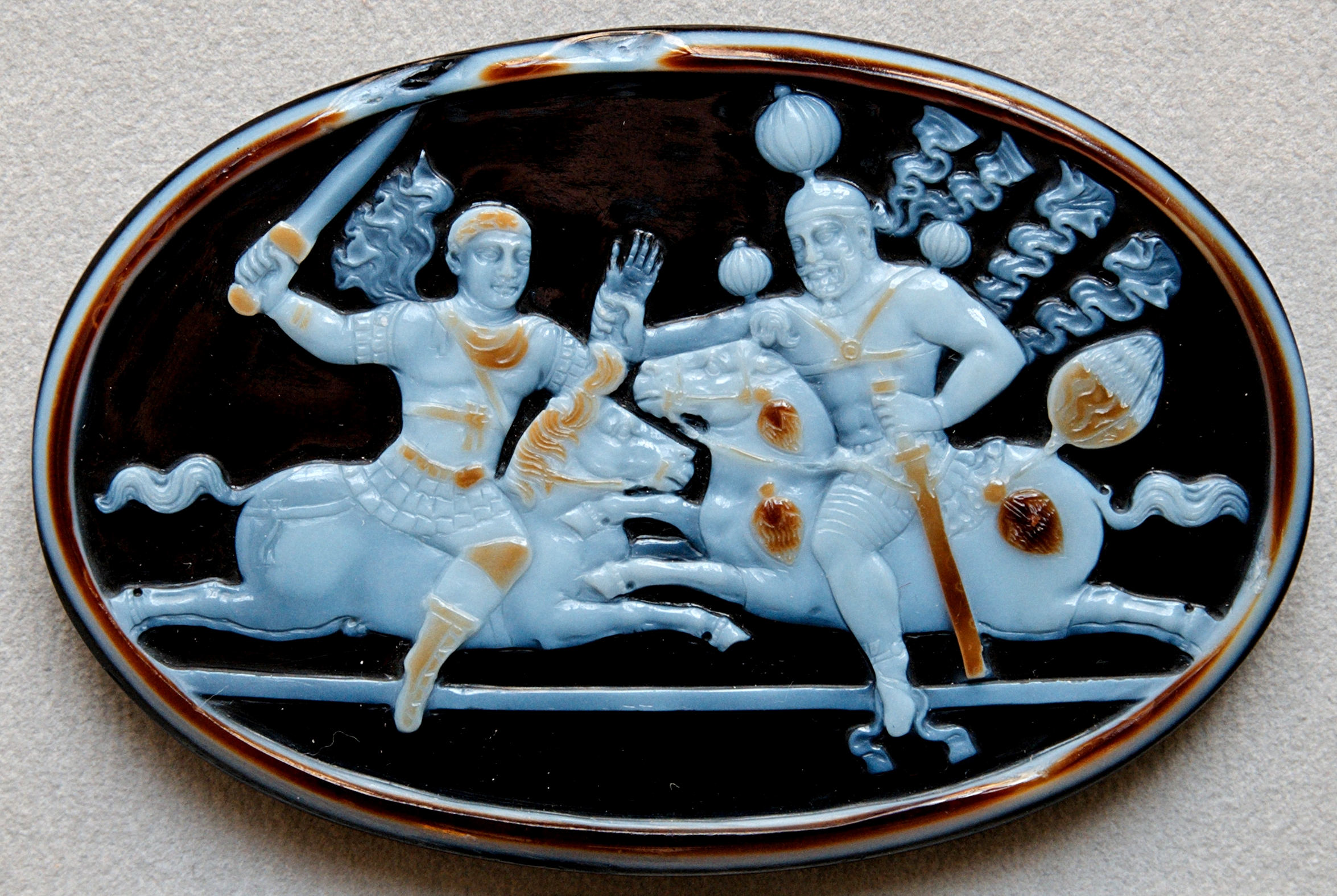
샤푸르 1세와 로마 황제 발레리아누스의 기마 전투를 보여주는 훌륭한 명문 조각. 샤푸르 자신의 기록에 따르면, "우리의 손으로" 로마 황제를 에데사 전투에서 포로로 잡았다고 한다.

사산 제국은 그 창시자인 아르다시르 1세 시기부터 로마 제국과 지속적으로 충돌하였으며, 395년 로마 제국의 동·서 분열 이후 콘스탄티노폴리스에 수도를 두고 통치한 동로마 제국과도 여전히 적대 관계를 유지했다.

이러한 양상은 4~5세기 중반까지는 잠시 소강 상태에 접어들었다가 5세기 후반부터는 반대급부로 대단히 빈번해지기 시작했고, 7세기 초에 그 정점을 찍었다. 

동로마 제국의 영토 변화

 수 세기동안 거의 쉼없이 이어진 전쟁에 더해, 마지막의 가장 격렬한 전쟁은 양 측의 인적·물적 자원을 고갈시켰을 뿐만 아니라 내부에서의 혼란 및 사회적인 갈등을 야기시켰으며, 결정적으로 외부로부터의 공격에 매우 취약해지도록 만들었다.
마침내, 전쟁이 끝난 지 불과 몇 년만에 두 제국을 침공한 아랍 이슬람 세력은 급속하게 사산 제국 전체를 정복했고, 아랍-동로마 전쟁에서 승리하면서 레반트·아르메니아·이집트·북아프리카를 장악했다. 그 후 몇 세기 동안, 동로마 제국의 절반과 페르시아 전역이 이슬람 제국의 지배 하에 들어갔다.

### 악숨

악숨 제국의 최대 영역

호스로 1세가 통치하기 직전인 522년, 악숨인들이 아라비아 남부의 힘야르 왕국을 공격했다. 현지 아랍인 지도자는 사산 황제에게 도움을 호소했으나, 당시 악숨 군대는 동로마 홍해 함대의 지원을 받고 있었고, 얼마 지나지 않아 예멘 지역이 그들의 손에 넘어갔다. 악숨인들은 힘야르 왕국을 속국으로 만들고 기독교 왕을 세운 뒤 돌아갔다.
531년, 유스티니아누스 1세는 인도와의 해상 무역이 페르시아인들로 인해 방해받는다고 말하면서, 예멘의 악숨인들이 그들을 차단해주기를 요청했다. 하지만 그때는 아브라하라는 장군이 예멘 왕위를 장악하고 독립 국가를 선포했던 터라, 악숨인들은 이 요청을 수락할 수 없었다. 아브라하가 죽은 뒤, 그의 아들 중 한명인 마드카리브가 호스로 1세의 지원을 받아 578년경 자신의 형제를 폐위시키고 왕위에 올랐다. 이후 예멘은 628년 이슬람에게 정복될 때까지 사산 제국의 영향력 아래에 있었다.

### 중국
사산 제국은 이전의 파르티아와 마찬가지로 중국과 활발환 대외 관계를 맺었고, 페르시아의 사절단들도 자주 중국을 방문했다. 중국 측의 기록은 455~555년 사이에 16차례의 사산 사절단이 왔다 간 것을 기록했다. 상업적으로 중국과의 육상-해양 무역은 양 측 모두에게 중요했다.

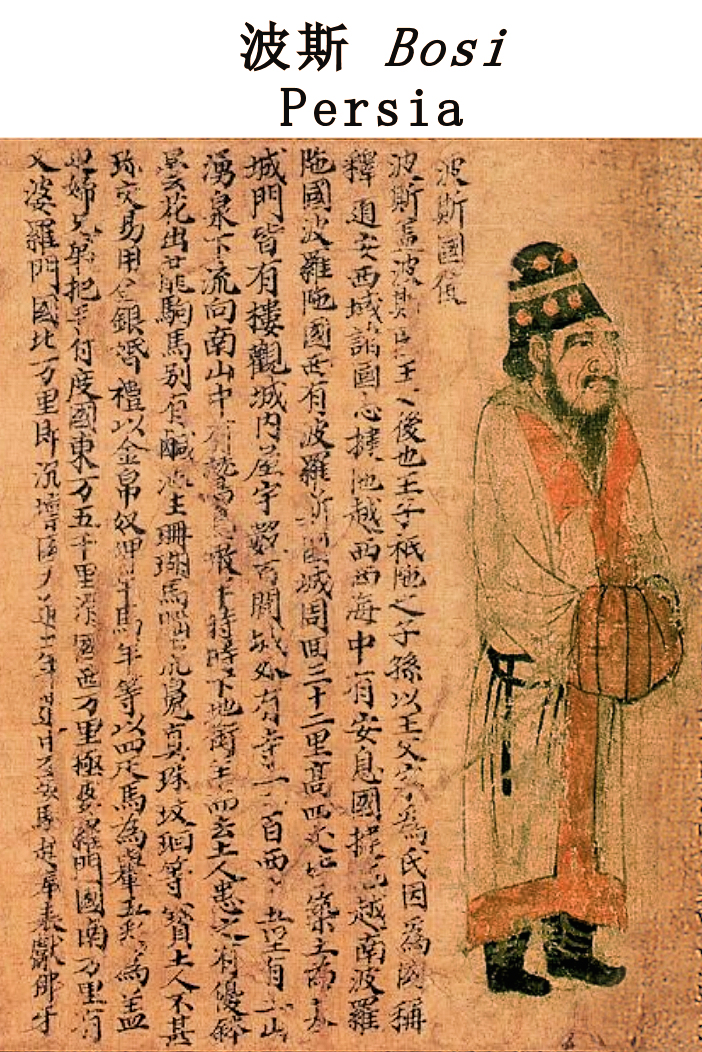
526-539년 사이에 양나라 수도 건강을 방문한 페르시아 사절. 『양직공도』의 11세기 송나라 판본에 묘사되어 있다.

사산 황제들은 그들의 가장 재능 있는 페르시아 음악가와 무용수들을 서진·북위 시기에는 낙양, 수나라·당나라 시기에는 장안에 있는 중국 황실의 궁정으로 보냈다. 두 제국은 실크로드를 따라 이루어지는 무역을 통해 이익을 얻었으며, 이것을 보호하고 유지하는 데 있어 공통의 관심사를 공유했다. 그들은 중앙 아시아를 통과하는 무역로를 유목민과 도적들로부터 지키기 위해 국경 지역에 전초기지를 건설했다.
정치적으로, 사산 제국과 중국은 공동의 적인 에프탈에 대항하여 동맹을 맺기 위해 여러 차례 노력했다는 증거가 있다. 이후 내륙아시아에서 유목민인 돌궐이 급격히 부상하자 서로 협력한 것으로 보이는 기록도 있다.
아랍 무슬림들의 페르시아 침공 이후, 야즈데게르드 3세의 아들 중 페로즈는 몇몇 페르시아 귀족들과 함께 탈출하여 중국 황실로 피신했다. 그와 그의 아들 나르시에는 모두 중국 궁정에서 높은 직위를 받았다. 적어도 두 차례 이상, 670년을 마지막으로 중국 군대가 페로즈와 함께 파견되어 사산 제국을 복원하려는 노력을 하기도 했다. 나르시에는 훗날 황실 근위대 사령관직에 올랐고, 그의 후손들은 페르시아의 왕자로서 귀족으로 인정받아 대대로 존경받았으며, 시간이 지나면서 점차 한족에 동화되었다. 이때 중국의 황제는 당 고종이었다.

### 인도

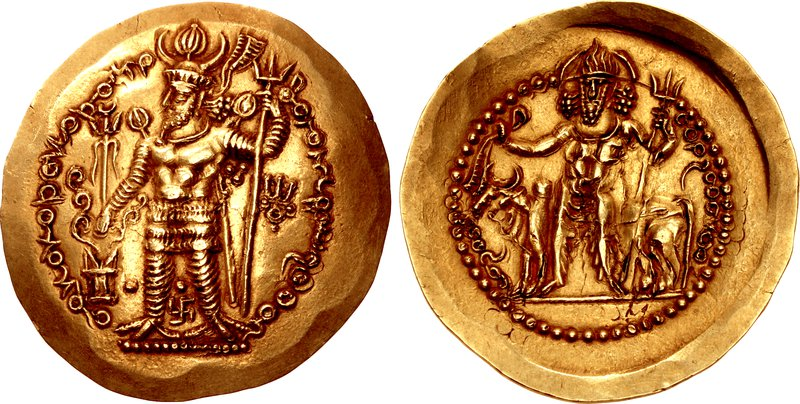
쿠샨샤(쿠샨-사산 왕국의 왕) 페로즈 2세의 동전

샤푸르 1세는 페르시아와 인근 지역을 정복한 뒤, 인도 아대륙 북서쪽으로 세력을 확장했다. 이전에 그곳을 지배했던 쿠샨인들은 그에게 패퇴했고, 곧 사산 제국의 종주권을 받아들여야 했다. 그러나 이것은 서부 지역에 국한되었으며, 동부 지역의 쿠샨인들은 인도에서 활동하면서 3세기 말까지 존속하기도 했다. 비록 그들은 4세기 경에 갠지스 강 유역에서 발흥한 굽타 제국으로 대체되었지만, 사산 제국은 이 시기 내내 인도 북서부에서 영향력을 유지했다.

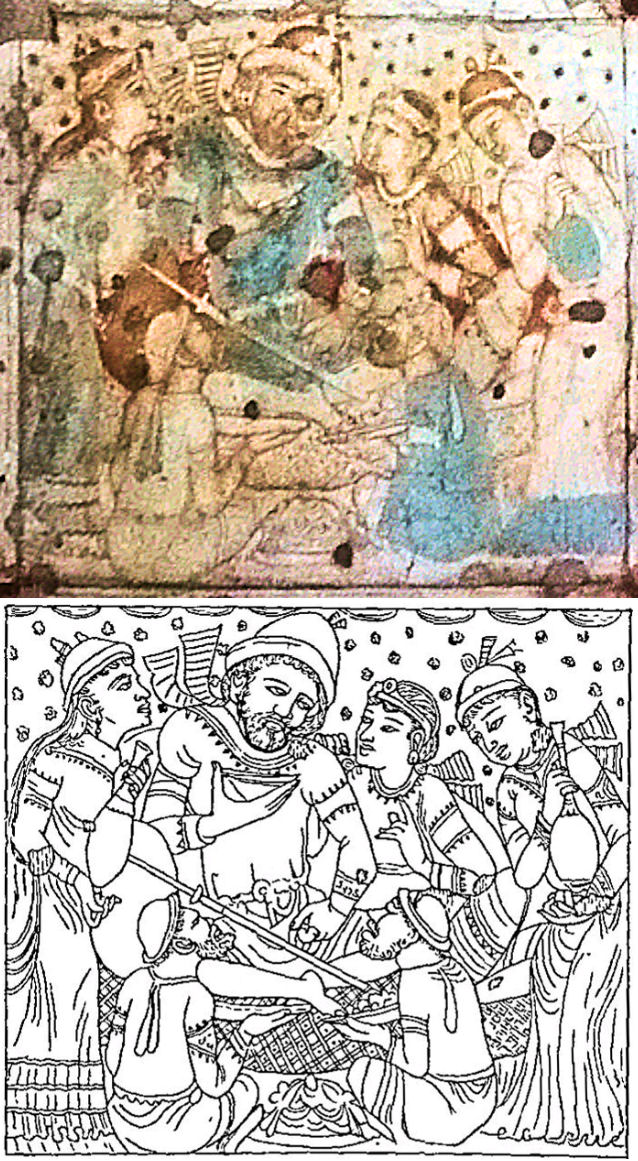
아잔타 석굴의 1번 동굴 천장에 있는 외국 사절단 묘사화. 찰루키아 왕 풀라케신 2세(재위 610-642)의 시기에 방문한 것으로 추정된다.

과거 일부분이지만 쿠샨인들의 지배를 받았던 페르시아와 인도 북서부는, 이 시기에 사산 제국의 관습이 쿠샨 영토로 퍼지면서 서로 문화적·정치적 교류를 이어갔다. 특히 쿠샨인들은 페르시아의 황제 관념과 미술 작품 등에 큰 영향을 받았으며, 때로는 차투랑가와 같은 오락을 수출하기도 했다. 그 대가로 페르시아인들은 백개먼을 인도에 소개했다.
호스로 1세의 통치 기간 동안, 인도에서 수입된 수많은 서적들이 페르시아에 도착하여 팔라비어로 번역되었으며, 다시 이들 중 대부분은 나중에 이슬람 학자들에 의해 아랍어로 번역되었다. 이것의 주목할 만한 예 중 하나는 페르시아 장관 중 하나인 보르즈야가 인도 서적『판차탄트라』를 번역한 것인데, 이것은 훗날 아랍 문학과 유럽 문학에도 소개되었다. 피르다우시의『샤나메』에는 이에 대한 자세한 내용이 기록되어 있다.
보르즈야는 인도의 책에서, 그 땅의 산에서 자라는 식물을 죽은 자들의 위에 뿌리면 그들이 되살아난다는 내용을 읽었다. 보르즈야는 곧 호스로 1세에게 식물을 얻기 위해 인도로 여행하는 것을 허락해달라고 청했다[...] 성과 없는 탐색 끝에, 그는 금욕적으로 이끌렸고 식물의 비밀을 그에게 밝혔다. '식물'은 말이였고, '산'은 학문이었으며, '죽음'은 무지한 자들이였다. 그는 보르즈야에게 자신의 보물실에 보관되어 있는, 칼릴라라고 불리는 무지의 치유법에 대해 말했다. 인도의 왕은 보르즈야가 그것을 베끼지 않는 한 칼릴라를 읽어도 좋다고 허락했다. 보르즈야는 이 조건을 받아들여 그 책을 받았지만, 그는 매일 책의 한 장씩을 외우기 시작했다. 이후 그는 방으로 돌아와서 그날 외운 것을 기록한 뒤, 사본을 만들어 페르시아로 보냈다. 당시 재상인 보조르그메어는 이를 팔라비어로 번역하고, 그의 요청에 따라 첫 번째 장을 그의 이름을 따서 지었다.

### 기타

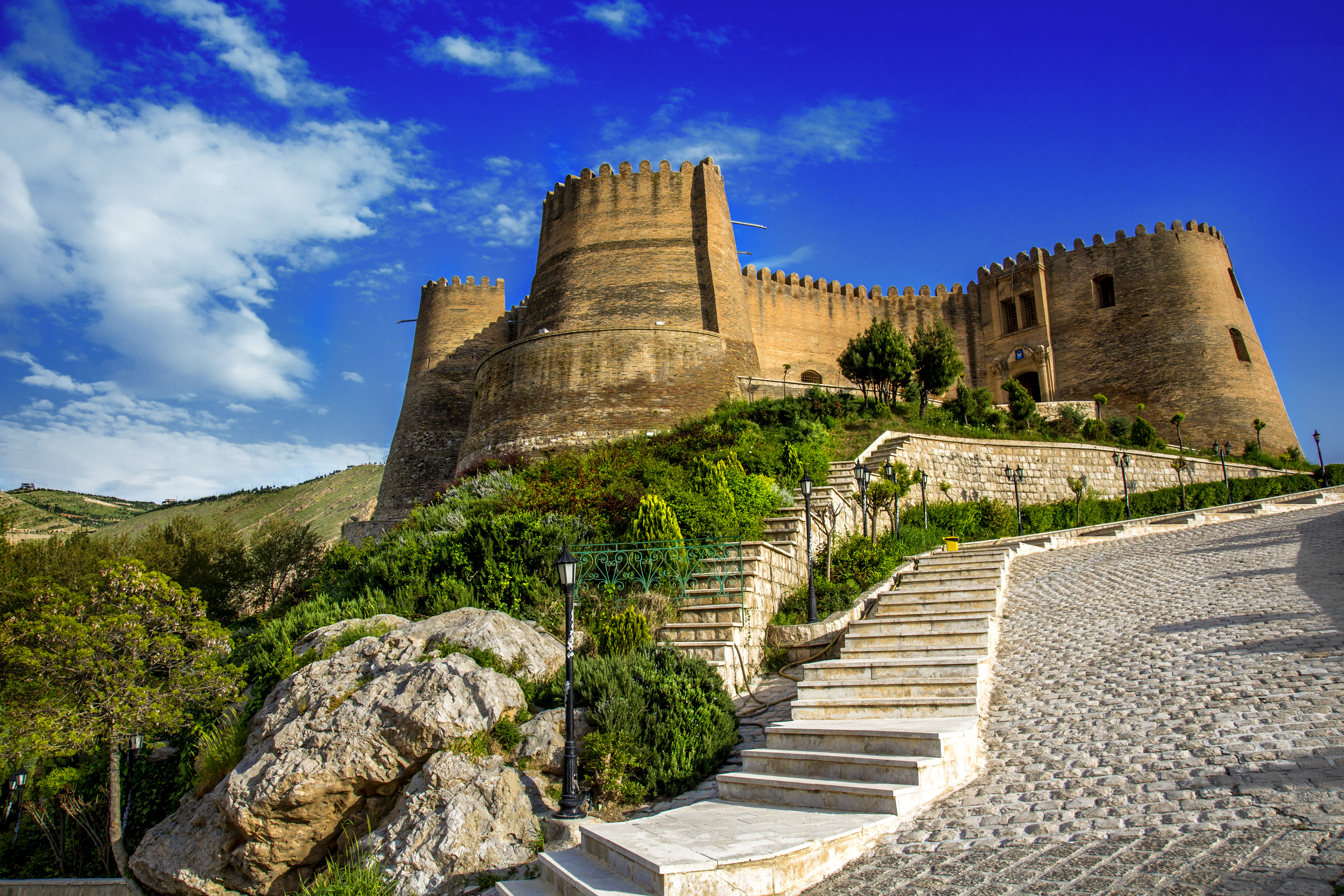
샤푸르 1세 시기에 건설된 요새의 모습

일반적으로 몇 세기에 걸쳐서, 사산 제국은 크고 안정된 영토를 기반으로 서쪽의 로마와 맞섰지만, 동쪽에서는 그렇지 않았다. 쿠샨 제국이 멸망한 이후 등장한 키다라나 에프탈과 같은 유목민족들이 동부 국경을 지속적으로 위협했기 때문이다. 사산 제국은 이들을 막기 위해서 투스 성채나 니샤푸르와 같은 요새를 건설했는데, 이들은 훗날 학문과 무역의 중심지가 되기도 했다. 더 이후에는 200km 길이의 고르간 장성이 세워져 동부 국경을 안정적으로 보호해주었다.

사산 시대의 주요 요새 건설 지역. 대부분이 캅카스와 고르간 일대에 집중되어 있다.

아랍인들은 때때로 남부와 중부 아라비아에서 북상하여 사산 제국을 습격했다. 이후에는 라흠 왕국이 형성되어, 부유하고 취약한 제국의 심장부와 아라비아 사막 약탈자들 사이의 완충지대 역할을 하기도 했다. 602년, 호스로 2세에 의한 라흠 왕국의 멸망은 사산 제국의 멸망에 결정적인 기여를 했고, 사산 군대는 알 카디시야 전투와 니하반드 전투에서 연달아 패배했다. 이후 승리한 아랍인들은 이슬람의 기치 아래 페르시아를 정복해나갔다.
한편 북부에서는 하자르와 돌궐이 자주 제국을 침략해왔는데, 634년에는 북서부의 메디아가 약탈당하기도 했다. 사산 제국은 이들을 막기 위해 캅카스 지역에 수많은 요새들을 건설했다. 데르벤트에 건설된 거대한 요새들은 오늘날까지도 그 모습이 남아있다.

## 문화

### 교육
수도 크테시폰에는 '그랜드 스쿨'이라고 불리는 주요 학교가 있었다. 처음에는 약 50명 만의 학생들이 그곳에서 공부할 수 있었으나, 100년도 채 지나지 않아 학생의 수는 3만 명이 넘었다.

### 예술, 과학 , 문학

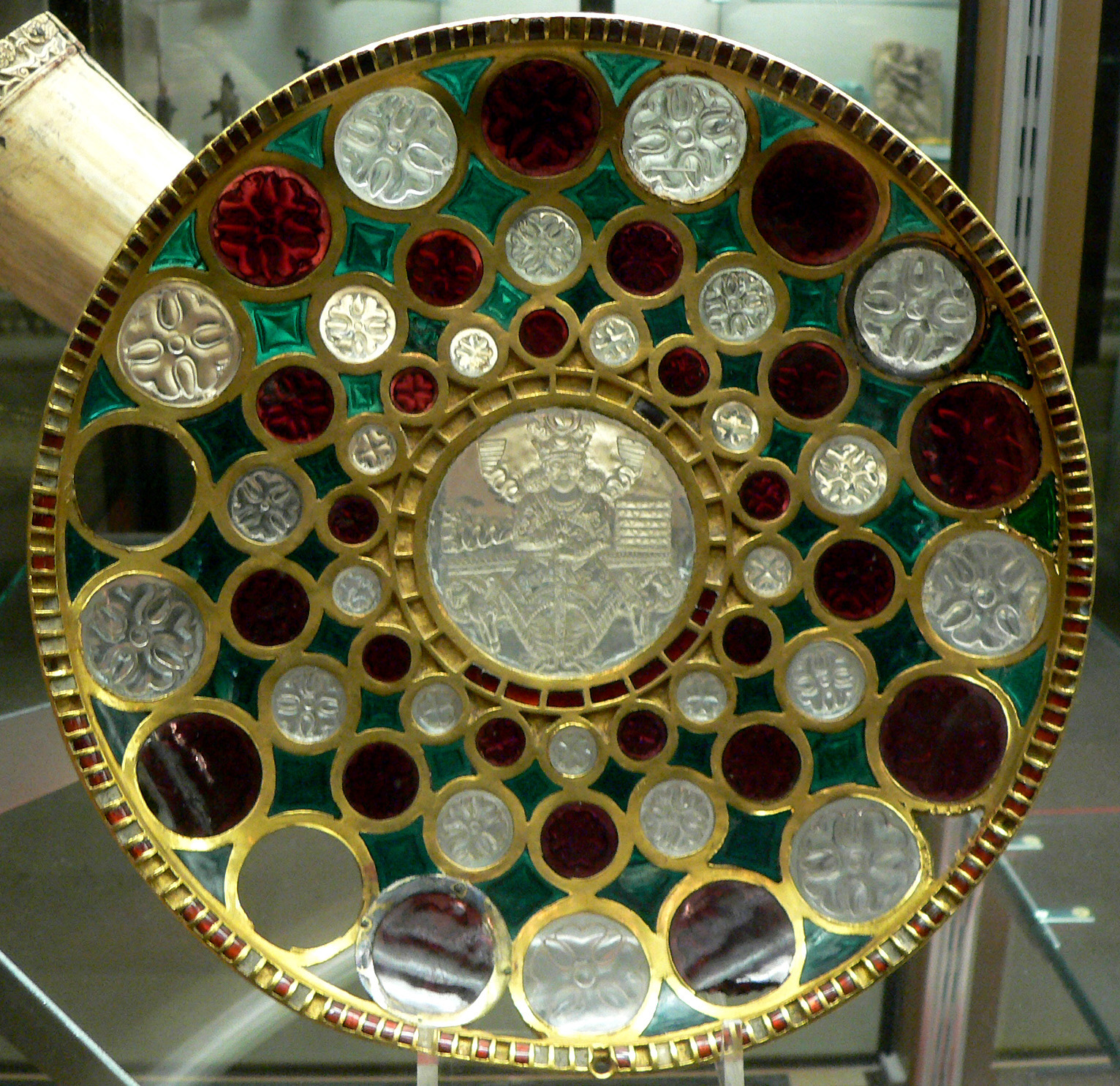
화려하게 장식된 페르시아식 그릇. 중간에는 호스로 1세의 초상화가 있다.

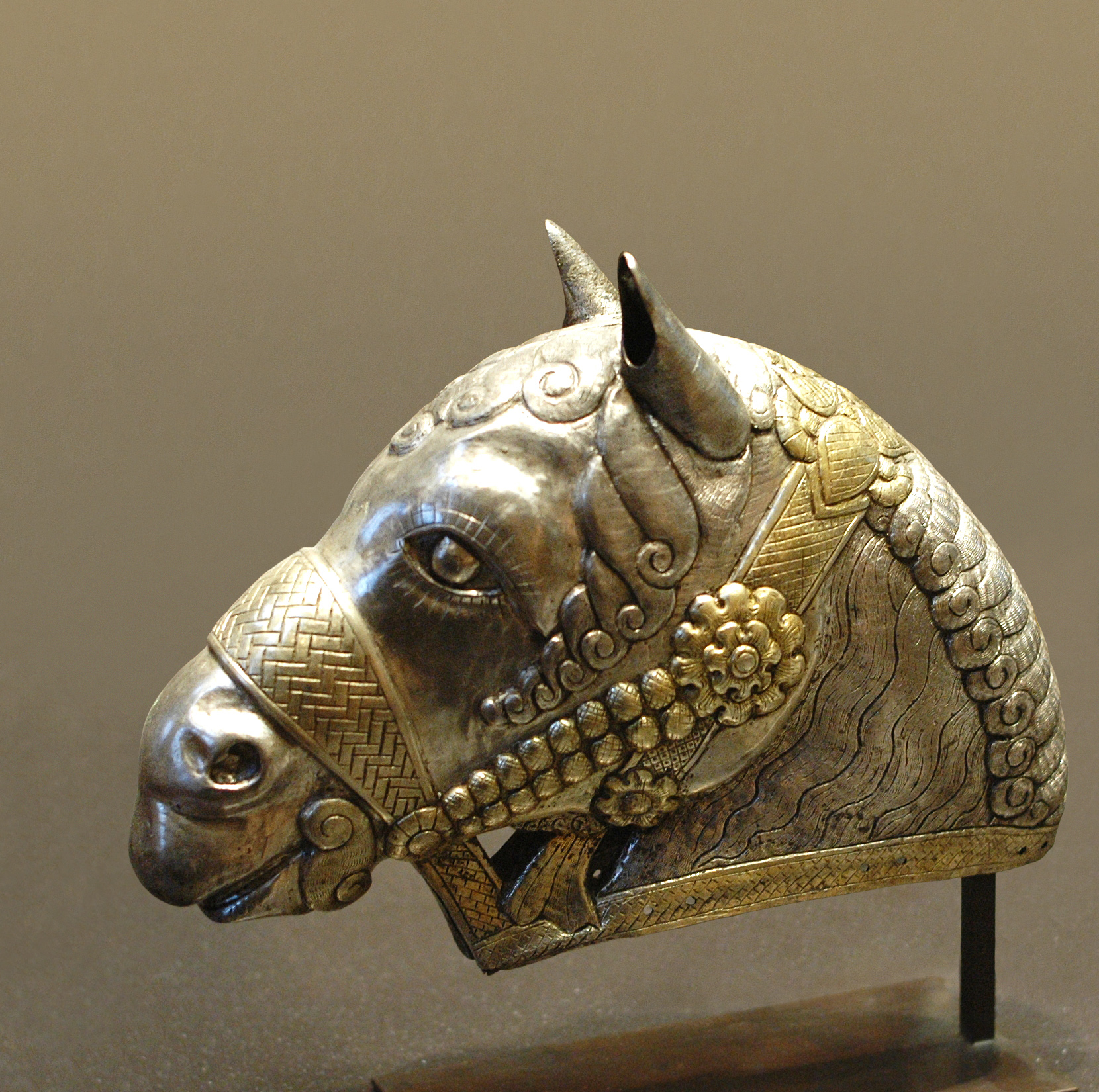
금과 은으로 화려하게 장식된 사산식 말머리 조각상. 4세기에 제작되었다.

사산 시대에는 문학 분야에서 눈에 띄이는 업적이 이루어지지 않았는데, 그 이유는 사산 제국이  문학보다 조로아스터교 우선정책을 더욱 중요시했기 때문이다. 게다가 사산 제국이 고도로 군사화된 사회를 가지고 있었기 때문에 학문이 발전할 환경이 조성되지 않았다.
그럼에도 불구하고, 문학과 철학의 위대한 후원자였던 사산 황제들 덕분에 문학이 점차 발전하기 시작했다. 특히 호스로 1세의 통치 기간 동안 수많은 역사적인 작품들이 등장했는데, 대표적으로는 플라톤·아리스토텔레스의 책이 팔라비어로 번역된 것, 훗날『샤나메』의 근간이 된 역사·로맨스 혼합 소설『카르나마크 이 아르탁시르 이 파파칸』(아르다시르의 죽음)의 집필 등이 있다. 이 시대의 가장 뛰어난 번역 작품으로 여겨지는 것은『칼릴라와 딤네』인데, 이것은 인도의 전설에 그 바탕을 두고 있다. 이 외에도 헬레니즘의 낭만주의 문학이 소개되기도 했다.
529년, 당시 동로마 황제 유스티니아누스 1세는 아테네의 아카데미아를 폐쇄하고 그리스 철학을 억압했다. 이에 많은 철학자들이 사산 왕조로 망명했는데, 호스로 1세는 이들을 융숭하게 대접하면서 철학을 깊이 연구하도록 했다. 일설에 따르면, 그는 철학자들과 토론할 때 다음과 같이 말했다고 한다.
우리는 우리 선조들의 전통을 받들지만, 진리의 발견에 관심을 갖고 로마인의 관습과 행위 역시 연구했다. 그들 중에서 단순히 호감이 가는 것이 아니라 합리적이고 칭찬할 만해 보이는 것들을 받아들였다. 우리는 다른 종교나 종족에 속해 있다는 이유로 그 누구도 거부하지 않는다. 그리고 우리 조상의 선한 풍속과 법도와 이방인의 법도를 살피고, 그중 선한 것을 택하고 악한 것을 피하기를 거절하지 않는다. 선조에 대한 애정은 우리로 하여금 좋지 않은 관습을 받들도록 이끌지 않는다.

이후 호스로 1세는 군데샤푸르 아카데미를 건립했는데, 이곳은 당시 알려진 세계의 모든 학생과 교사를 끌어 모으면서 인도·페르시아·시리아·그리스의 의학과 철학적 지식이 한데 어우러지게 되었고, 곧 "그 시대의 가장 위대한 지적 중심지"가 되었다.
예술적으로, 사산 시대는 페르시아 문화의 가장 높은 업적들을 목격했다. 건축과 문자를 포함하여 나중에 이슬람 문화로 알려지게 된 많은 것들은, 사실 원래 페르시아 문화에서 유래했다. 사산 제국이 절정에 달했을 때, 그들의 영역은 아나톨리아 서부에서 인도 북서부까지 뻗어 있었지만, 그 영향력은 이러한 정치적 경계를 훨씬 넘어져서 느껴졌다. 사산 예술의 모티프는 중앙아시아와 중국, 동로마 제국, 그리고 심지어 메로빙거 왕조 치하 프랑스에서도 그 길을 찾았다. 이후 등장한 이슬람 예술은 이것에 새로운 생명과 활력을 불어넣는 동시에, 새로운 요소들을 추가·융합했기 때문에, 진정한 사산 예술의 계승자라고 여겨진다. 미국 역사학자 윌 듀란트에 따르면:
사산 미술은 동쪽으로 인도·튀르키스탄·중국까지, 서쪽으로는 시리아·소아시아·콘스탄티노폴리스·발칸 반도·이집트·스페인으로 그 형태와 모티프를 수출했다. 아마도 그것의 영향은 그리스 미술이 고전적인 표현의 비잔틴 장식으로, 그리고 라틴 기독교 미술이 나무 천장에서 벽돌·석조 금고 및 돔과 버팀목 벽으로 강조를 바꾸는 데 도움을 주었을 것이다.

타크 에 보스탄 및 나크시 에 로스탐에 있는 정교한 부조와, 궁정에 있는 화려한 장식들은 사산 시대에 그림 예술이 번성하였음을 분명히 보여준다.

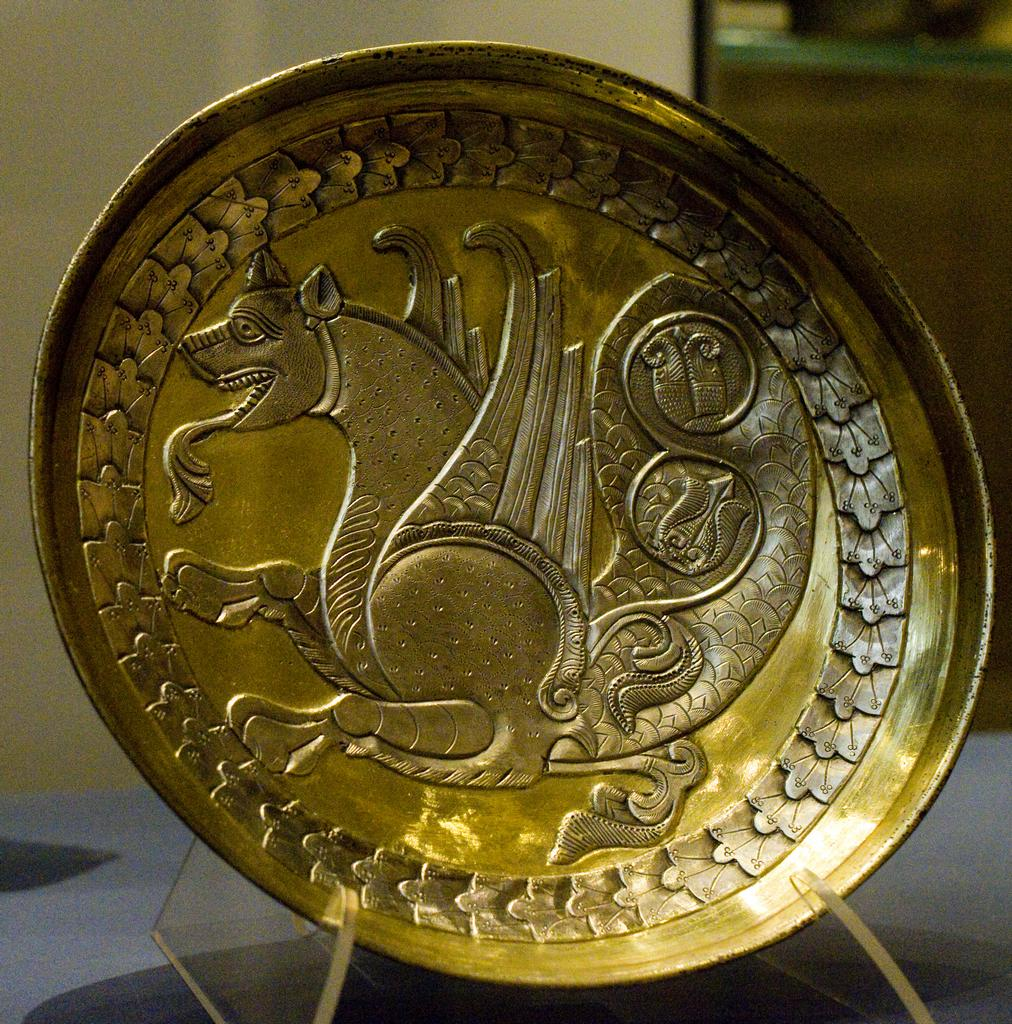
사산 황실의 상징 시무르그를 새긴 은판

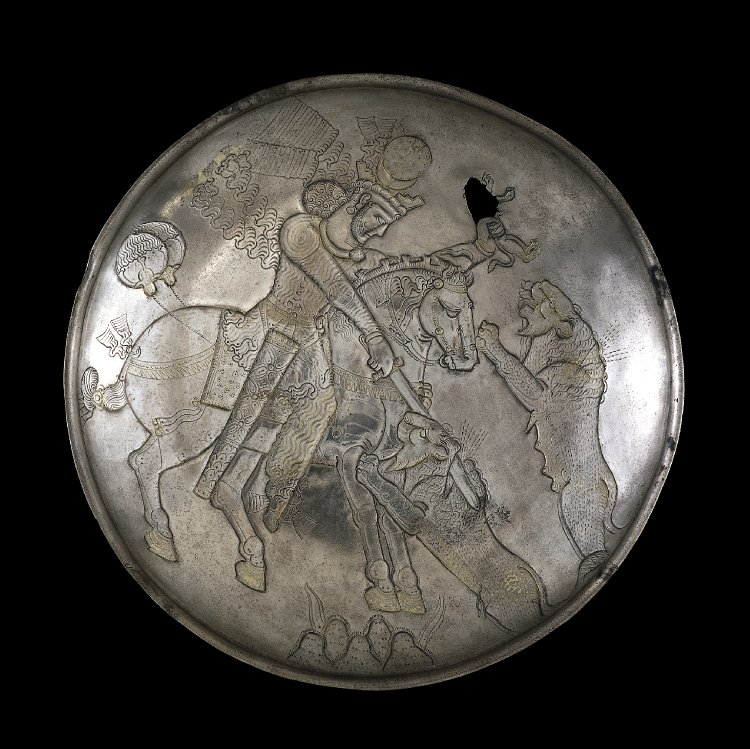
황제의 사자 사냥 모습을 묘사한 은판

알록달록한 페르시아산 카펫은 아시리아 시대부터 중동 지역의 주요 사치품 중 하나였는데, 사산 시대 때는 더욱 발전하여 비단, 자수, 브로케이드, 다마스크, 태피스트리 등 다양한 재료와 기법으로 제작되었을 뿐만 아니라, 의자 커버나 캐노피, 텐트, 융단 등 여러 용도로 세분화되기도 했다. 당대에도 사산 직물은 이집트에서 극동까지 유통되고 숭배되었으며, 고대 후기에 들어서는 기독교 성인의 유물에 입히는 것으로 선호되기도 했다. 오늘날에는 24개의 작품들만이 남아있는데, 이것들은 역사적·예술적으로 대단히 가치가 높은 직물 중 하나이다.
사산 시대의 유적에 대한 연구에 따르면, 황제들이 착용하는 왕관의 종류는 무려 100가지가 넘었다고 한다. 다양한 사산 왕관들은 각 시대의 문화·경제·역사·사회적 상황을 보여주며, 또한 그 시대의 샤한샤들의 성격을 암시하기도 한다. 달, 별, 독수리, 손바닥과 같은 다양한 상징 및 기호들은 착용자의 종교적인 믿음과 신앙을 나타내준다.
사산 제국은 아케메네스 제국과 마찬가지로 파르스 지역에서 건국되었다. 헬레니즘과 파르티아의 막간 이후, 사산인들은 스스로를 아케메네스의 진정한 후계자라고 여겼고, 따라서 페르시아의 옛 영광을 회복하는 것이 자신들의 운명이라고 믿었다.
아케메네스 제국의 영광을 되살리는 데 있어, 사산인들은 단순한 모방자가 아니었다. 그들은 알렉산드로스 3세의 정복 이후 서아시아에 확산된 헬레니즘 미술을 받아들임으로써 기존의 페르시아 전통 예술을 한 층 더 발전시켰다. 동양 역시 파르티아 시대부터 이를 수용하고 자유롭게 해석하기는 했지만, 그것은 단지 외형만 따라했을 뿐이었으며, 그 정신을 진정으로 그들 고유의 미술 양식에 동화시킨 적은 없었다. 따라서 사산 예술은 헬레니즘과 페르시아 예술 문화를 결합시켰다는 데서 그 의의가 있다. 퍼거스슨에 의하면:
사산인의 부상과 함께, 페르시아는 오랫동안 이방인에 의해 억눌려왔던 그 힘과 안정을 되찾았다[...] 전통 미술의 발전은 이 지역이 다시 번영을 되찾았을 뿐만 아니라, 아케메네스의 몰락 이후 어느 정도의 안정감을 되찾았음을 나타낸다.

오늘날까지 남아있는 궁전의 잔해들은 사산 황제들이 얼마나 화려하게 살았는지를 잘 보여준다. 파르스의 피루자바드와 비샤푸르, 이라크의 크테시폰 등이 그 예이다. 샤푸르 1세 시기에 건축된 대저택의 아치는 가로 24m, 세로 36m의 웅장한 크기를 자랑한다. 이것은 그 후 몇 세기 동안 수많은 건축가들을 매료시켰고, 페르시아 건축의 대표적이고 중요한 예 중 하나로 여겨졌다.

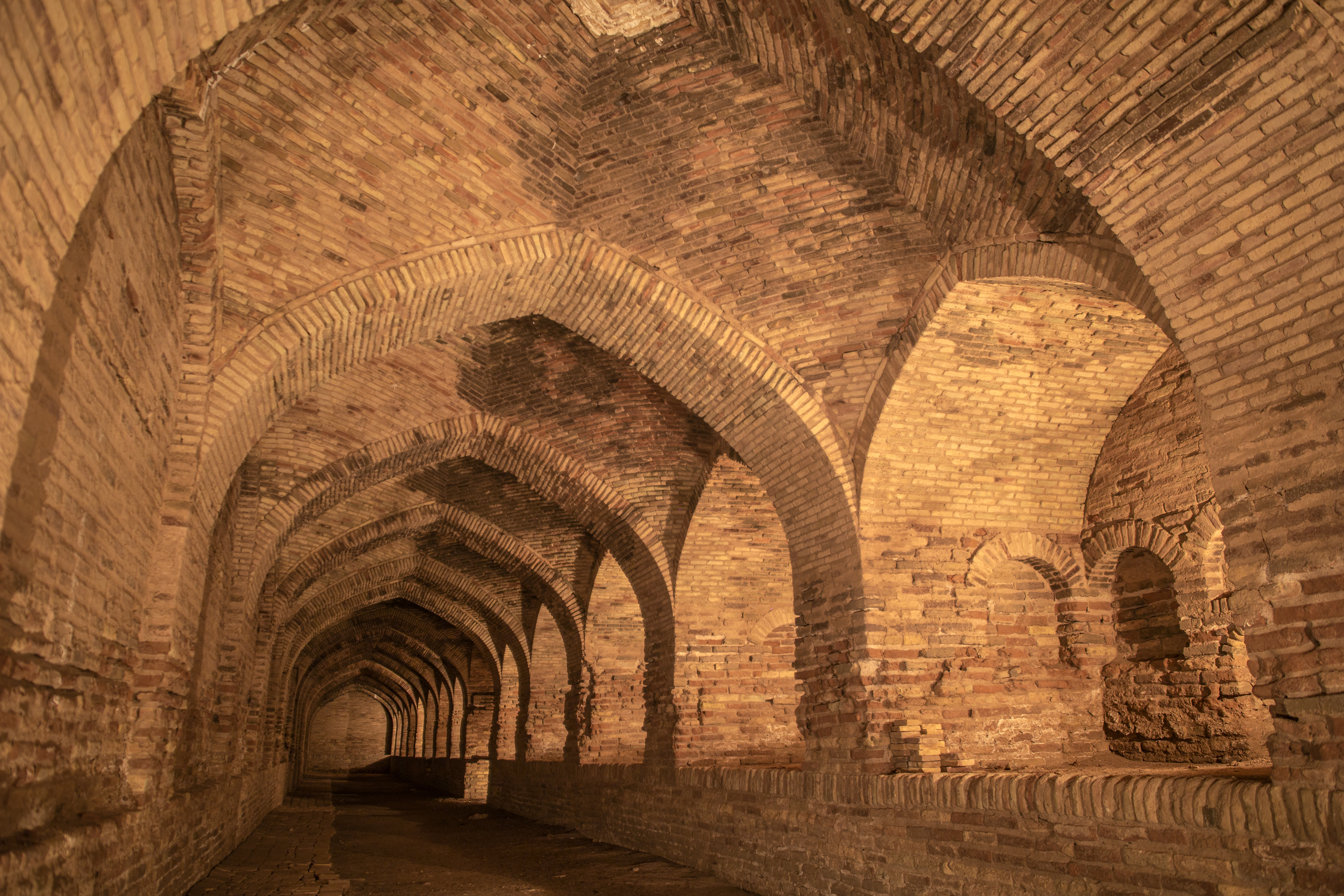
스퀴치 양식으로 지어진 대표적인 예시

페르시아인들은 사각형의 건물에 원형 돔을 지을 때 발생하는 문제를 해결하기 위해, 사각형의 각 모서리에 아치를 사용하여 지탱하는 방법(스퀴치)을 고안해 냈다. 피루자바드 궁전은 이러한 방법을 사용한 가장 초기의 현존하는 예이며, 이 건축 기법은 아마도 페르시아에서 발명되었을 것임을 시사한다.
한편 사산 건축의 또다른 특징은 공간의 독특한 활용이었다. 이들은 지면과 건물의 질량 등의 요소들을 고려하여 건축물을 설계했는데, 대표적으로 성형되거나 조각상들로 장식된 구운 벽돌 벽면이 나타난다. 이러한 특징은 비샤푸르에서 특히 많이 나타나지만, 더 좋은 예로는 레이 근처의 찰 타르칸이 있다.

## 경제

### 농경

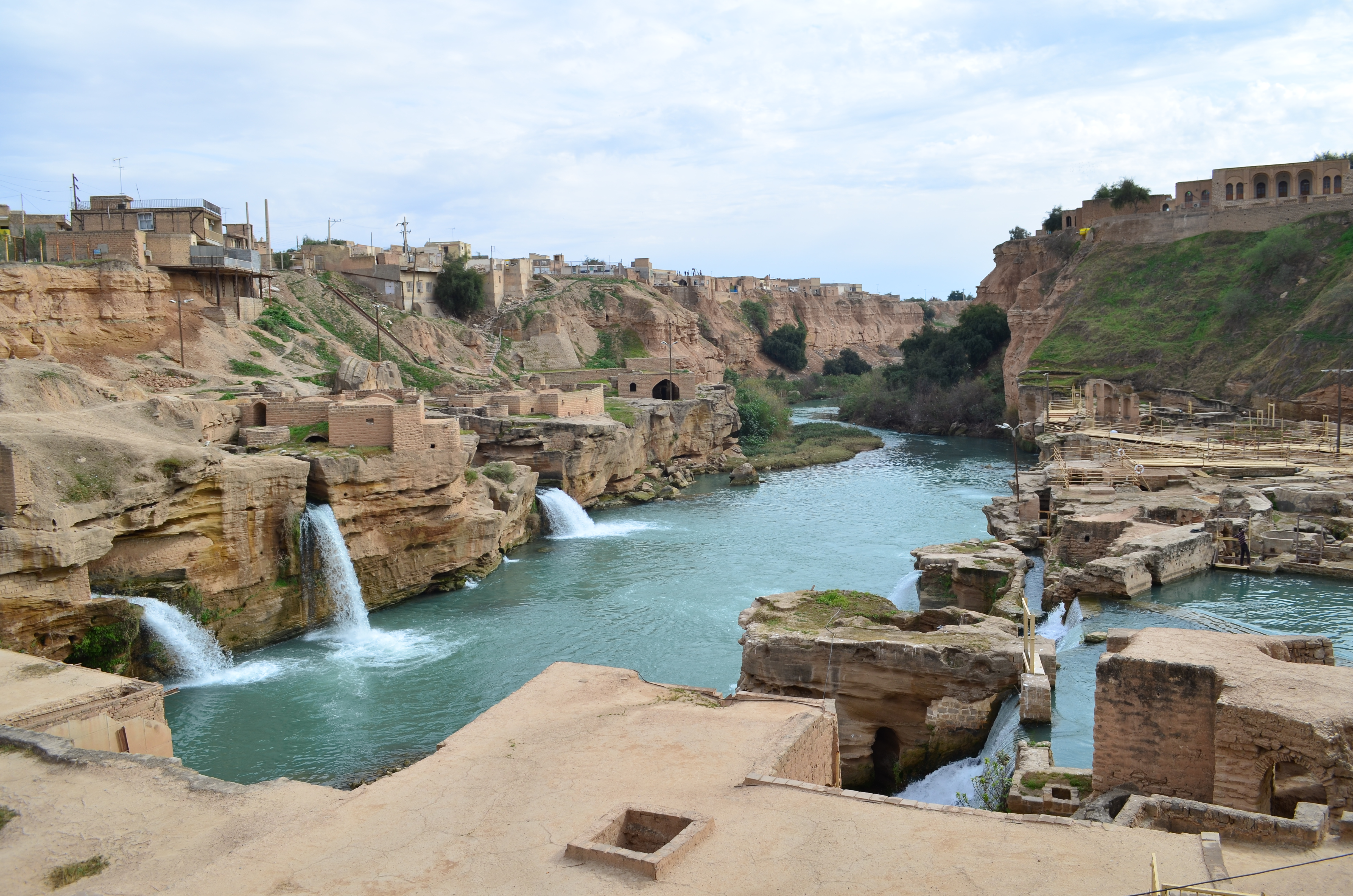
슈슈타르에 있는 페르시아 관개 시설. 유네스코 세계문화유산으로 등재되어 있다.

사산 제국은 기본적으로 인구 대다수가 소작농인 농경 사회였다. 따라서 사산 제국의 경제는 티그리스 강·유프라테스 강으로부터의 관개 농업에 의지했으며, 고대로부터 여러 수로와 운하가 건설된 후제스탄과 메소포타미아는 그들에게 가장 중요한 지역이었다. 나흐라반 운하는 사산 관개 시스템의 대표적인 예 중 하나이며, 그 외에도 많은 시설들이 여전히 페르시아에서 발견되고 있다.

### 국제 무역

#### 로마 제국과의 경쟁

홍해 무역로 루트

6세기부터 사산 제국은 페르시아 만 연안에 항구 도시들을 여럿 건설함으로써 아라비아 해의 재해권을 점령하고, 그 너머의 인도까지 이어지는 무역로를 장악하고자 했다. 이것은 그들이 로마 제국과 갈등하도록 만들었다. 비단은 당시 로마에서 주요 사치품 중 하나였으며, 수요가 공급을 따라가지 못하는 상황이었다. 그러나 당시 비단이 수입되는 루트가 모조리 사산 제국에게 차단되었기 때문에, 로마는 결국 악숨 제국에게 도움을 요청하여 일시적으로 홍해의 무역로를 확보했다. 하지만 최종적으로 이것은 실패로 돌아갔고, 오히려 홍해의 입구인 예멘 지역을 사산 제국에게 넘겨주었을 뿐이었다.
프로코피우스에 따르면, 유스티니아누스 1세는 악숨에 사절단을 보내어 그들에게 "인도인들로부터 비단을 사서 로마인들에게 팔아 주시오"라는 요청을 했다고 한다. 그렇다면 악숨은 많은 돈을 벌게 될 것이고, 로마는 비단을 안정적으로 확보할 수 있었으며 더 이상 페르시아에게 돈을 보내지 않아도 되는 등 서로에게 좋은 거래였기 때문이다. 하지만 이 문제는 얼마 지나지 않아 로마 제국에 누에가 도입되면서 해결되었다.

#### 중국과의 무역

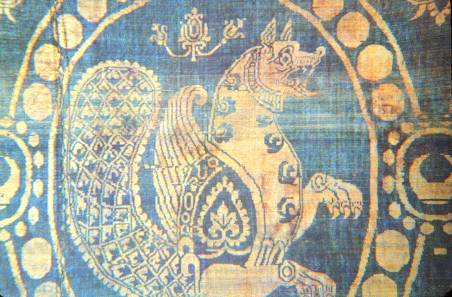
6~7세기 사이에 제작된 사산식 직물 작품. 가운데에 제국의 상징 시무르그가 있다. 파리의 생 렌 신전에서 사용됨.

사산 시대에는 두 개의 주요 무역로가 중국과의 거래에 사용되었는데, 하나는 실크 로드로 대표되는 육상 무역로이고, 나머지 하나는 페르시아만 연안의 해양 무역로였다. 이것은 사산 동전이 중국의 해안 도시에서 발견되면서 입증되었다. 한편 수사, 군데샤푸르, 슈슈타르의 비단 제조소들은 품질 높은 비단을 제작하는 것으로 유명했고, 중국의 그것과 서로 경쟁하기도 했다.

### 산업
사산 제국의 국내 산업은 도시 형태로 발전했다. 각 도시에는 길드가 있었으며, 잘 포장된 도로와 튼튼한 교랑 등이 건설되어 물자를 원활히 수송하고 상인들이 여러 지역으로 갈 수 있게 도와주었다.
호스로 1세는 이미 방대했던 무역망을 더욱 확장시켰다. 사산 제국은 그의 시기부터 무역의 독점적인 통제를 지향하는 정책으로 선회했는데, 이로 인해 페르시아인들은 중계 무역에서 사치품으로 더욱 많은 이익을 볼 수 있었으며, 국가 주도의 항구·역참 건설은 무역량 증가와 도시화로 이어졌다. 페르시아인들은 사산 해군의 비호 아래 인도양, 중앙아시아, 남부 러시아에서 국제 무역을 지배했지만, 때때로 동로마인들과의 경쟁은 매우 치열했다. 최근의 고고학적 발견은 사산인들이 그들의 제품을 홍보하고 품질을 구별하는 방법으로 상품에 라벨을 사용했다는 흥미로운 사실을 보여주었다.
사산 제국의 주요 수출품은 비단, 양모, 황금 직물, 카펫, 양탄자, 가죽, 진주 등이었다. 한편 중국으로부터는 종이와 비단 등을, 인도에서는 향신료를 수입했다. 이것은 페르시아 내에서 소비된 뒤 다시 유럽으로 수출되었다.
이 시기에 야금 생산량이 늘어나면서, 사산 제국은 '아시아의 무기고'라는 명성을 얻었다. 광산 대부분은 아르메니아, 캅카스, 트란스옥시아나와 같은 변경 지대에 있었다. 파미르고원의 놀라운 광물자원은 타지크족 사이에서 "신이 세상을 창조할 때 파미르 산맥에 걸려 넘어지면서 광물이 담긴 항아리가 이 지역에 퍼졌다."라는 전설을 만들어냈다.

## 종교

### 조로아스터교

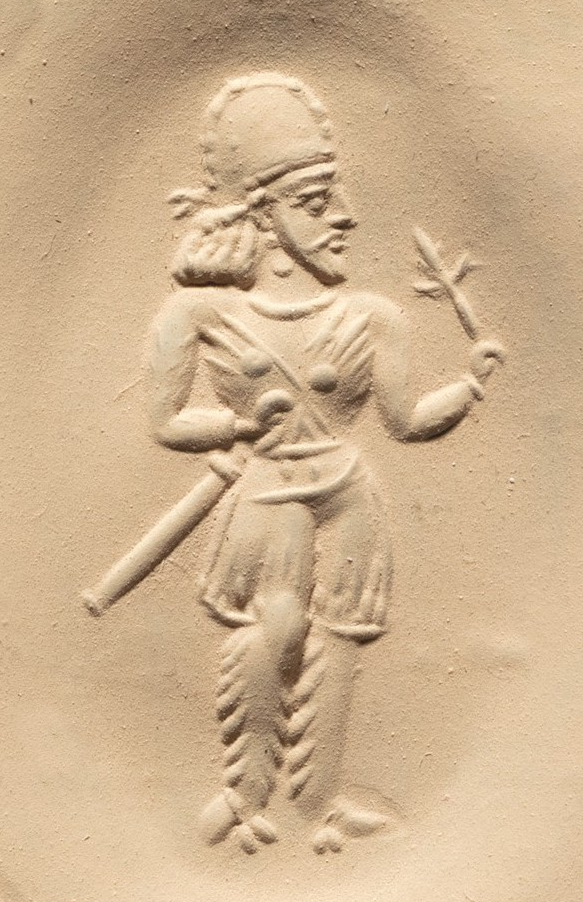
꽃을 들고 있는 사산 귀족이 새겨진 인장. 서기 3~4세기 초에 제작됨.

알렉산드로스 3세가 아케메네스 제국을 정복할 당시, '이교도'인 그리스인들의 종교 사상이 조로아스터교와 함께 혼합·확산되었다. 이후 셀레우코스 제국을 거쳐 파르티아 지배 하에서, 조로아스터교는 지역적인 여러 분파로 나뉘어졌으며 그 중 일부는 그리스 전통에서 유래하는 등 그리스-페르시아의 종교·문화적 융합이 계속되고 있었다.
그러나 파르티아를 타도하고 건국된 사산 제국은 이것을 완전히 부정했을뿐만 아니라, 스스로가 아케메네스 제국의 계승자임을 내세우며 전통적 교리의 조로아스터교를 부활시켰다. 이후 사산 제국 치하에서 조로아스터교는 수많은 중요한 발전을 겪었으며, 타 종교의 관행이나 신앙 등을 흡수하면서 체계를 자세하게 정립해 나갔다. 대표적으로 태양신 미트라가 아후라 마즈다 휘하의 일개 신으로 편입된 것이 있다.
사산 시대에는 불과 빛의 숭배의식 및 신에 대한 경배의식이 강조되었다. 신학 역시 발전을 거듭했는데, 특히 절대신 아후라 마즈다와 악신 아흐리만을 무한한 시간에서 나온 것으로 생각하며 종래의 이원론적 개념을 수정하려는 주르반 분파, 소박하고 평화로운 삶을 장려하고 재산과 아내 등을 평등하게 공유할 것을 주장하는 원시 공산주의 형태의 마즈다크교 등이 나타나 잠시동안 번영을 누렸다. 이후 호스로 1세가 정통 조로아스터교 이외의 것들을 모두 이단으로 선언하면서 이들은 모두 쇠퇴했지만, 조로아스터교는 오히려 이 과정에서 의례와 순수한 교리를 정교하게 다듬어감으로써 또 한번 발전할 수 있었다.
사산 제국이 팽창하면서, 사산 황제와 그들의 제국 내에 존재했던 종교들의 관계는 매우 복잡하고 다양해졌다. 예를 들어 샤푸르 1세는 그 스스로가 주르반 분파를 믿었다고 추정되며, 여러 종교들을 용인하고 장려한 반면, 바흐람 2세와 같은 후대 황제들 치하에서 종교적 소수자들은 때때로 매우 억압받았다. 한편 샤푸르 2세는 콘스탄티누스 1세의 개종으로 기독교를 제외한 모든 종교들을 용인하기도 했다.

#### 탄사르: 아르다시르 1세의 반란을 정당화하다
224년 사산 제국이 건국되어 7세기 중반 지배력이 붕괴될 때까지, 정통파 중심의 조로아스터교는 그들의 통치를 합법화하는 수단으로써 사용되었다. 아르다시르 1세가 파르티아 황제인 아르타바누스 4세를 패사시킨 이후, 그는 조로아스터교의 헤르바드(hērbad, 대제사장) 탄사르에게 도움을 요청하여 새로운 왕조의 정당성을 획득했다.
탄사르는 각지의 여러 봉신왕들과 귀족들에게 아르다시르 1세를 새 왕으로 받들라는 편지를 작성해서 보냈는데, 가장 유명한 것은 타바리스탄의 왕 구쉬나스프에게 보내진 '탄사르의 편지'이다. 당시 구쉬나스프는 "그의 행동은 세상에 좋을 수도 있었지만" "신앙에 나쁠 수도 있었다"며 아르다시르 1세가 왕위를 찬탈하여 전통을 저버린 것을 비난했다.
탄사르는 구쉬나스프에게 보낸 편지에서 옛  방식이 모두 좋은 것은 아니며, 아르다시르가 그의 전임자들보다 더 도덕적이라고 선언함으로써 이러한 주장을 반박했다. 실제로 이 편지의 내용은 알렉산드로스의 침입 이후 조로아스터교는 쇠망했고, 파르티아는 도덕적으로 부패했으며 이단적이었으나, 아르다시르 1세가 이들을 물리치고 "확고한 기초"에 믿음을 "복원"했다고 하는 등 그를 옹호하는 것이 대부분이다.
탄사르는 나중에 조로아스터교 교회 체계의 형성 및『아베스타 젠드』의 편찬에 어느정도 기여를 한 것으로 보인다.

#### 카르티르의 영향력
매우 강력하고 영향력 있는 조로아스터교 성직자인 카르티르는 약 6명의 사산 황제를 섬겼으며, 제국 전역에 파르스 중심의 조로아스터교 체계 설립을 위한 적극적인 정책을 추진했다. 그의 권력은 매우 커져서, 나중에는 황실의 방식으로(사르 마슈하드, 나크시 에 로스탐, 카바예 자르토시트) 바위에 비문을 새길 수 있는 유일한 '서민'이 되었다.
샤푸르 1세 치하에서 카르티르는 사산 궁정과 제국의 모든 지역에서 '제사의 명령'에 대한 '절대적인 권위자'로 임명되었는데, 이것은 제국의 모든 조로아스터교 성직자들이 그에게 종속될 것이라는 의미를 내포하고 있었다. 카르티르는 파르티아 시대에 널리 퍼졌던 우상 숭배를 금지하였으며, 대신 제국 전역에 조로아스터교 사원을 건립하는 것을 권장했다. 한편 그의 주도로 타 종교에 대한 박해가 제국에서 처음 일어났으며, 실제로 마니교의 창시자 마니는 바흐람 1세 시기에 처형당하기까지 했다. 호르미즈드 1세의 치세 동안 카르티르는 조로아스터교의 모우바드(파르티아의 헤르바드보다 더 높은 칭호)라는 새로운 칭호를 받았다.

#### 조로아스터교 달력 개혁
페르시아인들은 (현재도 쓰이고 있는) 1년을 12개월 365일로 구분하는 이집트 달력을 오래전부터 알고 있었다. 그러나, 전통적인 조로아스터교 달력은 1년을 12개월 360일로 구분하고 있었다. 따라서 아르다시르 1세의 치세부터 조금 더 정확한 달력을 도입하려는 시도가 있었고, 나중에는 새롭게 5일이 추가되기도 했다. 이 여분의 5일은 가타의 날(Gatha day)로 명명되어, 종교적인 의미뿐만 아니라 몇몇 실용적인 용도를 가지고 있기도 했다.
최초의 역법 개혁이 도입되면서 몇 가지 어려움이 발생했는데, 특히 하마스팟 마에다야나 노루즈 같은 전통 축제들의 날짜에 혼란이 일어났다. 이러한 사태는 분명히 민중들에게 어려움이 되었다. 이후 사산 황실이 새로이 공식 날짜를 정하여 이 날에 기념일과 전통 축제를 준수하라고 공표했음에도 불구하고, 많은 사람들은 더 오래되고 전통적인 날짜에 계속해서 그것을 기념했다. 그래서 지배층과 민중들 간에 엇갈리는 행사 기념은 많은 마찰을 빚게 했다. 나중에는 6일 동안 날짜를 연장시켜 서로간의 축제를 이어지게 하는 절충안이 등장했다.
이후 더 많은 달력 개혁이 일어나면서, 1년의 4/1이 사라졌고, 전통 축제의 날짜들은 점점 뒤로 밀리기 시작했다. 결국 노루즈는 새해 기념일임에도 불구하고 최종적으로는 7월로 그 날짜가 크게 변경되었다. 따라서 6세기 초, 카바드 1세의 시대에 지배층들은 평의회를 통해 기존 아케메네스 시대처럼 노루즈를 봄으로 옮기기로 결정했다. 아마도 이 시기에 봄의 중요성과 프라셰게르드(혁신)의 연관성에 대해서 많은 고찰과 강조가 있었던 것 같다.

#### 3대 성화

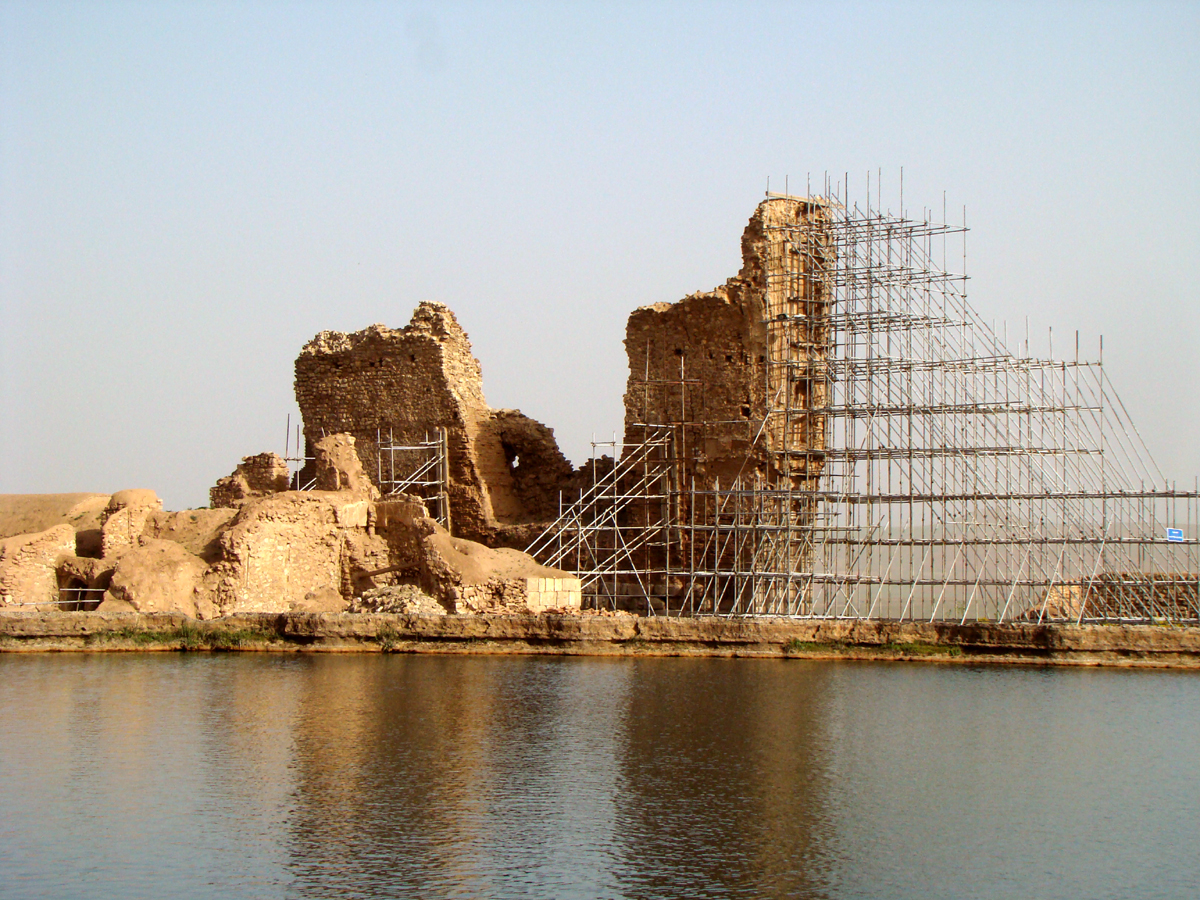
아두르 구시나스프의 오늘날 모습. 수백년을 거치면서 많이 붕괴된 것을 알 수 있다.

사산 제국 시대에는 이전의 파르티아 제국 통치자들이 가졌던 지역적인 경쟁과 편견이 그대로 반영되어, 지방의 주요 조로아스터교 사원들 중 하나였던 아두르 판바그와 아두르 구시나스프의 지위가 급격히 승격되었다. 한편 기존에 신성시되었던 아두르 부르젠 미흐르에 대한 격하 운동 역시 시작되었지만, 페르시아 사제들이 그것의 숭배를 끝내기에는 너무 신성해서, 이후에도 아두르 부르젠 미흐르는 계속해서 존속될 수 있었다.
조로아스터교의 3대 성화(聖火)에 구체적인 연관성이 부여된 것은 사산 시대부터이다. 아두르 판바그(파르스)는 성직자, 아두르 구시나스프(메디아)은 전사와 귀족, 아두르 부르젠 미흐르(파르티아)는 농부와 각각 연결되어 숭배되었다.
특히 아두르 구시나스프은 대관식 이후 즉위한 사산 황제들이 관습적으로 순례하는 성지가 되었으며, 나중에는 조로아스터교도들 사이에서도 3대 성화 중 으뜸으로 여겨지기도 했다.

#### 우상숭배와 팔라비어의 궁정화
초기의 사산 황제들은 예배에서 종교적인 이미지를 사용하는 것을 금지했는데, 그래서 당시 많은 사원들에서 조각상과 우상, 그림들이 파괴되었으며, 그 대신 신성한 불이 설치되었다. 이는 일부 기간 동안 페르시아 본토 뿐만 아니라 주변 지역에까지 확대되었다. 하지만 대부분은 우상과 조각상만 파괴되었고, 사산 제국은 셀레우코스 시대에 확립된 전통에 따라 아후라 마즈다를 비롯한 조로아스터교의 신들을 표현하기 위해 그림을 계속 사용했다.
사산 시대 초기에 황제들의 비문은 주로 파르티아어, 팔라비어, 그리스어 등으로 구성되었다. 그러나 파르티아어와 그리스어는 나르세스 1세 이후 점차 소멸하는 추세를 보이는데, 이 무렵에 사산 황제들이 팔라비어를 단독 공용어로 규정하고 다른 언어들의 사용을 금지했을 가능성이 높다. 이러한 경향은 사산 제국이 조로아스터교를 지향하는 데 지대한 영향을 미쳤다는 점에서 중요한 결과를 가져왔다고 볼 수 있다.

#### 조로아스터교 문학의 발전
마리 보이스(Mary Boyce)와 같은 일부 조로아스터교 학자들에 따르면, 사산 시대에 '인상을 높이기 위해' 야스나 예배의 기간이 늘어났을 가능성이 있다고 한다. 이것은 하오마 의식과 함께 조로아스터교 찬송가인 가타에 편입되면서 발생한 것으로 보인다. 이는 나중에 의무적인 7개의 거룩한 날(가함바르와 노루즈 등)을 축하하기 위해 더욱 길어지면서, 비스페라드라는 또 다른 예배 방식으로 변화했다.
가장 초기의 조로아스터교도들은 글쓰기를 악마적인 행위라고 여겨 이를 피했지만, 사산 시대에는 경전『아베스타』가 집필되는 등 이러한 인식이 크게 변화하였다. 오늘날 남아있는 조로아스터교 문헌 중 상당수는 사산 시대에 제작된 독창적인 작품들이며, 그 중 가장 중요하고 대표적인 것은 조로아스터교의 신화 속 창작 과정을 다룬 『분다히신』이다. 한편 다른 고전 작품 중 일부는 아마도 이 시기에 팔라비어로 번역되기도 했는데, 예를 들어 『드라흐트 이 아수리그』(아시리아의 나무)나 『아야드가리 이 자리란』(자레르의 위업)이라는 두 작품은 본래 파르티아 시대에 쓰여졌지만, 사산 시대를 거치면서 팔라비어로 번역되었다.

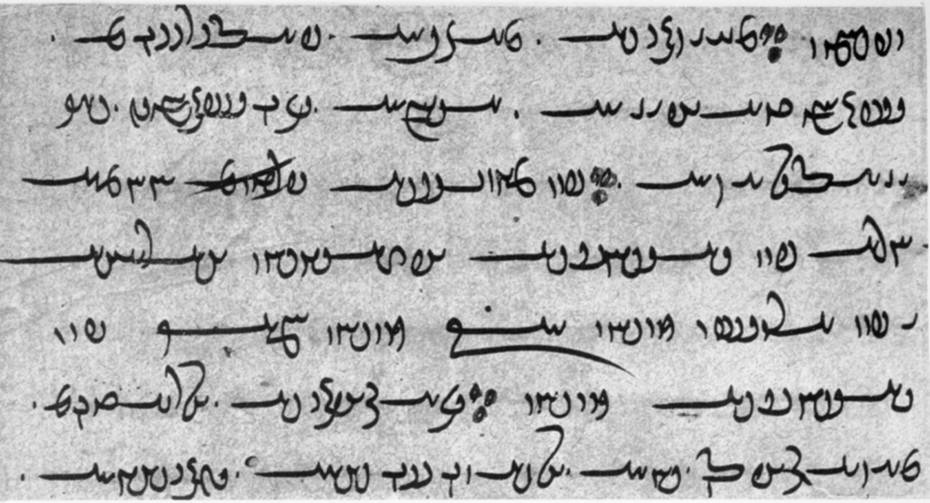
사산인들은『아베스타』를 기록하기 위해, 정확하고 음성적인 언어인 아베스타어를 새로 창제해냈다.

이 시대에 이루어진 가장 중요한 업적 중 하나는 바로 아베스타어가 창제되었다는 것이다. 이는 페르시아 역사상 처음으로 텍스트 형태(원어/음운 포함)로『아베스타』를 정확히 번역할 수 있게 해주었다. 아베스타어는 팔라비어를 기반으로 했지만, 실제 언어가 울리고 발화되는 방식으로 문자 약 46개를 만들어냄으로써 이전보다 더욱 자세한 문자 형태의 기록을 가능하게 했다.
역사적·종교적으로 중요한 문학 작품인 『크와다이 나마그』가 사산 시대에 작곡되었는데, 이는 훗날 페르시아 시인 피르다우시의 『샤나메』가 집필되는 데 영향을 주었다.

### 기독교

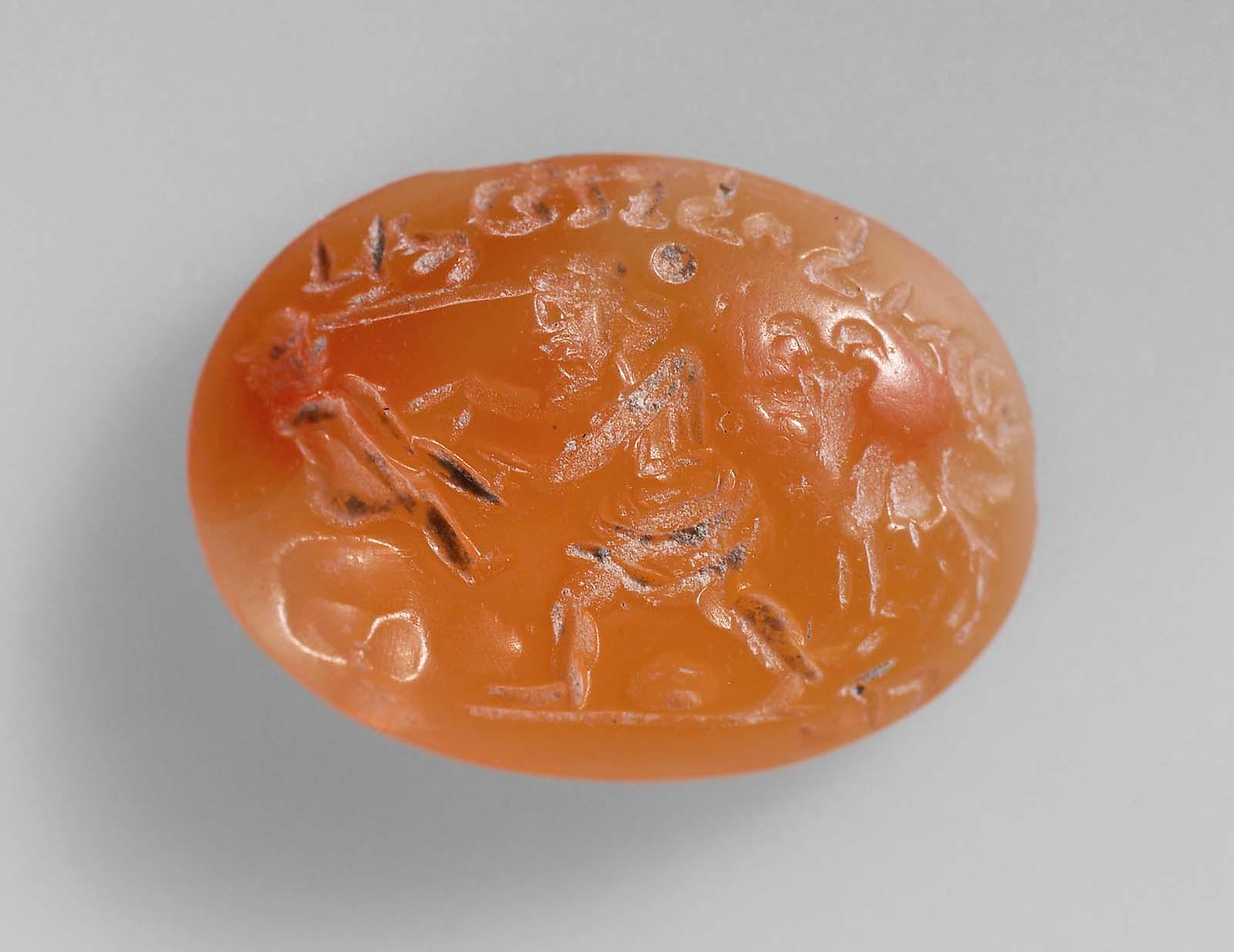
두 손으로 칼을 쥔 채, 이삭을 향해 전진하는 아브라함의 모습이 새겨진 사산 시대 산수유 주옥. 아브라함의 오른쪽에는 숫양이 보인다. 서기 4~5세기 사이에 제작된 것으로 추정.

사산 제국의 기독교인들은 주로 네스토리우스교와 시리아 정교회를 믿었다. 이들은 원래 로마 제국의 기독교 교회들과 관계를 유지했지만, 전례 때 사용되는 언어는 그리스어가 아닌 시리아어를 채택하면서 그들과는 상당히 이질적이게 되었다. 한편 사산 제국이 로마 제국과 전쟁을 벌이면서 이들에게 로마와의 관계를 단절하라는 강력한 압박을 가했기 때문에, 점차 본국과의 차이가 발생하기 시작했다.
409년, 야즈데게르드 1세는 사산 제국 내에서 기독교를 공식적인 신앙으로 허용해주었다.
사산 제국 내의 기독교 분파와 주류 기독교와의 단절은 431년 에페소스 1차 공의회의 선언으로 인해 이루어졌다. 공의회에 참석한 사람들 대부분은 콘스탄티노폴리스 총대주교 네스토리우스가 '테오토코스'(신성을 지닌 탄생)를 거부하고, 예수의 탄생이 '크리스토토코스'(그리스도의 탄생)라고 주장한 것에 대해 엄청난 비난을 퍼부었다. 에페소스 공의회의 결론은 로마 제국 내에서는 대체로 받아들여졌지만, 동방 교회에서는 거센 반발에 부딪혔다. 이후 네스토리우스가 총대주교 자리에서 물러나자 그의 지지자들 다수는 사산 제국으로 망명했다. 사산 황제들은 이 기회를 이용하여 친로마 성직자들을 제거하고, 그들의 자리에 네스토리우스파 기독교인들을 앉힘으로써 이들이 로마가 아니라 페르시아에 충성하도록 만들었다.
사산 제국 내의 대부분의 기독교 공동체들은 주로 메소포타미아에 거주했지만, 그보다 더 북쪽인 캅카스 알바니아, 라지카, 캅카스 이베리아 및 아르메니아 지역에도 잔존해 있던  공동체가 있었으며, 또다른 공동체들은 틸로스 섬(오늘날 바레인), 페르시아만 남쪽 해안, 그리고 아라비아의 라흠 지역에서 발견되었다. 이 지역들 중 일부는 일찍 기독교화 되었는데, 특히 아르메니아는 301년에 세계 최초의 독립적인 기독교 국가가 되었다.

### 타종교
최근 발굴된 것들 중 일부에는 불교, 힌두교, 유대교의 유적지가 포함되어 있는데, 이것은 이들이 사산 시대에 존재했었다는 것을 알려준다.
- 불교는 가장 동쪽의 영토인 박트리아와 마르기아나에서 조로아스터교와 경쟁했다.
- 매우 큰 유대인 공동체는 이스파한, 바빌론, 호라산에 존재했으며, 메소포타미아에 기반을 둔 반자치적인 엑실라르카이트(Exilarchate) 지도부와 함께 사산 통치하에서 번영했다. 그들은 가끔 박해를 받았을 뿐 타 종교에 비해서는 상대적으로 종교의 자유를 누렸고, 다른 종교적 소수자들에게는 거부되었던 특권을 부여받았다. 샤푸르 1세와 사무엘과의 우정은 유대인 공동체에게 많은 이점을 가져다 주었다.
- 힌두교는 대체로 알려진 것이 없다.

## 언어

### 공용어
상술했듯이, 사산 시대 초기 황제들의 비문은 주로 파르티아어, 팔라비어, 코이네 그리스어 등으로 구성되었다.
그러나 그리스어는 나르세스 1세(재위: 293-302) 이후 점차 사라지는 추세를 보이는데, 이것은 아마도 그리스어를 페르시아에서 없애려는 반 헬레니즘 조로아스터교 성직자들의 노력 때문이었을지도 모른다.
파르티아어 역시 나르세스 1세 이후 비문에서 점차 사라졌으며, 이후에는 행정 관련 분야에서만 사용되었지만, 파르티아인들의 고향인 사산 제국의 동부 지역에서는 계속 사용되고 쓰여졌다. 게다가, 파르티아 제국이 멸망한 이후 사산 제국에 편입된 많은 파르티아 귀족들(대표적으로 이란 7대 가문)은 여전히 그들의 언어로 파르티아어를 썼다. 때로는 가문 중 한 곳이 사산 통치에 반대하기도 했다.
아람어는 아케메네스 시대와 마찬가지로 사산 제국 남부(안티오크~메소포타미아)에서 널리 사용되었지만, 점차 행정 언어로써 팔라비어로 대체되기 시작했다.

### 지역 언어
팔라비어(중세 페르시아어)는 사산인들이 주로 사용하는 언어였지만, 그것은 광대한 사산 제국에서는 메디아와 그 주변 지역에 국한되었을 뿐이다. 그러나 그 기간 동안 몇 가지 다른 페르시아어 방언들이 생겨났으며, 다른 지역에서는 여러 민족들에 의해 다양한 언어가 사용되었다.
- 페르시아어 이외에도, 고대 아제르바이잔어의 방언 중 하나인 타티와 함께 시험되지 않은 몇몇 언어들이 아두르바다간에서 사용되었다.
- 데일람어, 길라키어, 마잔다라니 등의 카스피안 원어는 북부의 카스피해 연안에서 사용되었다. 이외에도 여러 언어와 방언들이 사용되었다.
- 캅카스의 사산 지역에서는 고대 조지아어를 포함하여 다양한 카르트벨리어, 팔라비어, 고대 아르메니아어, 캅카스 알바니아어, 스키타이어, 코이네 그리스어 등 다양한 언어가 사용되었다.
- 후제스탄에서의 팔라비어 사용은 북부와 동부에서만 이루어졌고, 나머지 지역에서는 아람어가 사용되었다. 신엘람어도 이 지역에서 사용되었을 수 있지만, 이 언어를 명시적으로 명명한 참고 문헌이 존재하지 않아 확실하지는 않다. 스트라본은 메샨을 둘러보고, 이곳의 셈족 인구를 '칼데아인'(아람어 화자)과 메세니아 아랍인으로 구분했다. 한편 이 지역의 아라비아 반도와의 인접성 때문에, 아랍인과 나바테아인, 팔미라인 등도 존재했다.
- 아소리스탄에서는 인구 대다수가 아람어를 사용하는 네스토리우스 기독교인들이었으며, 고전 시리아어 화자들을 포함한 페르시아인, 유대인, 아랍인들이 이 지방에서 소수를 형성했다.
- 스키타이족과 알란족이 캅카스를 통해 아트로파테네, 아르메니아 등지로 침입해왔기 때문에, 이 지역에는 비록 소수였지만 페르시아인들이 거주하게 되었다.
- 파르티아어는 다른 페르시아어 방언과 함께 호라산에서 사용되었고, 더 동쪽에서는 소그드어, 박트리아어, 호라즘어가 사용되었다. 하지만 이들은 사산 제국이 일시적으로 점령했던 지역에서만 사용되었다.
- 이전에 사카스탄과 같은 남부 지역에서는 사카족이 유입되면서 중세 남서 이란어가 형성되었는데, 이들은 사산 시대에도 그대로 사용되고 있었으며, 훨씬 나중에는 시스탄 페르시아어로 변형되었다.
- 케르만은 페르시아인들과 매우 비슷한 이란계 집단이 거주하고 있었으며, 더 동쪽의 파라단, 투란, 마크란 일대에서는 비이란어와 함께 알려지지 않은 중세 북서 이란어가 사용되었다.
- 크테시폰과 군데샤푸르와 같은 주요 도시에서는 당연히 팔라비어가 사용되었지만, 포로로 잡혀온 로마/동로마인들 덕분에 라틴어, 그리스어, 시리아어 등도 있었다. 포로들 중에는 소수이지만 슬라브족과 게르만족도 있었기 때문에, 아마도 슬라브어와 게르만어도 사용되었을 것이다.
- 예멘에서는 힘야르어와 사바어를 포함하여 주로 셈어 계통의 언어들이 사용되었다.

## 유산
사산 제국의 영향력은 사라진 지 오래되었지만, 그 문화는 이슬람이라는 새로운 종교에게로 계승되어 아랍인의 문명화를 가속화시켜 주었으며, 훗날 이슬람 황금기의 기반이 되었다. 오늘날 이란과 이란권 지역에서 사산 시대는 이란 문명의 절정기 중 하나로 여겨진다.

### 유럽

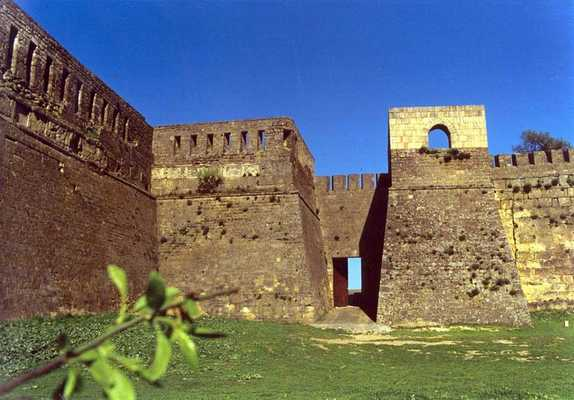
오늘날 러시아 데르벤트에 있는 사산식 요새(카스피해 관문)

사산식 문화와 군사 구조는 당대의 로마 문명에 큰 영향을 미쳤다. 로마군의 구조와 성격은 시간이 지남에 따라 페르시아의 그것에 맞춰 점차 발달해나갔다. 한편 사산 제국의 중앙집권적 정책 및 황실 의식은 변형된 형태로 로마 제국의 전제정에 도입되었는데, 이것이 훗날 로마 제국의 멸망 이후 중세~근대 유럽 국가들의 궁정 의식으로 이어졌다. 또한 유럽 외교의 형식적 기원은 페르시아와 로마와의 외교 관계에 기인한다.

### 유대
유대인의 역사에서 중요한 발전은 사산 제국과 관련이 있다. 오늘날 유명한 바빌로니아 탈무드는 사산 치하 3~6세기 사이에 집대성되었으며, 수라와 품베디타에는 주요 유대인 학문 아카데미가 설립되어 유대 학문의 번영을 이루었다. 샤푸르 2세의 모후 이프라 호르미즈드와, 야즈데게르드 1세의 황후 슈샨두크트와 같은 유대인 출신의 황실 여성들은 제국 내의 유대인들과 크테시폰의 사산 정부 사이의 긴밀한 관계에 크게 기여했다.

### 인도

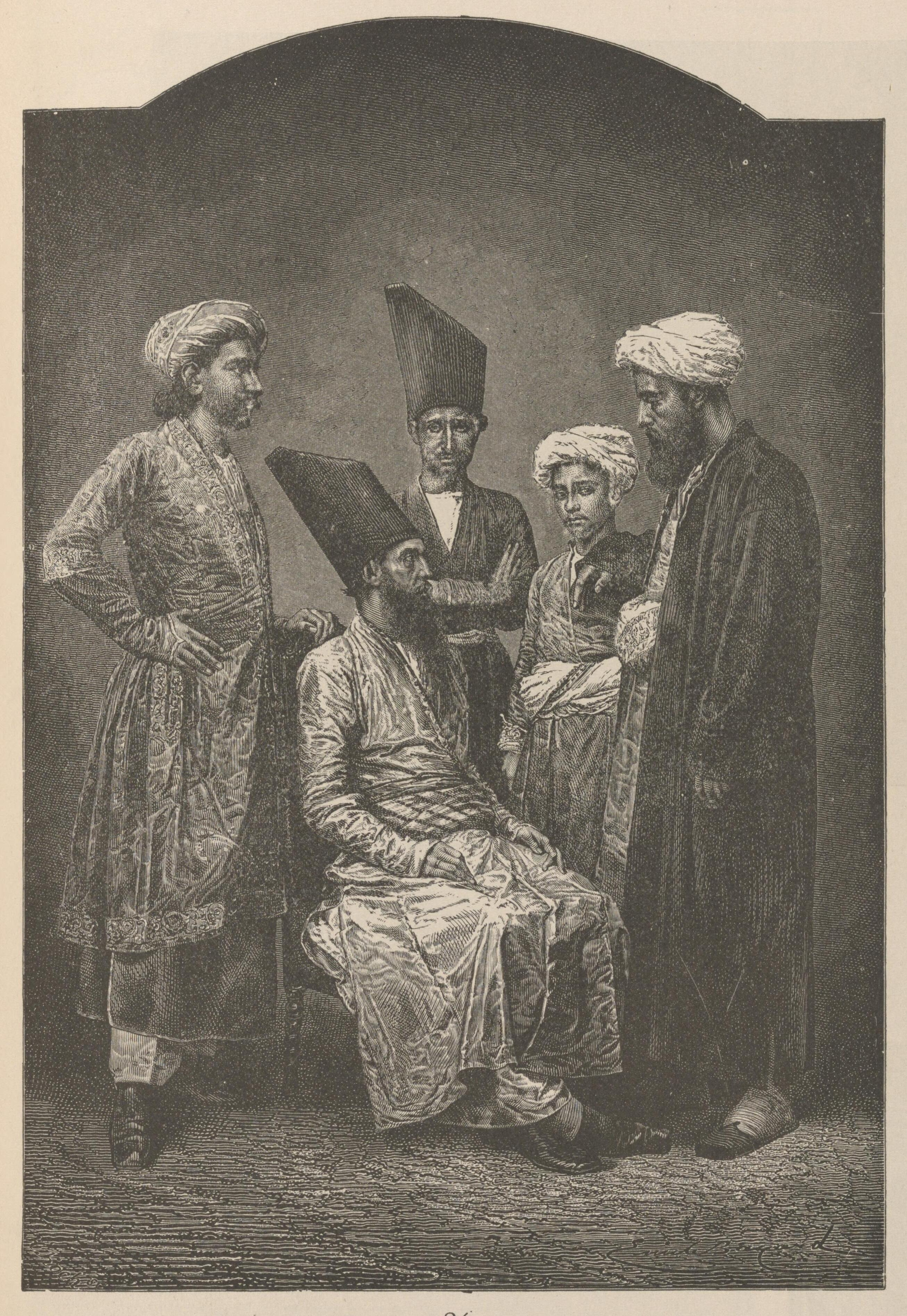
"봄베이의 페르시아인들" 목판화, 1873년 제작됨.

사산 제국의 붕괴 이후, 이슬람은 몇 세기에 걸쳐 서서히 조로아스터교를 밀어내고 페르시아의 주요 종교로 자리잡았다. 이에 많은 수의 조로아스터교도들이 이슬람 박해를 피해 이민을 선택했는데, 『키사 이 산잔』에 따르면, 이들 중 한 집단이 "그들의 관습을 지키고 그들의 신앙을 보존할 수 있는 더 큰 자유를 허락받은" 구자라트 지역에 정착했다고 한다. 이들의 후손은 비록 그 세는 미약하지만 인도의 발전에 중요한 역할을 할 것이었다. 오늘날 인도에는 70,000명이 넘는 조로아스터교도들이 있다.
조로아스터교도들은 아직도 사산 제국 시대에 만들어진 종교 달력의 번형을 사용하고 있는데, 이는 야즈데게르드 3세 즉위 이후 몇 년이 지났는지를 나타내고 있다.

## 사산 제국 연표
- 224–241: 아르다시르 1세의 치세:
  - 224: 파르티아 제국이 멸망함.
  - 229–232: 로마 제국과의 전쟁
  - 조로아스터교가 부활하여 국교로 제정됨.
  - 『아베스타 젠드』라고 알려진 경전이 발간됨.
- 241–271: "대제" 샤푸르 1세의 치세:
  - 241–244: 로마 제국과의 제 1차 전쟁
  - 258–260: 로마 제국과의 제 2차 전쟁. 에데사 전투에서의 결정적인 승리와 함께 로마 황제 발레리아누스를 포로로 잡음.
- 215–271: 마니가 마니교를 창시함.
- 271–301: 왕조의 내전기.
- 309–379: "대제" 샤푸르 2세의 치세:
  - 325: 여러 아랍 부족들을 물리치고 라흠 왕국을 봉신국으로 삼음.
  - 337–350: 로마 제국과의 제 1차 전쟁. 별다른 성과없이 마무리됨.
  - 358–363: 로마 제국과의 제 2차 전쟁. 대승을 거두고 동방과 서방의 국경을 대폭 확장함. 로마는 페르시아에 니시비스 뿐만 아니라 15개의 요새를 포함한 북부~동부 메소포타미아, 조지아, 아르메니아를 할양해야 했음.
- 399–420: "죄지은 자" 야즈데게르드 1세의 치세:
  - 409: 야즈데게르드의 후원으로 동방교회가 공식 종교로 인정됨. 기독교도들에게는 공개적인 예배와 교회 건설이 허락되었음.
  - 416–420: 야즈데게르드가 초기의 명령을 뒤엎고 기독교를 박해함.
- 420–438: 바흐람 5세의 치세:
  - 421–422: 로마 제국과의 전쟁.
  - 424: 다드이슈 공의회 개최, 동방교회가 콘스탄티노폴리스 교회로부터 독립을 선언함.
- 438–457: 야즈데게르드 2세의 치세:
  - 440: 동로마 제국과의 전쟁. 페르시아의 승리에 따라 로마인들은 사산인들에게 돈을 지불해야 했음.
  - 449–451: 아르메니아에서 반란이 일어남. 사산군은 451년 아바라이르 전투에서 바르단 마미코니안이 이끄는 기독교 반란군을 물리치고 나서야 이를 진압할 수 있었음.
- 482–483: 아르메니아와 이베리아에서 반란이 일어남.
- 483: 기독교를 허용하는 관용 칙령이 발표됨.
- 484: 페로즈 1세가 에프탈과의 전투에서 전사함.
- 484: 나바르사크 조약을 통해 아르메니아인들의 예배 자유화가 공식화됨.
- 488-531: 카바드 1세의 치세:
  - 491: 아르메니아에서 반란이 일어남. 아르메니아 교회가 칼케돈 공의회를 부정함.
  - 491: 네스토리우스 기독교가 사산 왕조의 주류 기독교가 되었음.
  - 496: 카바드 1세가 개혁을 추진하다가 귀족들에게 폐위당함.
  - 498–499: 카바드 1세가 복위함.
  - 499–532: 제국 내의 문제를 해결하기 위해 여러 개혁 정책들이 실시됨.
  - 502–506: 동로마 제국과의 1차 전쟁. 사산 제국이 테오도시오폴리스와 마티로폴리스를 점령함. 동로마 제국이 사산 제국에게 매년 1,000파운드의 금을 바치는 것으로 마무리되었음.
  - 526-531: 동로마 제국과의 2차 전쟁. 531년 카바드 1세의 사망 이후 후계자 호스로 1세에게로 넘어감.
- 531–579: "불멸의 영혼을 가진 자" 호스로 1세의 치세:
  - 531–532: 동로마 제국과의 전쟁. '영원한 평화' 조약이 체결됨. 이 조약으로 사산 제국은 이베리아를, 동로마 제국은 라지카를 각각 차지함. 또한 동로마 제국은 사산 제국에게 매년 11,000파운드의 금을 바쳐야 했음.
  - 540–562: 동로마 제국과의 1차 전쟁. 양측이 50년 평화 조약을 맺음으로써 마무리됨.
  - 560: 돌궐과의 협공으로 동부의 에프탈을 궤멸시킴.
  - 572–579: 동로마 제국과의 2차 전쟁. 아르메니아의 반란과 동로마 제국의 개입으로 '10년 전'에 체결된 50년 평화 조약이 유명무실해짐. 579년 호스로 1세의 사망 이후 후계자 호르미즈드 4세에게로 넘어감.
  - 578: 예멘을 정복하고 봉신국으로 삼음.
- 579–590: 호르미즈드 4세의 치세:
  - 579–589: 동로마 제국과의 1차 전쟁. 서로 대등한 싸움을 벌이면서 전쟁이 끝날 조짐이 보이지 않음.
  - 588–589: 돌궐이 제국 동부를 침입함. 사산 장군 바흐람 추빈이 출정하여 이들을 물리침.
  - 589: 바흐람 초빈이 호르미즈드 4세의 모욕에 분노하여 반란을 일으킴.
- 589–591: 사산 왕조와 바흐람 추빈과의 내전기
- 590–628: 호스로 2세의 치세:
  - 590: 자신의 복위를 도와주는 조건으로 동로마 제국에게 아르메니아 서부와 이베리아를 할양함. 이후 11년 동안 사산 제국과 동로마 제국은 우호적인 관계를 유지하였음.
  - 603–622: 동로마 제국과의 전쟁 초기. 사산 제국이 아나톨리아, 레반트, 이집트, 캅카스를 점령함으로써 옛 아케메네스 제국의 영토 대부분을 회복함.
  - 622–625: 동로마 제국과의 전쟁 후기. 동로마 황제 이라클리오스의 대반격이 시작되면서 사산 제국이 급속히 점령지를 상실함.
  - 626: 사산 군대가 아바르족, 슬라브족과 연합하여 동로마 제국의 수도 콘스탄티노폴리스를 공격했으나 실패하고 철수함.
  - 627: 이라클리오스가 시리아와 메소포타미아를 침공함. 사산 군대가 니네베 인근에서 동로마군에게 대패함.
- 628: 카바드 2세가 호스로 2세를 살해하고 황제로 즉위함.
- 628: 페스트로 추정되는 파괴적인 전염병으로 인해 카바드 2세를 포함한 페르시아 서부 인구의 절반이 사망함.
- 628–632: 사산 공위시대. 황제의 난립으로 인한 혼란기가 도래함.
- 632–644: 야즈데게르드 3세의 치세:
  - 632: 제위 초기부터 이슬람의 대대적인 침공에 직면함.
  - 636: 이슬람 군대가 알 카디시야 전투에서 사산 군대를 상대로 결정적인 승리를 거둠.
  - 641: 이슬람 군대가 니하반드 전투에서 병력의 열세에도 불구하고 재차 승리를 거둠.
  - 642: 이슬람 군대가 호라산까지 진출함으로써 대부분의 페르시아 영토가 이슬람의 손에 떨어짐.
- 651: 야즈데게르드 3세가 메르브에서 현지인에게 살해당하면서 사산 제국이 막을 내림. 그의 아들 페로즈와 다른 많은 유민들은 당나라로 망명함.

## 사산 왕조의 황제 목록

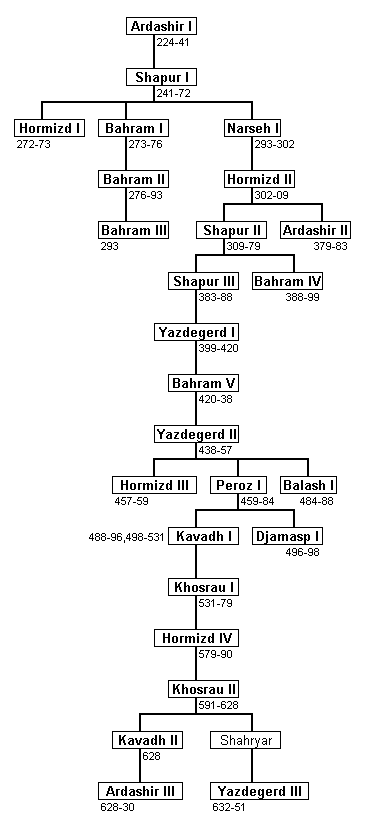
사산 왕조의 가계도

| 지배자                | 연도          |
| --------------------- | ------------- |
| 아르다시르 1세        | 224년 - 241년 |
| 샤푸르 1세            | 241년 - 272년 |
| 호르미즈드 1세        | 272년 - 273년 |
| 바흐람 1세            | 273년 - 276년 |
| 바흐람 2세            | 276년 - 293년 |
| 바흐람 3세            | 293년         |
| 나르세스 1세          | 293년 - 302년 |
| 호르미즈드 2세        | 302년 - 310년 |
| 샤푸르 2세            | 310년 - 379년 |
| 아르다시르 2세        | 379년 - 383년 |
| 샤푸르 3세            | 383년 - 388년 |
| 바흐람 4세            | 388년 - 399년 |
| 야즈데게르드 1세      | 399년 - 420년 |
| 바흐람 5세            | 420년 - 438년 |
| 야즈데게르드 2세      | 438년 - 457년 |
| 호르미즈드 3세        | 457년 - 459년 |
| 페로즈 1세            | 457년 - 484년 |
| 발라시                | 484년 - 488년 |
| 카바드 1세            | 488년 - 531년 |
| 쟈마습                | 496년 - 498년 |
| 호스로 1세            | 531년 - 579년 |
| 호르미즈드 4세        | 579년 - 590년 |
| 바흐람 코빈           | 590년 - 591년 |
| 비스탐                | 591년 - 595년 |
| 호스로 2세            | 591년 - 628년 |
| 카바드 2세            | 628년         |
| 아르다시르 3세        | 628년 - 630년 |
| 샤흐르바라즈          | 630년         |
| 푸란도흐트 (여제)     | 630년 - 631년 |
| 페로즈 2세            | 631년         |
| 아자르미도흐트 (여제) | 631년         |
| 호르미즈드 6세        | 631년 - 632년 |
| 야즈데게르드 3세      | 632년 - 651년 |

## 참고 문헌
- 이 문서에는 다음커뮤니케이션(현 카카오)에서 GFDL 또는 CC-SA 라이선스로 배포한 글로벌 세계대백과사전의 "사산 제국" 항목을 기초로 작성된 글이 포함되어 있습니다.

## 같이 보기
- 5세기의 정치적 국가 목록